# 高知県
高知県（こうちけん）は、日本の四国地方に位置する県。県庁所在地は高知市。

## 概要
令制国では土佐国に当たり、県庁所在地の高知市の大半は土佐国の土佐郡に属していた。幕末期には土佐藩は薩長土肥の一角として明治維新に貢献しており、坂本龍馬や板垣退助、三菱財閥の創業者である岩崎弥太郎など、時代の転換点において多数の重要人物を輩出した。
日本最後の清流といわれる四万十川（しまんとがわ）のほか、水辺利用率全国一の仁淀川、物部川、安田川など四国山地に源を発する清流が多く流れる。室戸岬・足摺岬・龍河洞・四国カルストなど多くの天然の観光資源を有する。
近年は、徳島県、宮崎県などの他の産地や、輸入野菜などに押されがちであるが、ピーマンやなすやトマトをはじめとする、暖かい気候を生かした野菜類の促成栽培でも有名で、県中央部の沿岸部（土佐市〜芸西村付近）は、ビニールハウスが多く並んでいる。

## 地理・地域
高知県は東西に長い四国の南部、太平洋から四国山地の尾根までの範囲で「海の国」としてのイメージが強いが、高知市から香南市・香美市土佐山田町南部に至る高知平野、香長平野と南西部の四万十市周辺がやや広い平野となっているほかは、そのほとんどが海の近くまで山が迫る典型的な山国である。可住地面積割合は16 %で全国最小値である。
山地率は89 %と全国一位で、全国平均の66 %と比べてもその険しさがよく分かる。最高峰は三嶺で（山頂が高知県単独の場合は手箱山）、地質的には四万十帯と呼ばれる堆積岩が多い地域でもあり、土砂災害がきわめて多い。その一方で県西部を流れる四万十川、石鎚山から土佐湾に南下する仁淀川、県北部から徳島県へと流れる吉野川など水量豊富な河川が多くあり、近年はカヌーでの川下りをする人が増えてきている。
水不足に悩まされることはほとんどないが、治水は古くからの課題となっており江戸時代初期の土佐藩奉行野中兼山による大規模な河川改修は県下主要河川のほとんどで実施されてきた。現在は全国有数の治水能力を有し、降雨量が多いにもかかわらず、全国的に見ると水害が少ない県でもある。
高知県沖の太平洋を黒潮が流れており、冬の朝などは海面から湯気が立っているのが見える。気候は黒潮の影響を受けて冬でも温暖であり、台風の襲来も多く、1951年（昭和26年）以降の台風上陸数は鹿児島県に次いで2番目に多い県である。特に「室戸台風」では、室戸岬上陸時の中心気圧が911.6hPaであり、日本本土に上陸した台風のなかで観測史上最も上陸時の中心気圧が低い台風だった。台風の正式な統計は1951年（昭和26年）から開始されたため、この記録は参考記録扱いとされているが、これは同緯度の台風における中心気圧の最低記録として、いまだに破られていない。太平洋に突き出た足摺岬、室戸岬は強風でも知られる。
県南西部の山間は大きく開発されることが無く、豊かな山林とダムの無い大きな川が残されている。四万十川は最後の清流として有名である。1980年代後半には四万十川河川敷に小規模なコミューター空港、2000年初頭に宿毛市と愛媛県愛南町(旧一本松町)の県境にまたがる2000m級の空港(仮称:高知西南空港)を建設する計画が浮上したがいずれも頓挫している。

### 広袤（こうぼう）
高知県の東西南北それぞれの端、及び重心は以下の位置である。北端はちち山、南端は沖の島 (高知県)、東端は甲浦港沖に浮かぶ葛島、西端は鵜来島にある。また統計局の平成22年国勢調査によると、人口重心は土佐市新居付近にある。
| 重心 北緯33度25分28秒 東経133度21分51秒 / 北緯33.42444度 東経133.36417度  | 北端 北緯33度53分00秒 東経133度38分39秒 / 北緯33.88333度 東経133.64417度 ↑           | 人口重心 北緯33度27分27.21秒 東経133度27分46.77秒 / 北緯33.4575583度 東経133.4629917度 |
| 西端 北緯32度47分59秒 東経132度28分47秒 / 北緯32.79972度 東経132.47972度← | 高知県庁舎所在地 北緯33度33分35秒 東経133度31分52秒 / 北緯33.55972度 東経133.53111度 | 東端 →北緯33度32分17秒 東経134度18分50秒 / 北緯33.53806度 東経134.31389度              |
|                                                                           | ↓ 南端 北緯32度42分09秒 東経132度32分35秒 / 北緯32.70250度 東経132.54306度           |                                                                                        |

### 地形

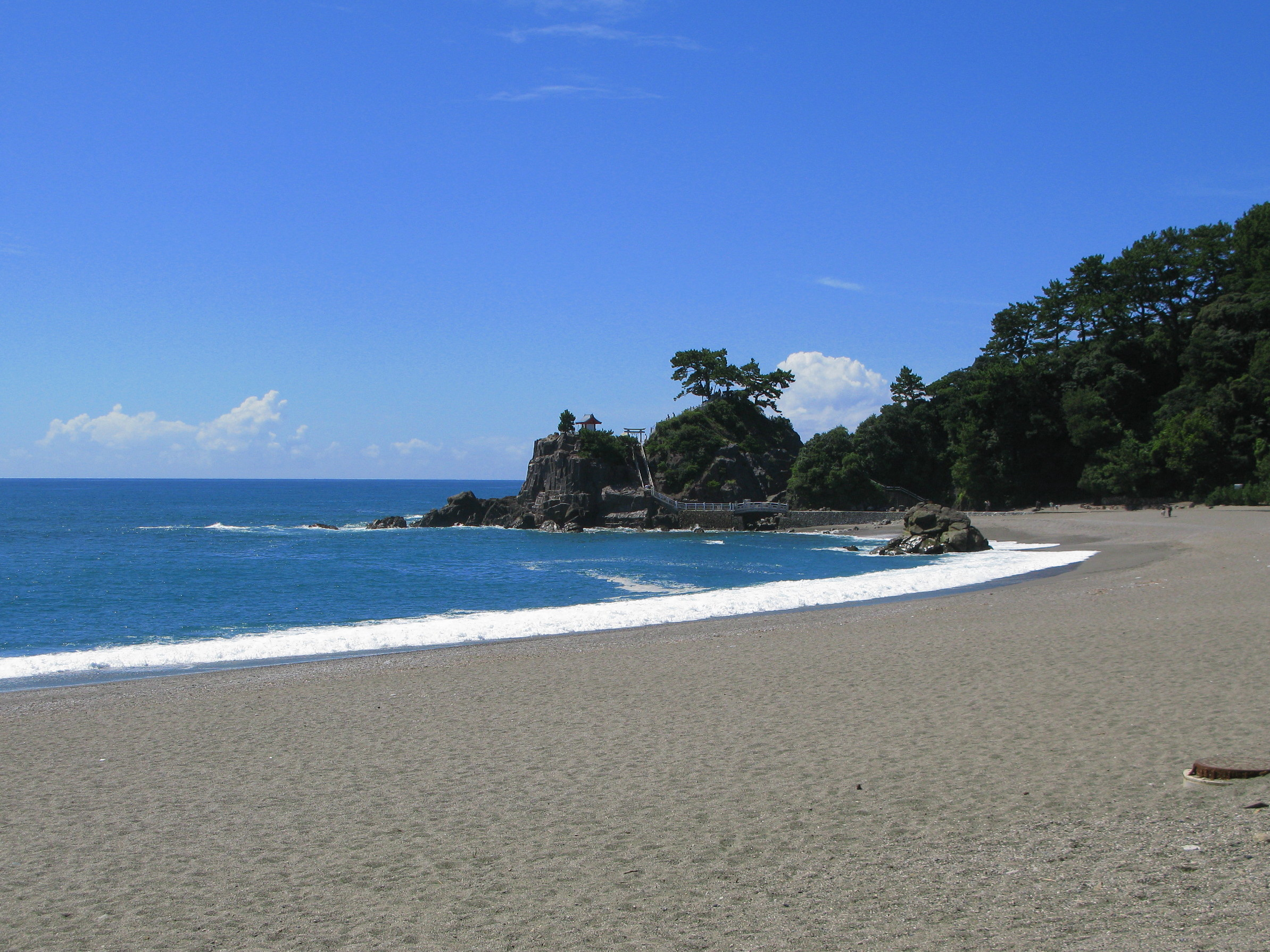
桂浜

主な海
- 太平洋（土佐湾）
- 浦戸湾

主な河川
- 四万十川
- 仁淀川
- 吉野川
- 物部川
- 安田川
- 鏡川
- 松田川
- 安芸川
- 伊尾木川
- 野根川
- 奈半利川

主な平野
- 香長平野
- 高知平野
- 中村平野
- 安芸平野

主な山岳
- 三嶺
- 笹ヶ峰
- 筒上山
- 手箱山
- 工石山

主な島
- 鵜来島
- 大島
- 沖の島
- 柏島
- 中ノ島
- 二子島
- 戸島

### 気候
高知県の年間日照時間は2000時間を越え、全国2-3位が定位置となっている一方、年間降水量は全国第4位で、平野部で2500mm前後、山間部では3000mmを超え、東部山間部の魚梁瀬は4100mm程度と日本有数である。年間平均気温も全国第4位の17.3℃で、夏は蒸し暑く、熱帯夜が連日のように続くが、昼は猛暑になりにくい。その反面、西部側の地域は北西風が四国山地を超えてフェーンを起こし、本州内陸部にも匹敵する暑さとなることがある。四万十市江川崎では、2013年8月12日に日本の歴代最高気温記録(当時)である41.0℃を観測している。
平野部での積雪はまれであるが、山間部や豊後水道側に開けた県西部の幡多地域平野部では冬型の気圧配置が強まると日本海からの雪雲が流れ込んで大雪に見舞われることもあり、剣山系、石鎚山系の高い山では厳冬期に根雪が見られる地域も存在する等内陸部の山間部は南国のイメージとは裏腹に寒さが厳しくなる。県西部以外では冬は晴れ間が多く、放射冷却によって朝などは高知市でも氷点下になることも多いが、日中は日照時間が多く暖かい。その反面、室戸岬や足摺岬などの半島部や沿岸部では無霜地帯が存在する。その温暖な気候を求め、スポーツチームが多数キャンプを設置する。春は宇和島と並び、ソメイヨシノの開花前線が全国でも早く訪れることで知られるが、夏から秋は頻繁に台風の直撃を受けることがあるほか、台風本体が東シナ海から日本海側を通過する際も南からの温かい湿った風が、四国山地に遮られて大雨になることもある。室戸岬と足摺岬は「台風銀座」と呼ばれている。地域ごとの気温差が大きいため、各地域に適応した植物が自生し、約3100種類の植物が確認され、全国第2位の多さである。
| 平年値 （月単位） | 平年値 （月単位） | 西部沿岸部    | 西部沿岸部      | 西部沿岸部    | 西部沿岸部    | 西部沿岸部    | 中部沿岸部    | 中部沿岸部    | 中部沿岸部    | 中部沿岸部      | 東部沿岸部    | 東部沿岸部    |
| 平年値 （月単位） | 平年値 （月単位） | 宿毛          | 土佐清水市 清水 | 四万十市 中村 | 黒潮町 佐賀   | 四万十町 窪川 | 須崎          | 高知          | 南国市 後免   | 南国市 南国日章 | 安芸          | 室戸市 室戸岬 |
| ----------------- | ----------------- | ------------- | --------------- | ------------- | ------------- | ------------- | ------------- | ------------- | ------------- | --------------- | ------------- | ------------- |
| 平均 気温 (°C)    | 最暖月            | 26.7 （8月）  | 27.2 （8月）    | 26.6 （8月）  | 26.3 （8月）  | 25.5 （8月）  | 26.7 （8月）  | 27.2 （8月）  | 26.5 （8月）  |                 | 26.9 （8月）  | 25.8 （8月）  |
| 平均 気温 (°C)    | 最寒月            | 6.9 （1月）   | 8.6 （1月）     | 5.6 （1月）   | 6.1 （1月）   | 3.9 （1月）   | 6.5 （1月）   | 6.1 （1月）   | 5.5 （1月）   |                 | 7.3 （1月）   | 7.5 （1,2月） |
| 降水量 (mm)       | 最多月            | 321.2 （6月） | 346.8 （9月）   | 434.9 （9月） | 386.9 （6月） | 479.4 （9月） | 379.5 （9月） | 404.3 （9月） | 335.0 （9月） |                 | 280.5 （6月） | 331.0 （9月） |
| 降水量 (mm)       | 最少月            | 55.3 （12月） | 70.3 （12月）   | 61.5 （12月） | 54.5 （12月） | 59.0 （12月） | 47.9 （12月） | 52.0 （12月） | 48.6 （12月） |                 | 47.3 （12月） | 70.2 （12月） |

| 平年値 （月単位） | 平年値 （月単位） | 内陸部          | 内陸部        | 内陸部        | 内陸部        | 内陸部        |
| 平年値 （月単位） | 平年値 （月単位） | 四万十市 江川崎 | 梼原          | いの町 本川   | 本山          | 香美市 大栃   |
| ----------------- | ----------------- | --------------- | ------------- | ------------- | ------------- | ------------- |
| 平均 気温 (°C)    | 最暖月            | 26.2 （8月）    | 23.9 （8月）  | 22.8 （8月）  | 24.8 （8月）  | 25.4 （8月）  |
| 平均 気温 (°C)    | 最寒月            | 4.6 （1月）     | 2.4 （1月）   | 1.3 （1月）   | 3.1 （1月）   | 4.2 （1月）   |
| 降水量 (mm)       | 最多月            | 343.0 （7月）   | 420.3 （8月） | 534.2 （8月） | 407.1 （9月） | 408.8 （6月） |
| 降水量 (mm)       | 最少月            | 54.8 （12月）   | 69.5 （12月） | 62.8 （12月） | 54.9 （12月） | 65.7 （12月） |

### 自治体
以下の11市6郡17町6村がある。町はすべて「ちょう」、村は「むら」と読む。
以下、7つの広域市町村圏ごとに記述する。

| 西部 高幡地域 - 須崎市 - 高岡郡 - 中土佐町 - 檮原町 - 津野町 - 四万十町 幡多地域 - 四万十市 - 宿毛市 - 土佐清水市 - 幡多郡 - 黒潮町 - 大月町 - 三原村 | 中部 - 高知市（県庁所在地） 嶺北地域 - 長岡郡 - 本山町 - 大豊町 - 土佐郡 - 土佐町 - 大川村 物部川地域 - 南国市 - 香美市 - 香南市 仁淀川地域 - 土佐市 - 吾川郡 - いの町 - 仁淀川町 - 高岡郡 - 日高村 - 佐川町（高吾北地域に区分する場合もある） - 越知町（高吾北地域に区分する場合もある） | 東部 安芸地域 - 安芸市 - 室戸市 - 安芸郡 - 東洋町 - 奈半利町 - 田野町 - 安田町 - 北川村 - 馬路村 - 芸西村 |

## 人口
高知県は、全国では鳥取県、島根県に次いで3番目に人口が少なく（全政令指定都市よりも人口が少ない）、政令指定都市以外では千葉県船橋市より少ない。
又、四国地方では最下位である。人口密度は中部地方以西の府県では最も低い。
人口の分布としては県庁所在地の高知市に県民のほぼ半数が居住し、いわゆるプライメートシティとなっている。単独市制施行に必要な人口である5万人を上回る市は高知市のみであり、全都道府県中最も少ない。
県中部の高知平野の他に比較的まとまった人口が居住する地域は四万十市などごく僅かであり、県西部・東部は日本でも有数の人口密度が低い地域となっている。

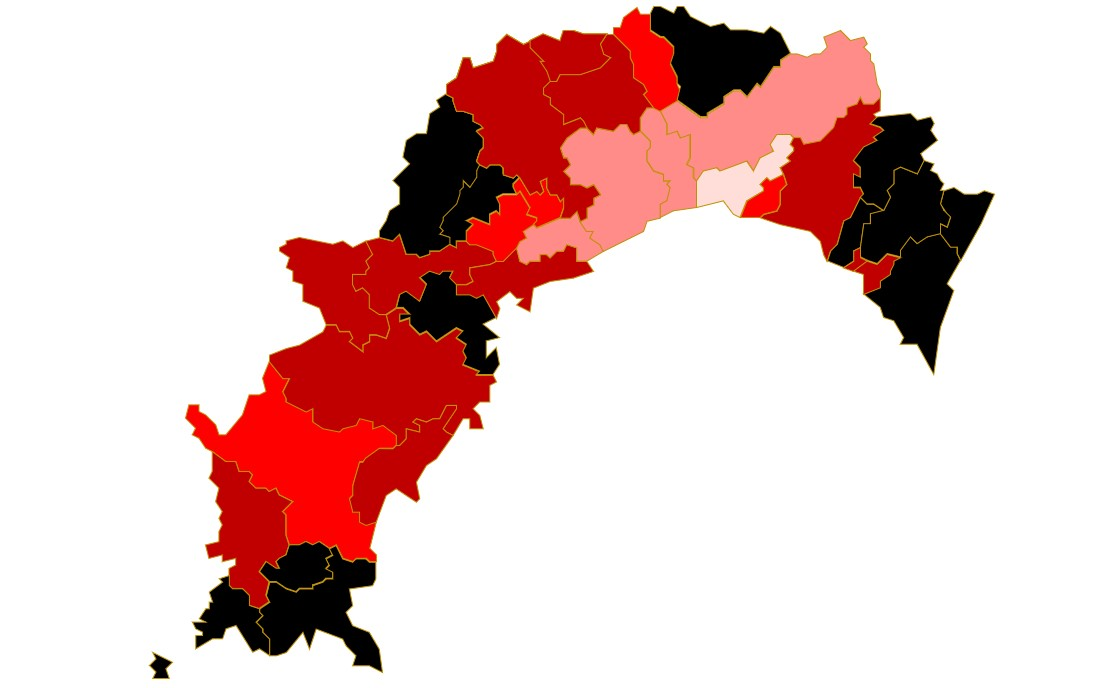
高知県市町村人口増減率分布図（2016年度と2021年度8月1日の高知県統計から算出）
増加
0.0 - 2.49 %
減少
0.0 - 2.5 %
2.5 - 5.0 %
5.0 - 7.5 %
7.5 - 10.0 %
10.0 % 以上

| 増加 0.0 - 2.49 % | 減少 0.0 - 2.5 % 2.5 - 5.0 % 5.0 - 7.5 % 7.5 - 10.0 % 10.0 % 以上 |

| |                                        |  |
| 高知県と全国の年齢別人口分布（2005年） | 高知県の年齢・男女別人口分布（2005年） |  |
| ■紫色 ― 高知県 ■緑色 ― 日本全国 | ■青色 ― 男性 ■赤色 ― 女性              |  |
| 高知県（に相当する地域）の人口の推移 \| 1970年（昭和45年） \| 786,882人 \| \| \| 1975年（昭和50年） \| 808,397人 \| \| \| 1980年（昭和55年） \| 831,275人 \| \| \| 1985年（昭和60年） \| 839,784人 \| \| \| 1990年（平成2年） \| 825,034人 \| \| \| 1995年（平成7年） \| 816,704人 \| \| \| 2000年（平成12年） \| 813,949人 \| \| \| 2005年（平成17年） \| 796,292人 \| \| \| 2010年（平成22年） \| 764,456人 \| \| \| 2015年（平成27年） \| 728,276人 \| \| \| 2020年（令和2年） \| 691,527人 \| \| |                                        |  |
| 総務省統計局 国勢調査より |                                        |  |
| 1970年（昭和45年） | 786,882人                              |  |
| 1975年（昭和50年） | 808,397人                              |  |
| 1980年（昭和55年） | 831,275人                              |  |
| 1985年（昭和60年） | 839,784人                              |  |
| 1990年（平成2年） | 825,034人                              |  |
| 1995年（平成7年） | 816,704人                              |  |
| 2000年（平成12年） | 813,949人                              |  |
| 2005年（平成17年） | 796,292人                              |  |
| 2010年（平成22年） | 764,456人                              |  |
| 2015年（平成27年） | 728,276人                              |  |
| 2020年（令和2年） | 691,527人                              |  |

### 都市
- 高知県内市別人口ランキング：2021年（令和3年）現在
  1. 高知市　：32.5万人
  2. 南国市　：04.6万人
  3. 四万十市：03.2万人
  4. 香南市　：03.2万人
  5. 香美市　：02.6万人

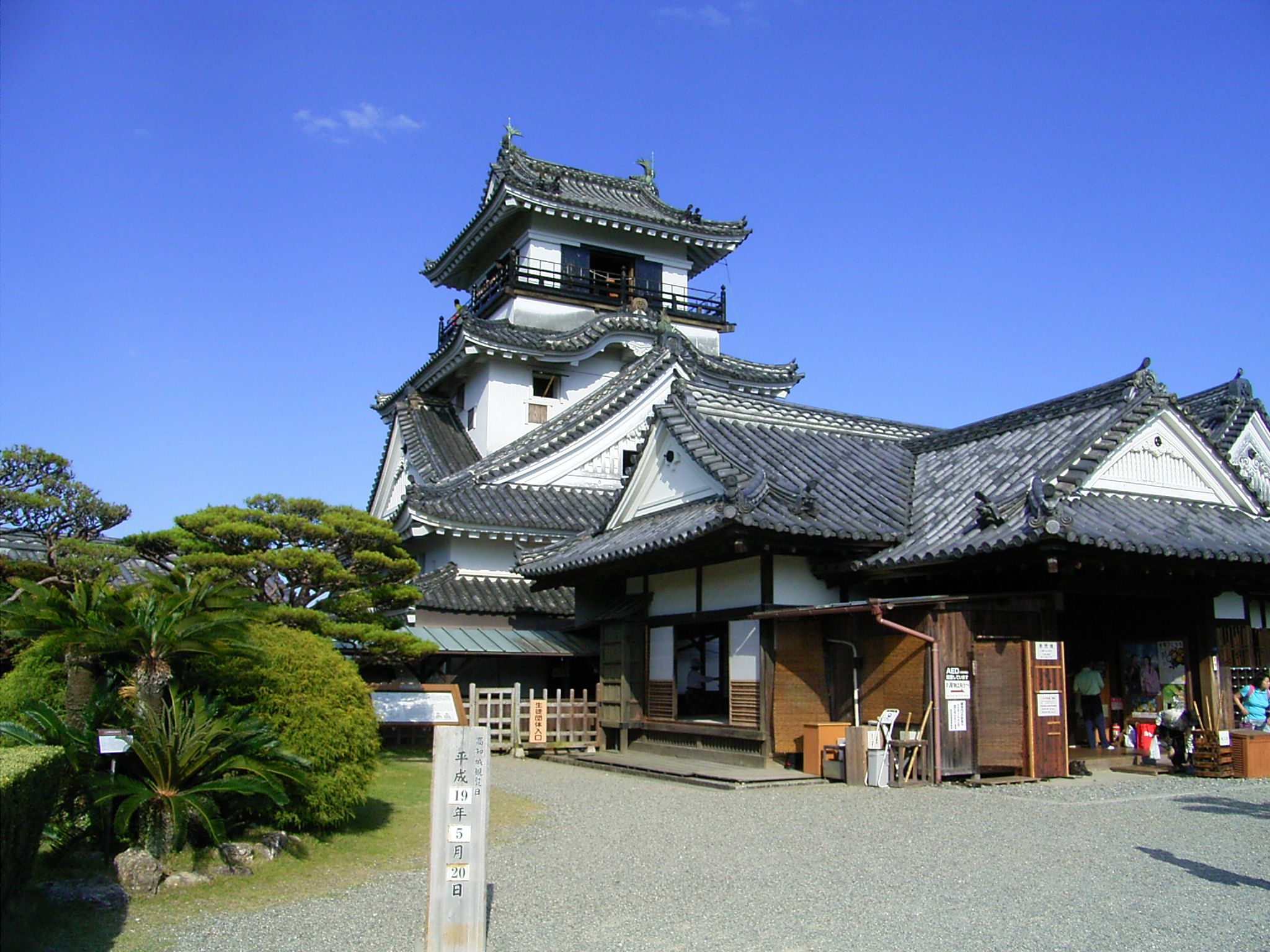
高知市（県庁所在地） （中核市）
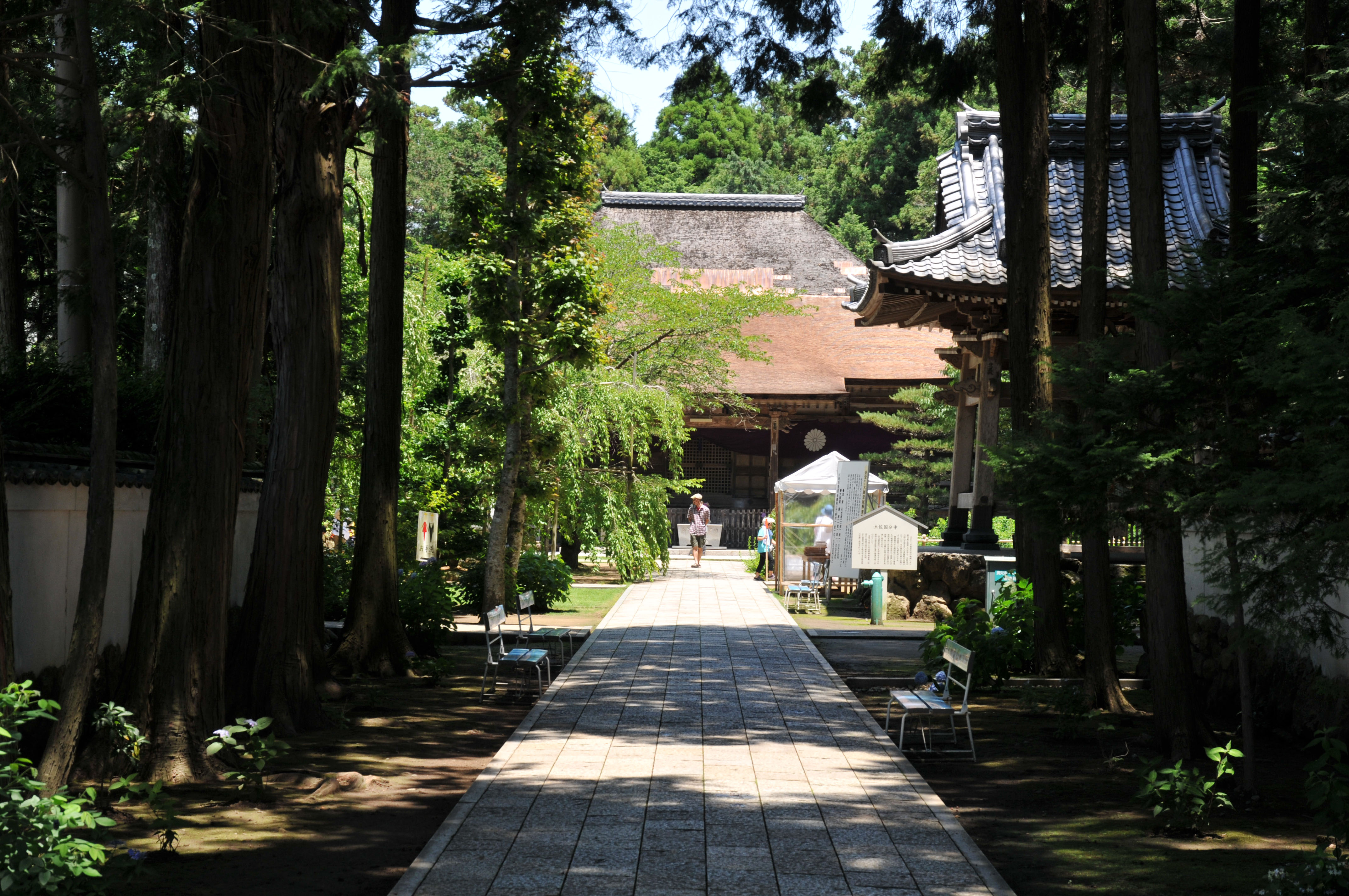
南国市
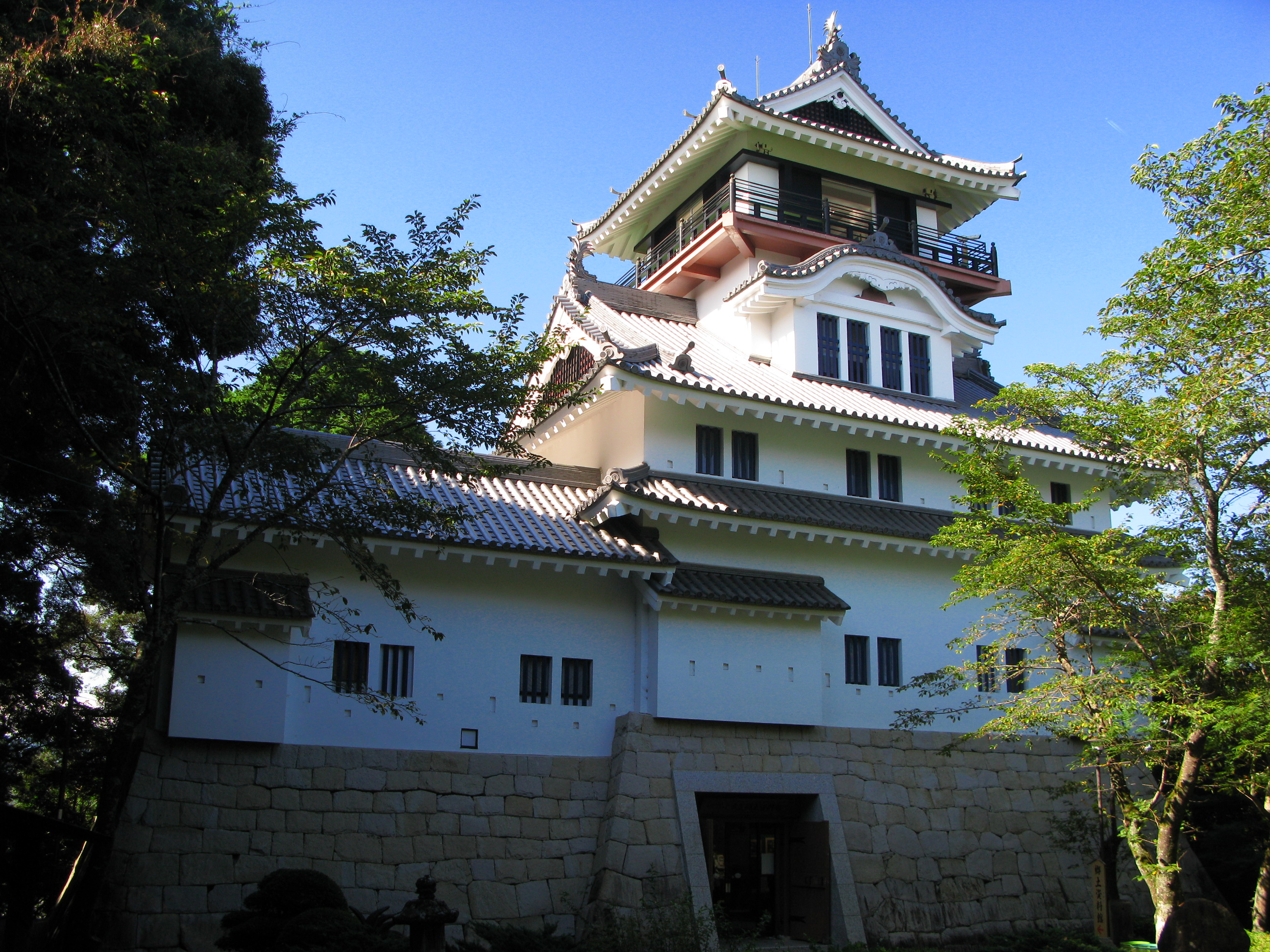
四万十市
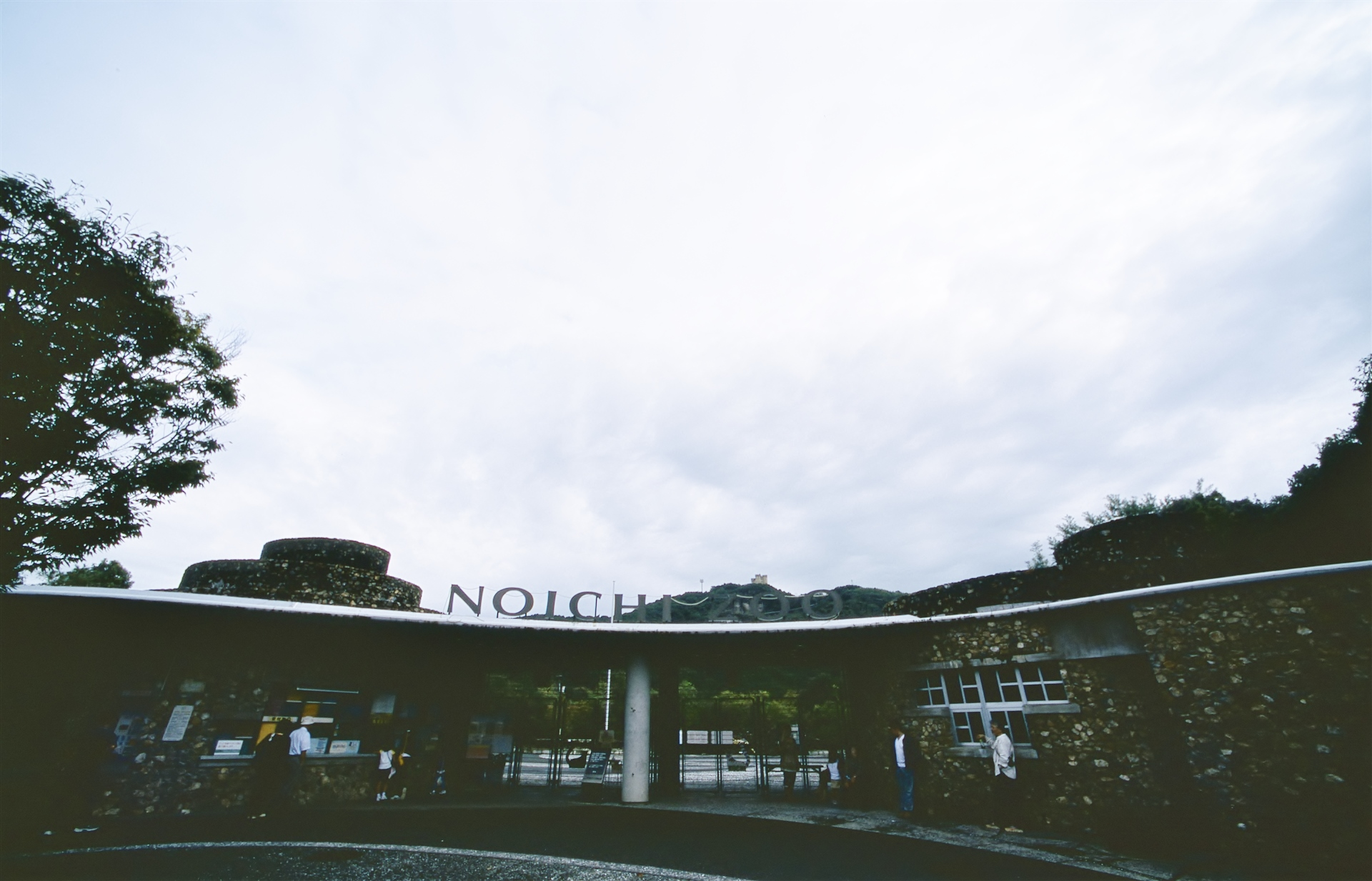
香南市
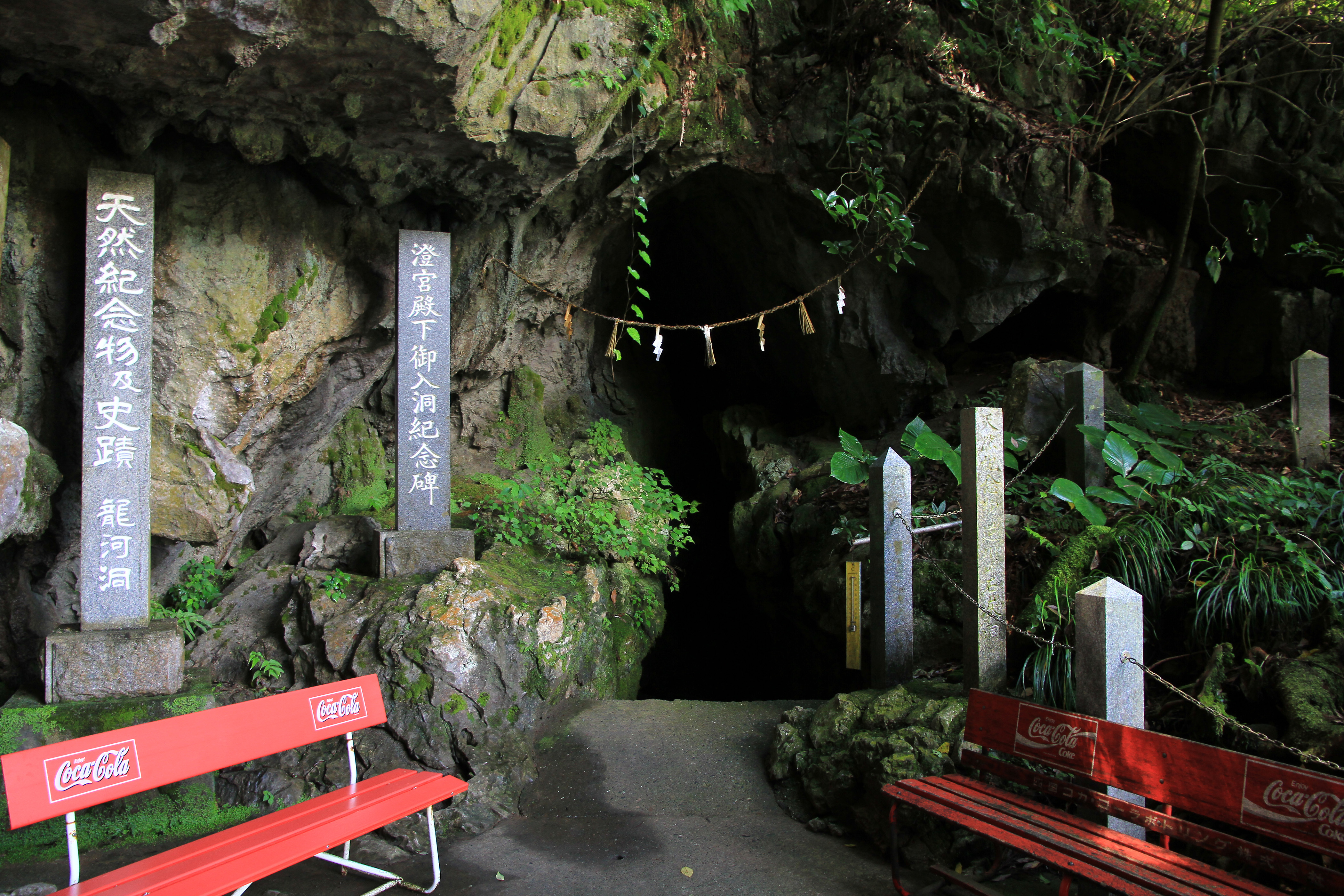
香美市

- 高知県内市別人口密度ランキング：2021年（令和3年）現在
  1. 高知市：1,051人/km2
  2. 南国市：0371人/km2
  3. 土佐市：0280人/km2
  4. 香南市：0253人/km2
  5. 須崎市：0150人/km2

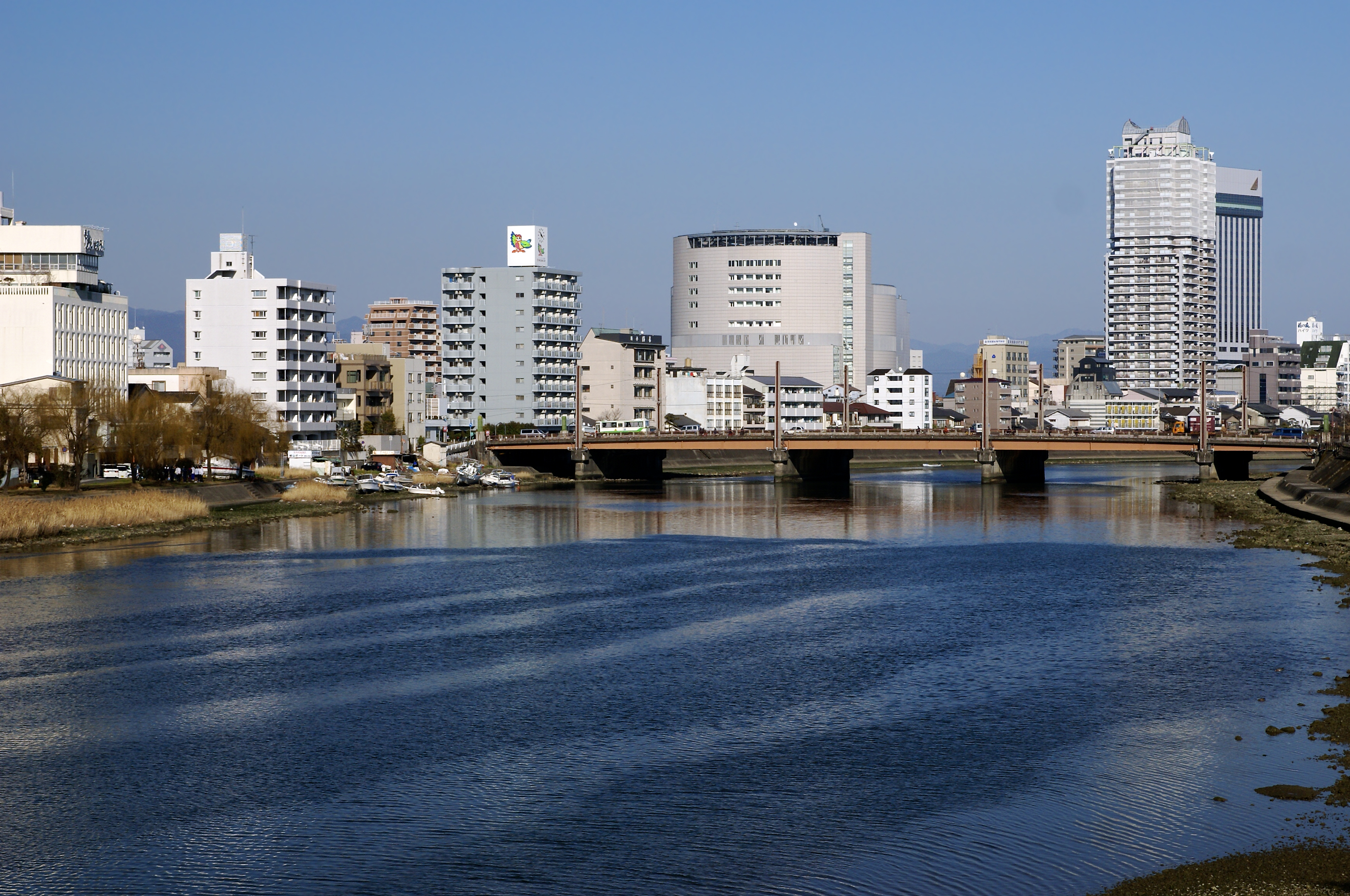
高知市（県庁所在地） （中核市）
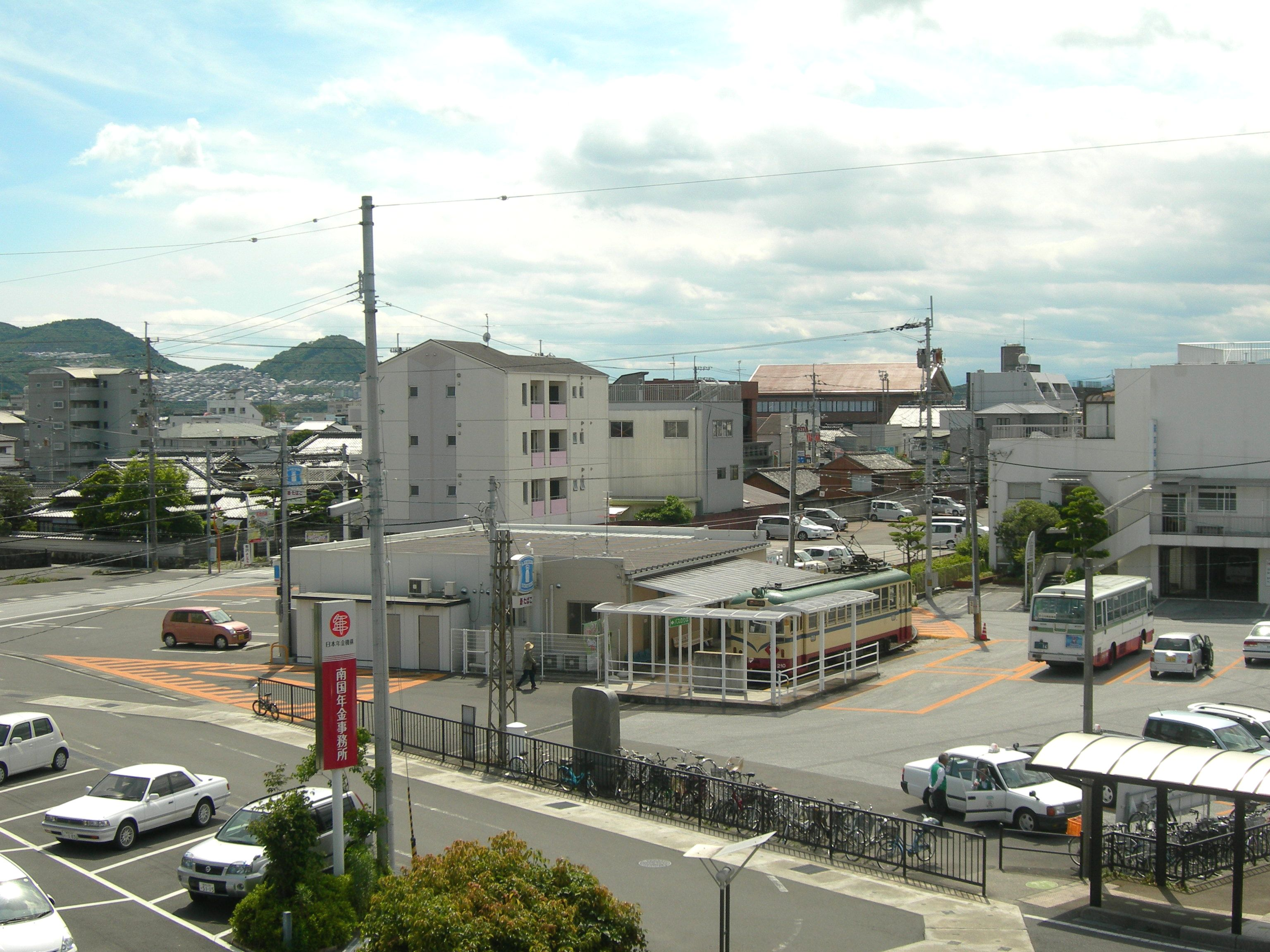
南国市
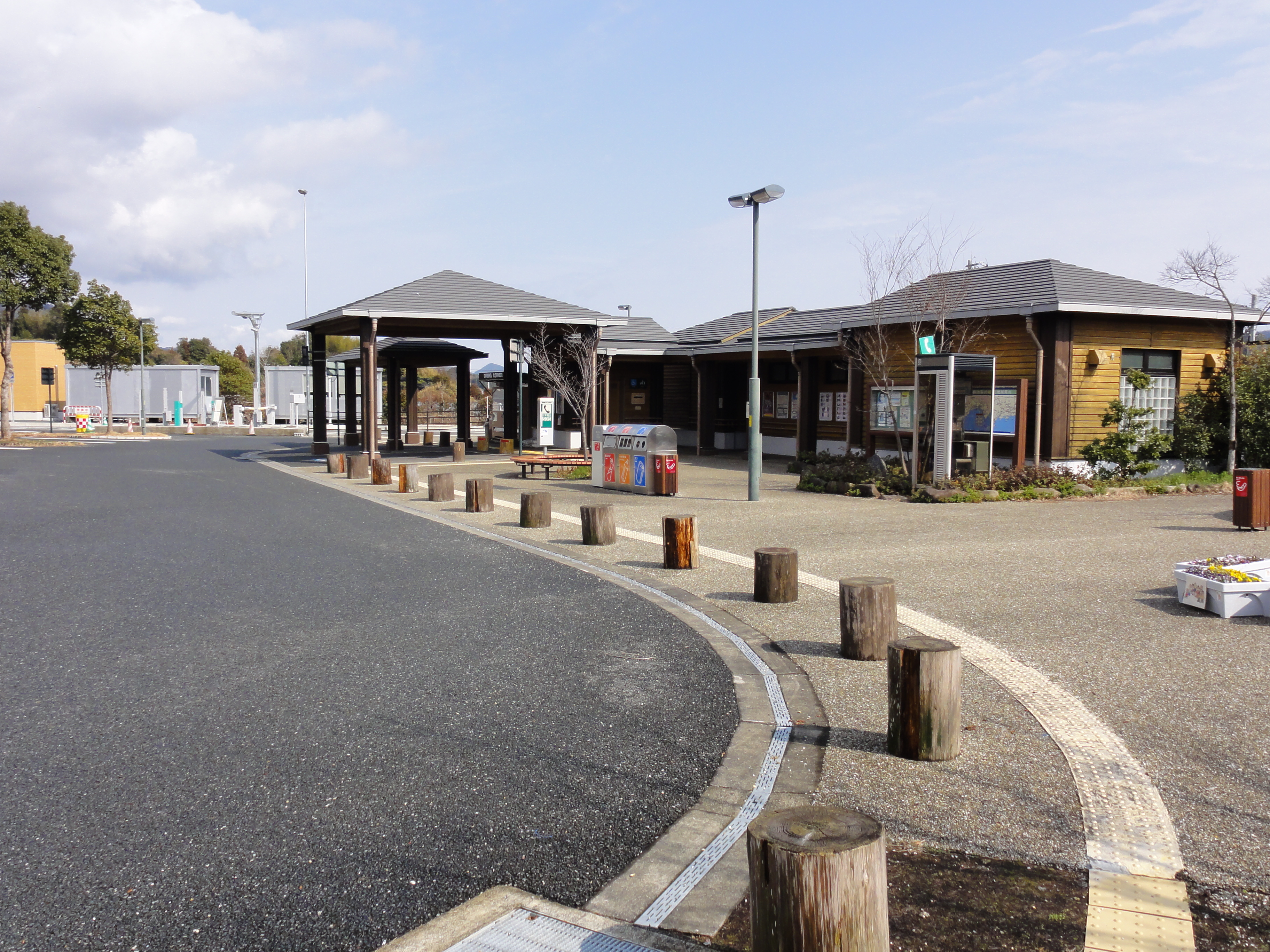
土佐市
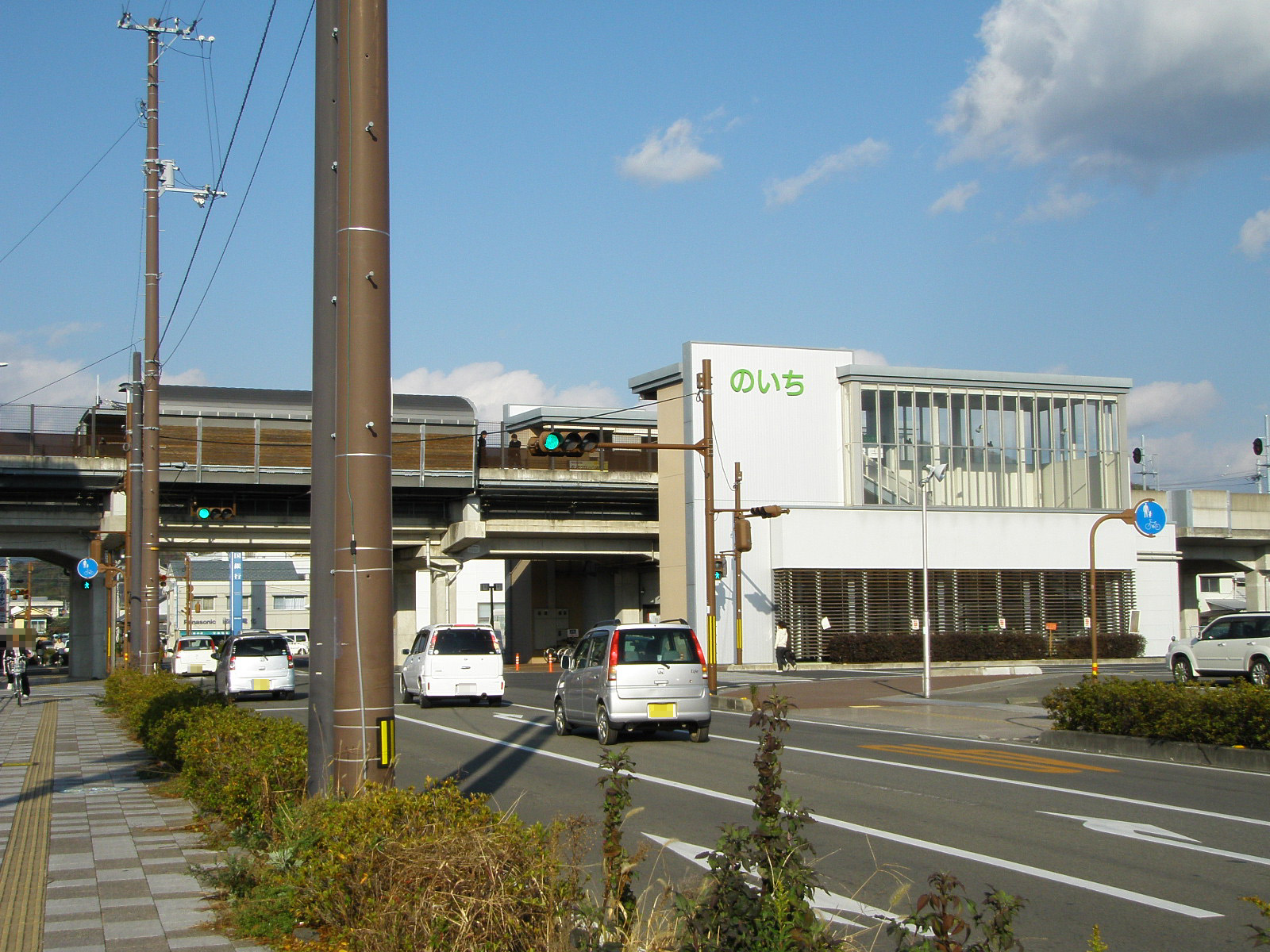
香南市
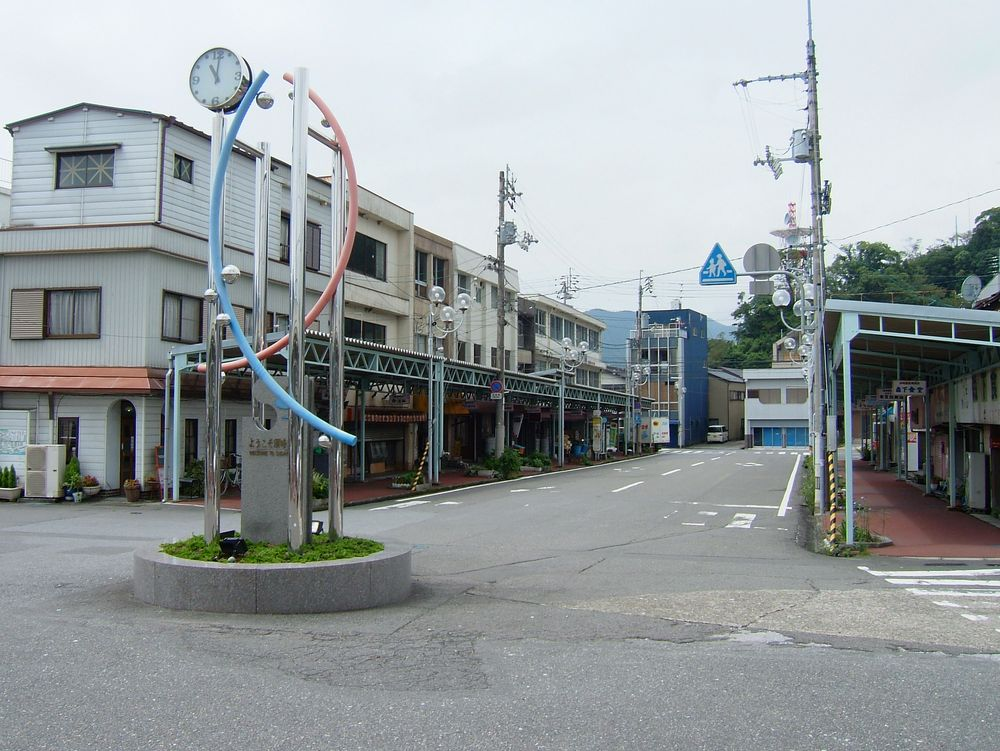
須崎市

### 隣接自治体
徳島県
- 海部郡海陽町
- 那賀郡那賀町
- 三好市

愛媛県
- 四国中央市
- 新居浜市
- 西条市
- 上浮穴郡久万高原町
- 西予市
- 北宇和郡（鬼北町・松野町）
- 宇和島市
- 南宇和郡愛南町

## 歴史

### 古代

#### 律令制以前

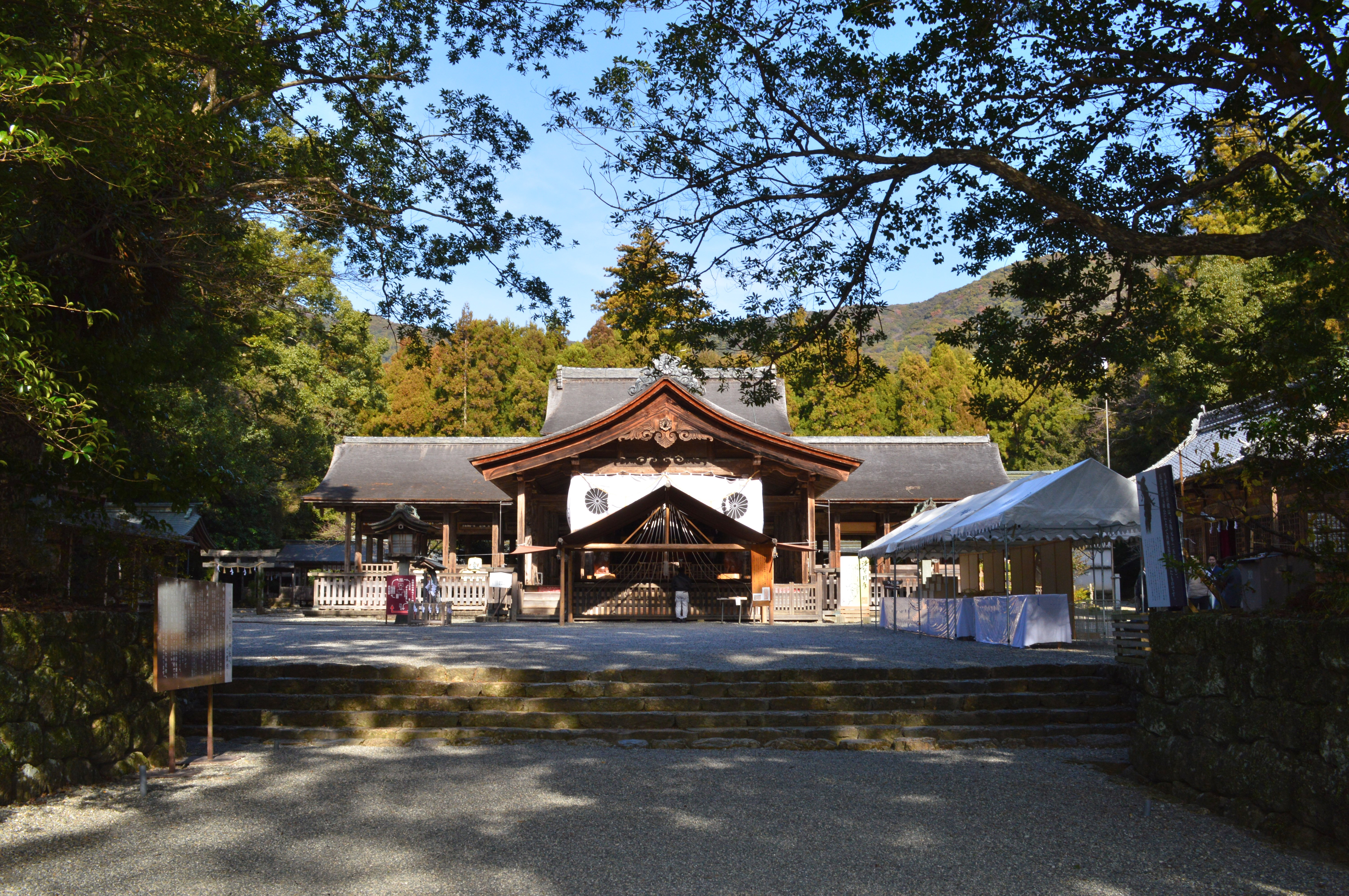
土佐神社
（土佐国一宮）

現在の高知県の行政機構の最も古い時代の記録は、国造本紀の記録があり、幡多（県西部、後の幡多郡か）・都佐（県中東部）の二つの国造がおかれた。それぞれの初代の任命者は、幡多国造が崇神朝（紀元前1世紀ごろ）の天韓襲命、都佐国造が成務朝（2世紀後半ごろ）の小立足尼であり、幡多のほうが先であったことから、古来は幡多地方がはやくから大和朝廷の勢力と交渉があったものと思われる。
この時期の高知県域の詳細な文献記録は乏しいが、天韓襲命、小立足尼はいずれも三島溝杭（賀茂氏）の後裔を称しており、摂津国三嶋県（大阪府北部）を根拠とした賀茂氏の一族が阿波国を経て都佐・幡多に降り、土着した可能性がある。また、土佐神社（のちの土佐国一宮）の主祭神であるアヂスキタカヒコネは、賀茂氏の氏神とされる。
古墳時代については、四国他県で見つかっている前方後円墳が未発見である。

#### 律令制下

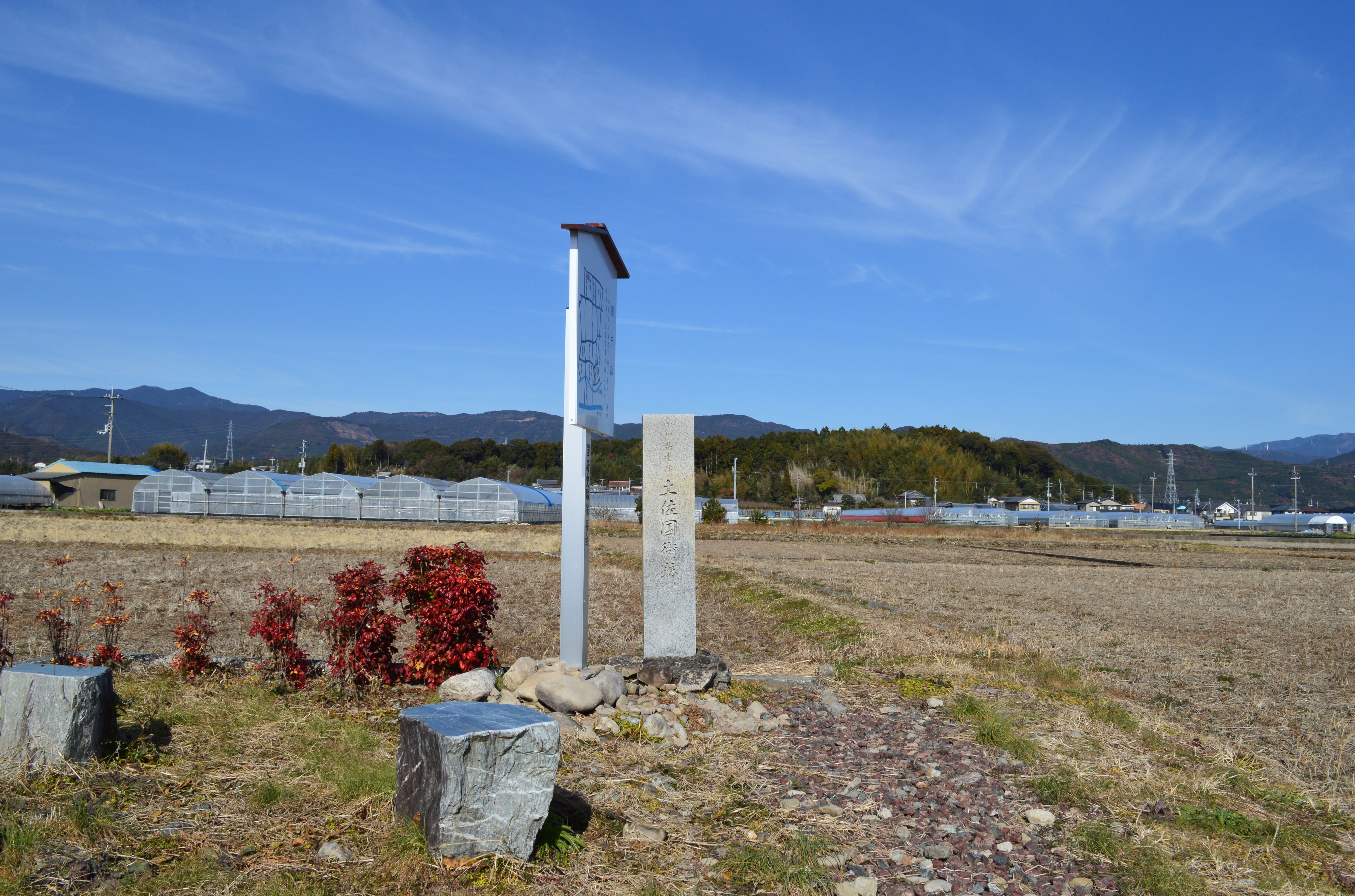
土佐国衙跡

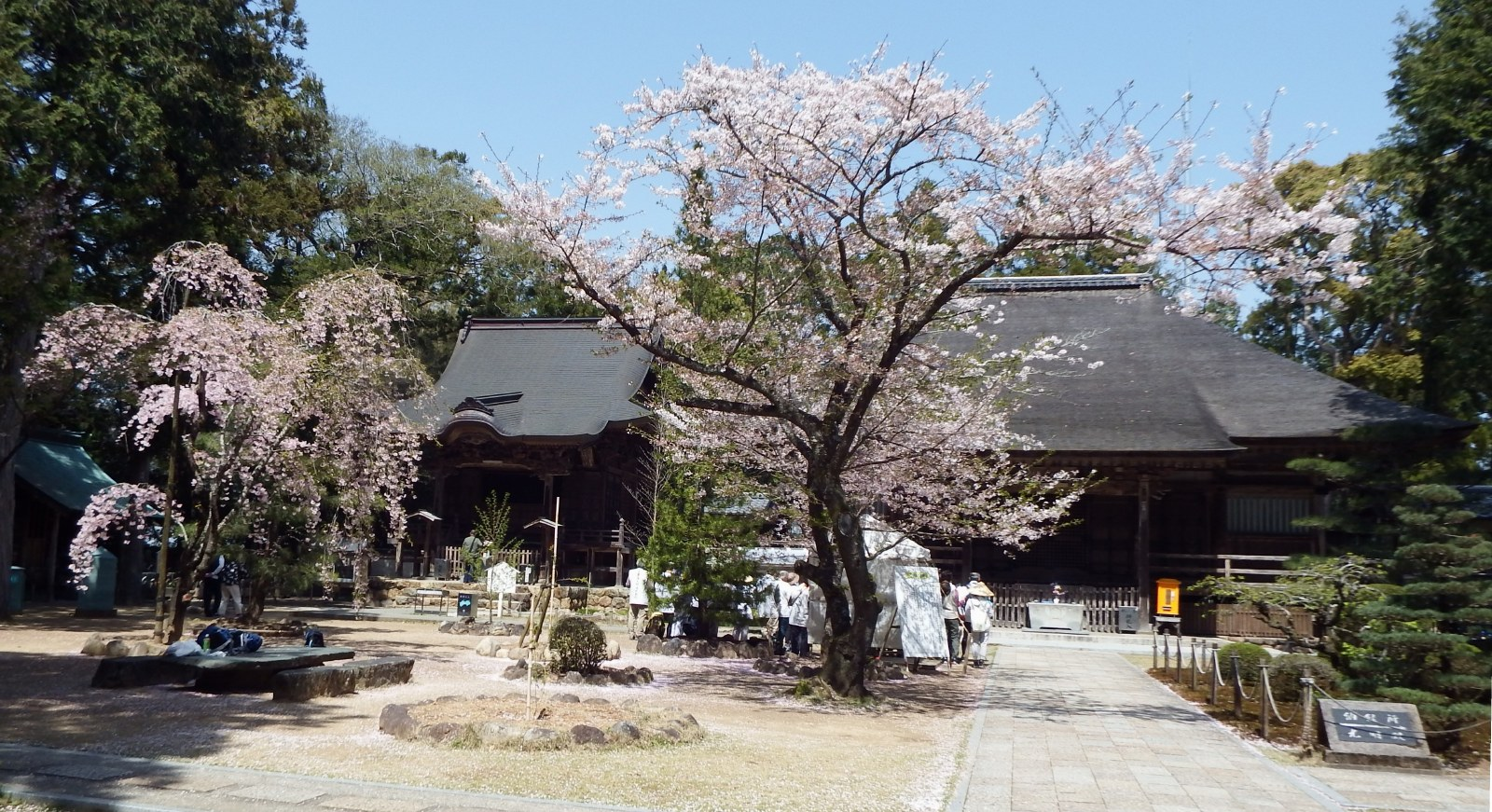
土佐国分寺

高知県域に国司が置かれた初見は、天武天皇13年（684年）の白鳳地震に際して、日本書紀に土佐国内での被害状況が「土左国司」からの報告として引用されたものが挙げられる、遅くともこの時期には高知県域にも国司が置かれ土佐国が成立、完全に律令体制下に組み込まれたことがわかる。個人名の分かる国司の初例は、天平15年（743年）任命の引田虫麻呂である。
律令制下での土佐の国制については、以下の通り。
- 国府は、長岡郡比江（現・南国市比江）におかれた。
- 郡は、当初は幡多、吾川・土佐・安芸の四郡が置かれたが、後に土佐郡から長岡郡・香美郡が、承和8年（841年）に吾川郡から高岡郡が分立し、その後、平成18年（2006年）に香美郡が消滅するまで、千年余りにわたって増減なく七郡で推移した。
- 官道は、当初は紀淡海峡・鳴門海峡を渡って阿波国で四国に上陸してから、讃岐国・伊予国を経由するものであったが、大まわりであまりに非効率的であったため、国司側の要望によって養老2年（718年）に経路が変更され、阿波国から海岸伝いに直接土佐に入る道が開かれた。さらに時代が下って延暦15年（796年）になると、国府から北上して四国山脈を横断する、さらに短いルートが開かれた（北山越え）。しかし、険しい山越えが敬遠されたためか、利用頻度は乏しいまま廃れてしまった。都との行程は上り35日、下り18日、海路25日とされた。
- その他、軍団として長岡団が、勅旨牧として沼山村（所在地不明[注釈 2]）がそれぞれ置かれた。
- 調の内、土佐国の名産品としては鰹や押鮎（鮎の塩漬け）が指定されていた。

土佐国司として任命されたのは、治承・寿永の乱（源平合戦）のころまでの五世紀弱の間に106名に及んでいるが、時代が下るにつれて、他の国の国司の例に漏れず、遥任の発生など、利権に与って蓄財に走る事例が定着した。延暦4年（785年）には、調の納入が遅れ、しかも届いた品が粗悪品であったため、守から目（さかん）に至るまで、国司税人が解任されている。
歴代の国司の中では、紀貫之（延長8年（930年）任命）が特に善政を行った事例として全国的に著名であり、また任期を終えての復命中の道中記「土佐日記」には、当時の土佐の風俗なども記されている。
また、土佐国は畿内から特に遠く離れた遠国とされたため、重罪人の配流が多かった。土佐へ配流されたものは、天武天皇5年（676年）の屋垣王を初例として、鎌倉時代までに約60人に及んだ。

### 中世
| 長宗我部元親 |  | 岡豊城 |
| 長宗我部元親 |  | 岡豊城 |

#### 鎌倉時代
12世紀末に鎌倉幕府が成立した時、土佐は源平合戦時において源氏と関係が強かったため、いち早く幕府の勢力下に入った。文治元年（1185年）、源頼朝が守護・地頭の設置を許されたのと前後して（文治の勅許）、梶原朝景（梶原景時の弟）が事実上の初代守護として派遣され、国内の鎮撫にあたった。
その後、建久3年（1192年）には佐々木経高、建仁元年（1200年）には豊島朝経、建仁3年（1202年）には三浦義村が守護となり、宝治元年（1247年）の三浦氏滅亡（宝治合戦）まで三浦氏が守護を務めた。時代が下ると執権北条氏の一族が守護を務め、大須賀氏や安藤氏が守護代として現地での任に当たった。
また、地頭には香宗我部氏・長曾我部氏・津野氏・安芸氏・大黒氏らが補任された。

#### 南北朝・室町時代
鎌倉幕府滅亡後の建武3年（1336年）足利尊氏は豊島河原合戦に敗れ、九州に退いて体勢を立て直す途中、四国に細川氏の一族を配置して武士たちを統制させた。土佐国は細川顕氏が配され、以降の南北朝時代において、土佐の勢力争いは興国2年/暦応4年（1341年）の時点で北朝優位が確立した。
室町時代の間、四国一帯は、南北朝時代に細川頼之の地域平定の功により細川氏の両国となり、土佐国は一門の細川頼益の子孫（遠州家）が守護代として下向、統治にあたった。
室町時代の浦戸港（現・高知港）や幡多の下田港は、瀬戸内航路を支配する大内氏や筑前博多の商人の影響を避けるため、主に大阪の和泉堺の商人が中国貿易の中継地として利用し、港町として栄えた。

#### 戦国時代
| 一条房家 |  | 中村城 |
| 一条房家 |  | 中村城 |

遠州家の土佐統治は5代にわたって続いたが、4代勝益の代になると、豪族の反乱の討伐に手間取るなど、領内の統制がままならなくなった。応仁元年（1467年）、応仁の乱が勃発すると、勝益は乱の当事者となった細川勝元の命を受けて、豪族を引き連れて上洛、国元を長期間不在にすることにより、影響力を徐々に減退させる。
応仁の乱終結後も遠州家の土佐統治は、本家の細川政元の影響力のもと、曲がりなりにも継続していた。しかし、栄正4年（1507年）、政元の暗殺（永正の錯乱）が引き金となり、国人の抑えが効かなくなり、5代政益は土佐を脱出する。
この後、土佐国内は守護の勢力が及ばない動乱状態に陥り、土佐七雄（本山氏・吉良氏・安芸氏・津野氏・香宗我部氏・大平氏・長曾我部氏）に国司であるところの土佐一条氏の八勢力を中心にしのぎを削り、国内の城は最盛時には300を超えた。

### 近世
| 山内一豊 |  | 高知城 |
| 山内一豊 |  | 高知城 |

#### 安土桃山時代
土佐国は天正3年（1575年）、長曾我部元親の手によって統一される。元親は次いで四国平定に乗り出したが、天正13年（1585年）、豊臣秀吉の四国進出に敗れ、土佐一国の領主に収まった。
その後、元親の後を継いだ盛親は、慶長5年（1600年）、関ヶ原の戦いに西軍として参陣、これに敗れて、領地を改易された。土佐一国は、東軍に属した遠州掛川城主山内一豊に与えられた。
土佐国は山内一豊の入府以降、一度も転封を経ることなく、山内氏が16代にわたって、廃藩置県に至るまでこれを統治した。

#### 山内氏の入府
山内氏の土佐入府にあたり、長曾我部遺臣の一領具足たちは頑強な抵抗を見せた（浦戸一揆）。最終的には、一揆中の裏切りによって、多くの旧臣が打ち取られる形でことは決着した。一豊が入府したのちも、滝山一揆など、数年間は散発的な反乱が続いた。
一豊は入府後、元親の居城を引き継いだ浦戸城にかわり、広域な城下町形成を企図して高知平野の大高坂山に新城を築城、慶長8年（1603年）にここへ移った。新城は慶長15年（1610年）に高知城と名付けられ、以降山内家代々の土佐経営の中心地となった。同時に城下町も碁盤目状に整備され、家臣や商人・職人などが定住した。
土佐藩の統治機構は以下の通りである。まず、家柄などをもととする身分の区別として、上士（家老・中老・馬廻・小姓組・留守居組）と下士（郷士・徒士・組外・足軽・奉公人）があり、大まかに分けて遠州時代からの山内家臣が上士、長曾我部旧臣が下士とされた。のちに、上士と下士の間で、白札（しろふだ）という特別の身分が出来た。
家臣のうち、領国統治に直接関わる部署は外官と称された。外官職のトップは奉行職（執政とも）と呼ばれ、家老のうちから任命された。実際に実務を指揮するのは仕置役（参政とも）であり、中老や馬廻から任命された。仕置役の下に各部署が設置されて職務を分担し、奉行がこれを統率した。裁判や警察に関する職務は大目付が担当し、奉行職に直属した。
藩主の家政に関わる部署は内官と称された。内官職のトップは近習家老と呼ばれ、山内家の私的な家政の管理のほか、江戸・京都・大坂の藩邸を通じて幕府や他大名との渉外なども統括した。

#### 経営危機と藩政改革
慶長10年（1605年）、一豊の甥、山内忠義が2代藩主に就任する。このころ、山内家は幕府から土木建築の助役（江戸城、名古屋城など）や大坂の陣への参陣などの要求により出費がかさみ、さらに忠義本人の浪費癖もあいまって、借金は最も多い時期では歳入米2、3年分にまで膨れ上がり、幕府から借財整理を勧告されるほどであった。
勧告を受けて元和7年（1621年）、仕置役・福岡丹波が中心となり、藩政改革が行われた。具体的には、領内の山林の伐採に農民を動員し（料木役）、伐採した檜などを大坂へ送って売却し、借財の返却に充てた。ほかに、緊縮政策による経費節約、家臣からの上米・借上（俸禄カット）、米の販売統制などをあわせて実施し、寛永2年（1625年）に借財の返済は完了した。
同時に、安定した年貢収入を得るべく、改めて検地を行うとともに、農民による土地の所有関係を明確化した。国内の田畑については、山間部を中心に、一領具足が同時に本百姓（名主）として土地を支配し、下層農民が被官としてこれに隷属していたのであるが、長曾我部氏の失脚によって一領具足、さらにその被官の地位が不安定化すると、被官たちが土地を捨てて逃げ出す事例（走り者）が多発した。藩当局は走り者の罪を赦して農地への復帰を進めるとともに、土地を公平に分けて耕作させる田地割替制度を始めたり、さらに年貢徴収の制度を定免法に改めることにより、年貢収入の安定化を図った。
寛永8年（1631年）、山内家の近親である野中兼山が奉行職に就任し、以降30年間にわたり、藩政改革をリードした。
兼山は藩収入の根幹である年貢米の収入を増加させるべく、新田開発、それに伴う灌漑開発や用水路の建設、そして港湾整備などの土木事業を主導した。
同時に、いまだに不平分子として燻っていた一領具足を救済すべく、新田開発や原野の開墾に功績のあったものを郷士として取り立てて知行を与え、才覚のあるものは奉行に取り立てるなど、国内の融和に努めた。
しかし、これらの兼山の施策は、農民の労働力の徴発を伴うものであったため農民の不満を招き、さらに百姓に対する生活指導や国産品の専売による経済統制、さらには飲酒に対する罰金制度まで出されたため、国内の反感を招いた。さらに、郷士を取り立てる方針が譜代の上士たちの不平を招いた。
寛文3年（1663年）、家臣より3代藩主忠豊に対して、兼山の弾劾状が出され、兼山は失脚する。兼山は程なく死去、一族は永く幽閉され、野中家は絶えた。

#### 藩政の推移
兼山失脚の後、藩政の方針は兼山時代から逆方向へ舵を切った。専売制をはじめとする経済統制を廃し、民衆の生活への介入なども留めたため、藩内は旧来の活気が戻った。これらの施策を「寛文の改替」という。
一方で、藩の基礎収入が年貢だよりであることには変わりなかったため、藩としては、民力の回復を待って、年貢収入を増加させることを想定していた。そのため、新田開発を引き続き奨励し、新田の年貢の負担を軽くするなどの措置をとった。
しかし、経済統制が解除されたことによって、商業経済がさらに発展し、相対的に武士の暮らし向きは悪くなった。さらに、新田開発によって本田の荒廃や移動を招き、山林開発も衰退するなど、藩財政は悪化した。藩はこの状態を改めるべく、「留物条例」を出して、牛馬・毛皮・漆など一部商品の移出を禁止するなど、新興の商業資本の発展に制限を加えた。同時に有力商人に運上銀を上納させるなどして、藩財政の安定を図った。
更に、年貢収入の不安定性を取り除くべく、貢租額を、年々の額を平均した値を定める"平等免"（ならしめん）に定め、さらに藩士の年貢収入を地方知行から蔵米知行に改めるなど、租税体系の整備が進んだ。しかし一方で、農民に対する生活統制が新たに定められるなど、兼山時代の生活統制の一部が復活したのもこの時期である。
4代藩主豊昌時代の元禄3年（1690年）、これらの土佐藩歴代の法令が集大成され、「元禄大定目」と名付けられた。
これ以降も、収入安定のため商業・生活への介入を行う藩庁と、それに対して抵抗する百姓との間の緊張的な対立関係は続いた。8代藩主豊敷時代の宝暦2年（1752年）、藩庁は国産方役所を設置した。これは藩内の生産商品を藩庁が指定した問屋が買い上げる制度で、藩庁は指定問屋から運上金を得ることで利益を得ていた。この時、一部の指定問屋の購入価格が安価であり、不当な利益を収奪しているとして、津野山の義民・中平善之丞を指導者に、一揆が起こった（津野山騒動）。結局、問屋制度は廃止された。
その後、明和3年（1766年）に再び問屋制度が定められたが、天明7年（1787年）、凶作に困窮した製糸業者らが伊予まで逃亡するという事件が起こった（池川紙一揆）。さらに同年、高知城下で米騒動が起こったのをはじめ、藩内各所で騒動が起こった。これらの騒動を受けて、問屋制度は再び廃止された。
天保14年（1843年）、13代藩主豊熈は進んで人材登用を行い、登用されたものはおこぜ組と呼ばれた。しかしこの流れは旧門閥らの反発を招き、1年足らずで頓挫することとなった。

#### 幕末

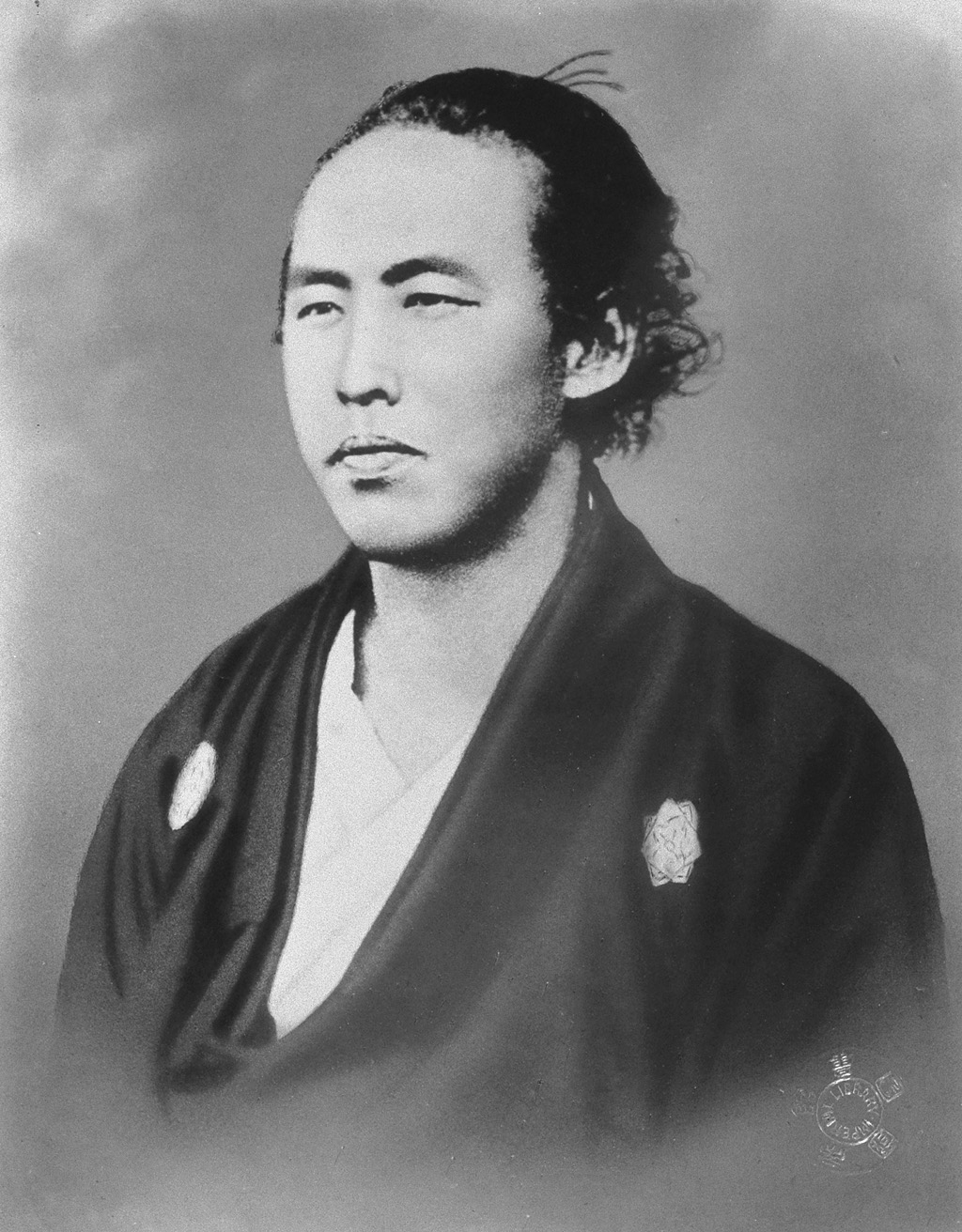
坂本龍馬

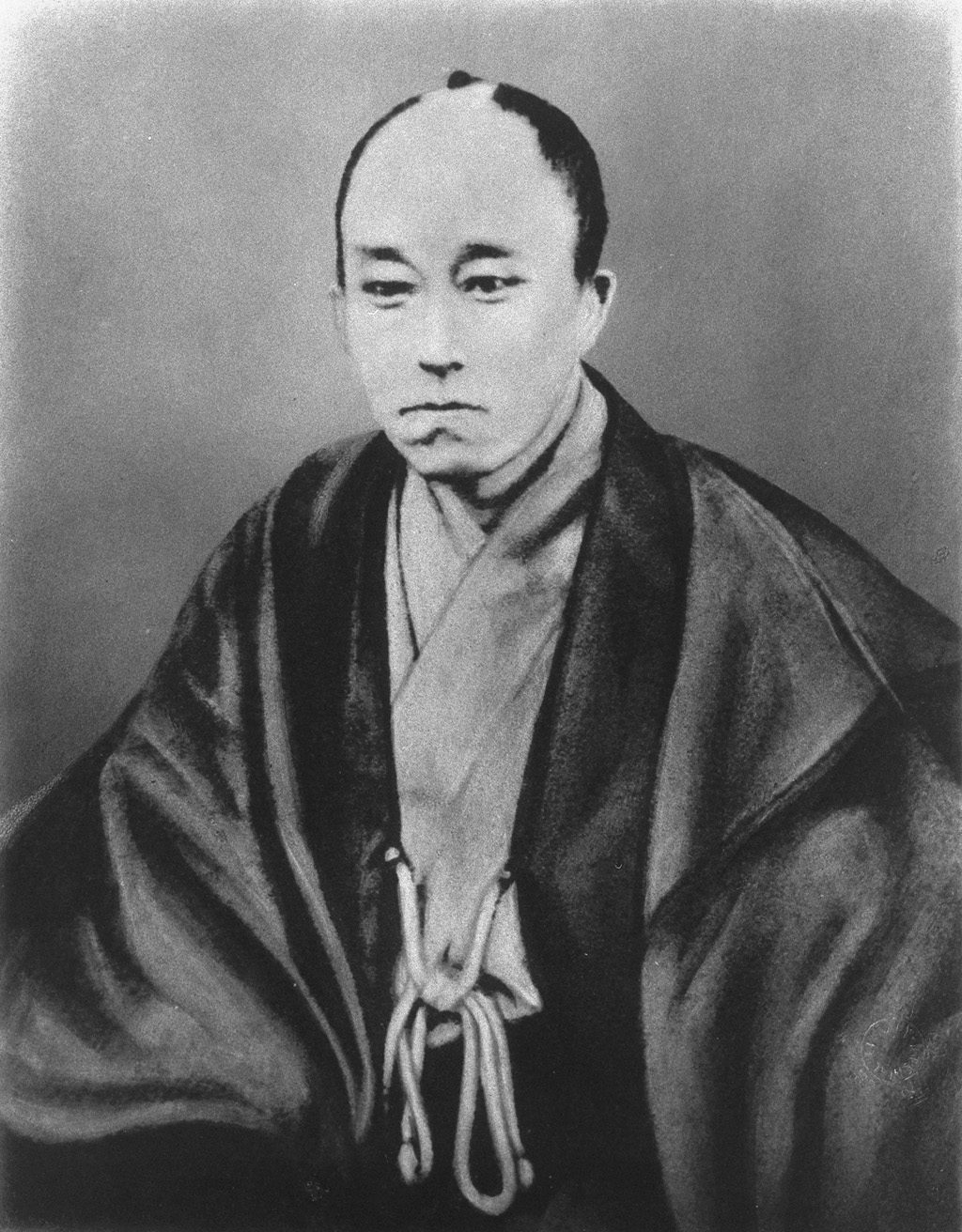
山内容堂（豊信）

幕末、土佐藩は15代藩主豊信（容堂）のもとで、土佐一国の大藩として深く関与する。
幕末維新の政局における土佐藩の態度については、変遷や対立はありつつも、容堂ら藩上層部は一貫して公武合体論の立場を堅持する。容堂は幕府大老井伊直弼と対立、安政の大獄で隠居に追い込まれるが、井伊大老が桜田門外の変で暗殺されると程なく復権し、参預会議・四侯会議・王政復古の大号令などで雄藩の一員としていずれもメンバーに含まれた。容堂の藩政を支えたのが馬廻格の吉田東洋で、藩論の策定や幕府への意見書の起草、軍備増強を行うにあたっての資金の用立てなどを推し進める。
一方で、藩内にあって、幕府と距離を置くことを主張する尊王攘夷派は、安政の大獄を機に顕在化し、文久元年（1861年）、武市瑞山を盟主に土佐勤皇党を結成。次第に藩上層部との間の階級対立の様相を呈し、翌文久2年（1862年）、東洋は勤皇党員によって暗殺された。
勤皇党は他藩の同志らと連携して広範に活動を行い、脱藩して京都や長州に赴く者も後を絶たなかった。「人斬り以蔵」と恐れられた岡田以蔵、天誅組の変を起こした吉村虎太郎などがいる。
しかし、文久3年（1863年）、八月十八日の政変をきっかけに尊王攘夷派の動きは頭打ちになり、土佐勤皇党も瑞山が投獄、切腹するなど、壊滅的な打撃を受けた。
その後、坂本龍馬らの活躍により薩長同盟が成立、第二次長州征伐で幕府軍が敗北するにつれ、藩内でも板垣退助らが積極的な討幕を訴え、幕府の大政奉還による安定的な政権交代を模索する後藤象二郎らと対立した。
王政復古の大号令後、小御所会議においても容堂は幕府を擁護していたが、慶応4年（1868年）、戊辰戦争が勃発。板垣が容堂の制止を無視して幕府軍に砲撃を加えたことで、土佐藩はなし崩し的に討幕の立場をとることになった。
戊辰戦争では、土佐藩は四国内の親藩である高松藩（水戸徳川家一門）・松山藩（久松松平家）の征討を命じられるが、両藩ともに戦わずして開城したため、高松へ出征した板垣が軍を率いてそのまま京都で編成中の東征軍に合流する。土佐藩兵2700余は征討軍参謀となった板垣とともに東国へ転戦し、最終的に会津若松城の攻城戦にまで従った。一連の戦闘で、土佐藩兵の戦死者は106、負傷者は168であった。

### 近代

#### 廃藩置県
明治新政府成立後、土佐藩は板垣、後藤らを筆頭に多くの人材を送り込み、「薩長土肥」と通称されるように、新政府の一角を占めるにいたった。しかし、このころの土佐藩の負債は金100万両、銀345貫目におよび、封建制を維持することは不可能になっていた。
明治2年（1869年）、版籍奉還。16代藩主豊範が新たに藩知事に就任、大参事の板垣の下で藩政改革が試みられたものの、根本的な改革は困難であった。明治4年（1871年）、廃藩置県により藩は正式に廃され、行政機構としての高知県が誕生した。
なお、明治9年（1876年）に名東県（旧阿波国）が高知県に編入されたが、明治13年（1880年）、徳島県として再度分離している。

#### 士族の困窮と県内の動揺
明治維新におもなって急速な国内改革が推し進められることにより、県内各所では混乱が起こった。特に、生活の糧を失った士族は、官吏や軍人として登用されたもののほかは、自力で生計を立てねばならなかった。少なくない者はいわゆる士族の商法に手を出したが、多くは程なく行き詰まることとなった。旧藩主山内家も物流業界に手を出して"山一商会"を創業したが、うまくゆかなかった。
また、農民層にも動揺を巻き起こした。年貢米の減免や手放した田地の回復を求めて一揆が起こったほか、外国由来の風習（徴兵制など）に対する誤解に基づく反対運動も行われた。

### 自由民権運動

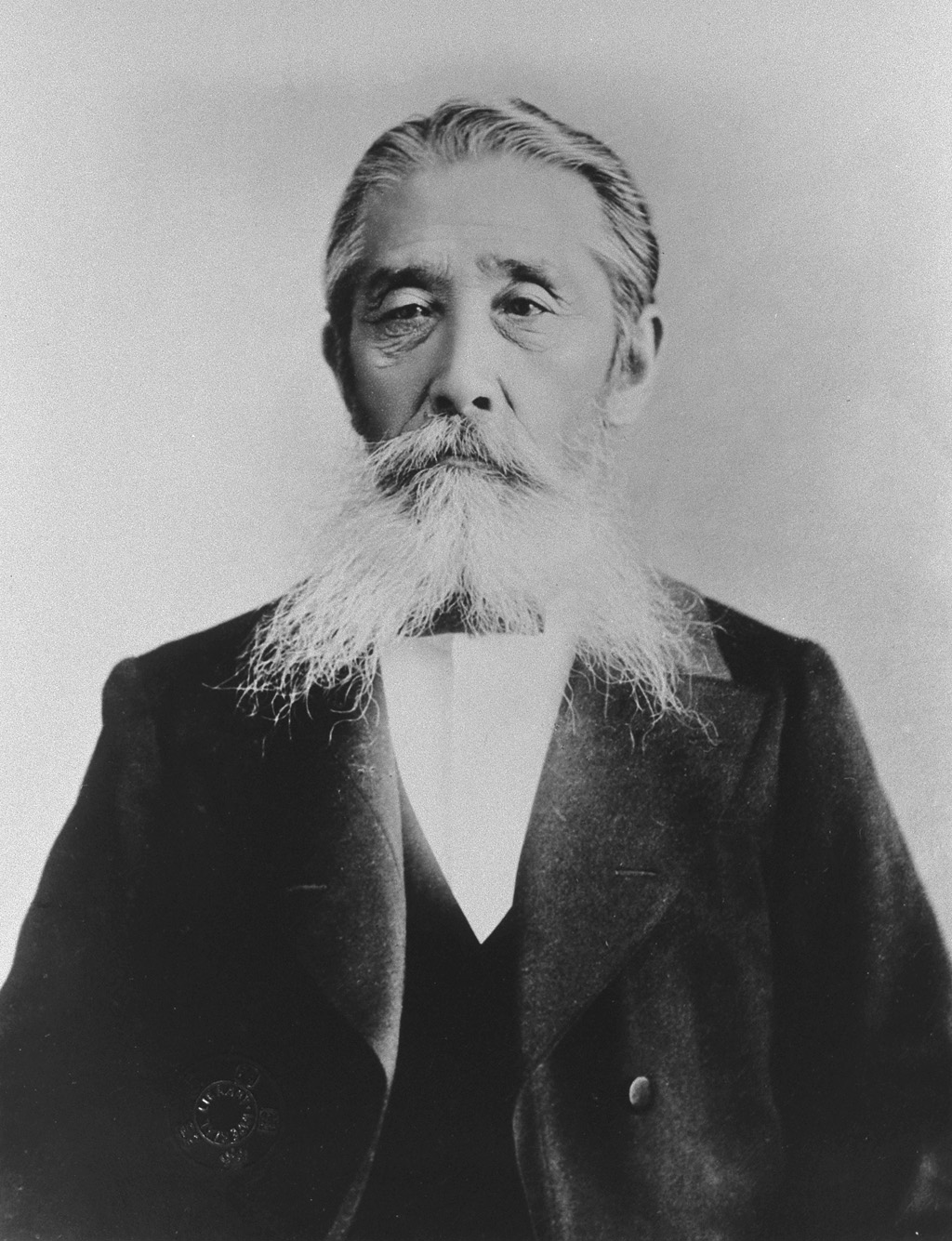
板垣退助

明治6年（1873年）、明治六年政変にともない、板垣、後藤らは政府を離れた。板垣らは高知へ帰り、片岡健吉、林有造らとともに立志社を設立する。士族授産による没落士族の救済、学校設立などによる民生の安定を標榜、さらに、民選議院の設立を求めていた。
一方で、これらに対抗する団体として、静倹社（原茂胤社長）、嶺南社、猶興社などが設立された。
立志社の方針は政府と対立し、明治11年（1878年）、林、片岡らが拘束される。板垣や植木枝盛らはこれに対抗して独自の議会「土佐国州会」を設立、選挙を行い、政府の地方自治の方針を質すなどした。
明治14年（1881年）、明治十四年の政変により、一旦政府に戻っていた板垣は再び下野すると、自由党を結成。高知県人は党役員の多くを占めるなど、自由党の活動を指導する立場を占めた。

#### 産業の発達

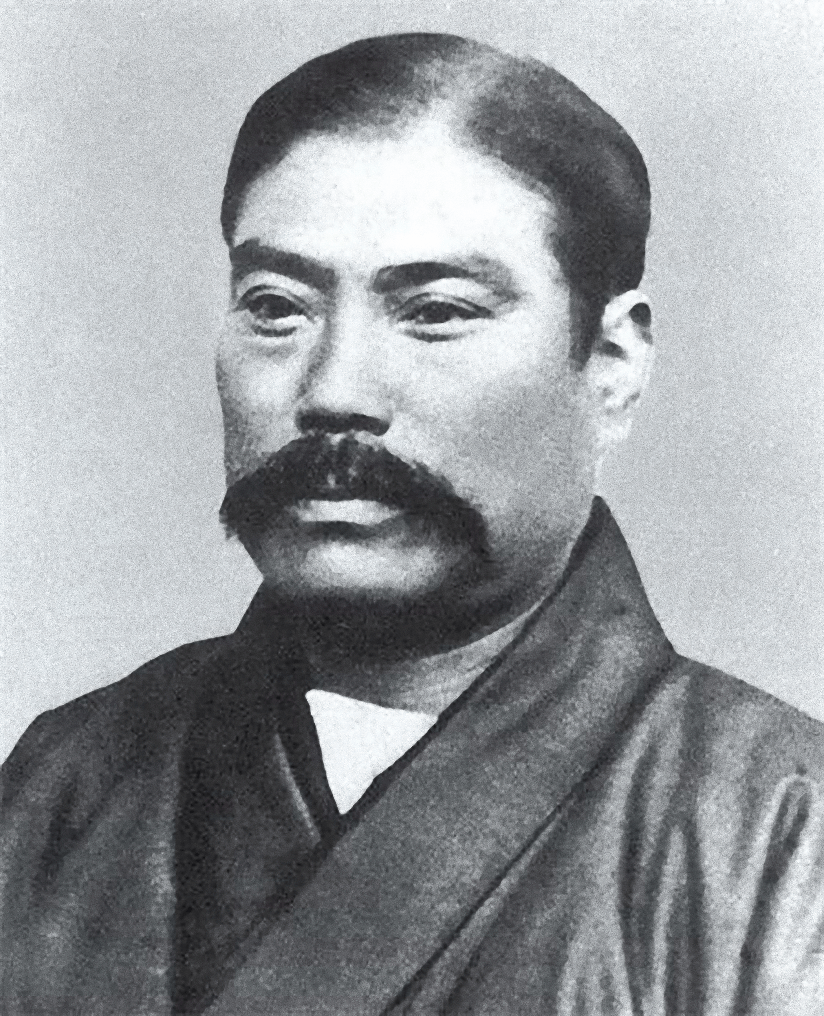
岩崎弥太郎

幕末から明治初期にかけて、土佐藩は藩の産物を独占販売する「土佐商会」を運営しており、利益を上げようとしていた。しかし、明治2年（1869年）、政府は府県藩による商会所の経営を禁止した。そこで、解散した土佐商会の事実上の後継組織として「九十九商会」が設立され、社長には土佐商会の経営に携わっていた藩の地下浪人出身の岩崎弥太郎が就任した。岩崎は東京・大阪・神戸と高知を回漕する運輸業を経営することにより藩財政の立て直しに寄与したあと、藩債のうち4万両の肩代わりと引き換えに旧藩船2隻を譲り受け、後に三菱財閥へと至る民間経営者としてのあゆみを始めた。
また、立志社が目指した士族授産についても、政府からの貸付金をもとに民立会社が続々と創業され、士族の雇用創出に貢献した。
農業については、明治以降は年貢米の納入が金納に改まったこともあり、米の品質が一時的に落ちた。これに対して、篤農家の吉川類次と式地亀七の研究によって、古来から行われていた二期作に適した品種衣笠早稲、相川が開発、明治末期から二期作の作付面積が増加した。
交通インフラについては、まず明治19年（1886年）、田辺良顕知事の主導で県内の主要な道路の整備が開始された。明治36年（1903年）には土佐電気鉄道が創業する。国鉄は、大正13年（1924年）に土讃線が県内（高知-須崎間）で開業し、昭和10年（1935年）に至ってようやく高松まで全通、県外と直接の連絡が成立した。

#### 室戸台風
昭和に入ると台風被害が相次いだ。1931年（昭和6年）10月13日、台風接近による暴風雨で17人が死亡。1934年（昭和9年）9月21日には、室戸台風による暴風雨に見舞われた。9月26日の新聞報道時点の県内の被害は死者114人、負傷398人、家屋全壊・流失1203戸（1958棟）など。特に被害の大きかった室戸、吉良川、羽根、奈半利、田野、安田の海岸付近の集落は全て廃墟と化し、漁船の流失も約1100隻と、長期間にわたり地域経済に大きな打撃を与えることとなった。

#### 戦時下・戦後
アジア・太平洋戦争（大東亜戦争）下では、昭和20年（1945年）7月4日、高知市は米軍の空襲を受け（高知大空襲）、市街地が全焼した。さらに翌昭和21年（1946年）、昭和南海地震によって沿岸部を中心に被災した。また戦後は、高知市などで浮浪孤児が社会問題となった。
昭和30年（1955年）、県下人口は史上最高の88万3000人に達したが、この時をピークとして以降は減少を続けている。

## 政治

### 県政
- 知事：浜田省司（はまだ せいじ、2期目）

#### 歴代公選知事
- 初代 川村和嘉治：1947年（昭和22年）4月21日 - 1947年（昭和22年）11月11日・1期
- 第2代 桃井直美　：1948年（昭和23年）1月10日 - 1951年（昭和26年）11月12日・1期
- 第3代 川村和嘉治：1951年（昭和26年）12月16日 - 1955年（昭和30年）12月11日・1期
- 第4代 溝渕増巳　：1955年（昭和30年）12月12日 - 1975年（昭和50年）12月6日・5期
- 第5代 中内力　　：1975年（昭和50年）12月7日 - 1991年（平成3年）12月6日・4期
- 第6代 橋本大二郎：1991年（平成3年）12月7日 - 2004年（平成16年）10月12日、2004年（平成16年）12月1日 - 2007年（平成19年）12月6日・4期
- 第7代 尾﨑正直　：2007年（平成19年）12月7日 - 2019年（令和元年）12月6日
- 第8代 浜田省司 ：2019年（令和元年）12月7日 - 現職

#### 財政
令和4年度（2022年度）
- 標準財政規模 2710億8224万円
- 財政力指数 0.26
- 経常収支比率 95.5%（都道府県平均 92.6%）
- 実質公債費比率 11.1%（都道府県平均10.1%）
- ラスパイレス指数 98.8（都道府県平均 99.8%）

平成19年度（2007年度）
- 財政力指数 0.24
  - IVグループ（財政力指数0.3未満）6自治体中5位

平成18年度（2006年度）
- 標準財政規模 2398億9600万円
- 財政力指数 0.23
  - IVグループ（財政力指数0.3未満）10自治体中9位
- 経常収支比率 97.4%（都道府県平均 92.6%）
- 実質収支比率 1.3
- 実質公債費比率 16.9%（都道府県平均14.7%）注：平成16年度から平成18年度の3ヵ年平均値
- 人口一人あたり人件費・物件費 18万3023円（都道府県平均 12万4759円）
- 人口100,000人当たり職員数 1,788.88人（都道府県平均 1,173.11人）
- ラスパイレス指数 95.6（都道府県平均 99.6%）
  - 財政力指数が0.300未満のIVグループ（10自治体）に分類されている。

地方債残高
- 普通会計分の地方債残高 7889億2800万円
- 上記普通会計以外の特別会計分の企業債（地方債残高） 547億4000万円
- 一部事務組合分の地方債 208億9700万円
- 第3セクター等の地方債（債務保証等にかかわる債務残高等） 214億3200万円
- 地方債等の合計 8859億9700万円 （連結会計）
- 高知県民一人あたり地方債等残高 113万0666円

平成17年度（2005年度）
- 財政力指数 0.22
  - IVグループ（財政力指数0.3未満）14自治体中13位

平成16年度（2004年度）
- 財政力指数 0.21
  - IVグループ（財政力指数0.3未満）15自治体中14位

#### 警察
- 高知県警察

#### 医療・福祉
災害拠点病院
- 高知県災害拠点病院

保育所
- 高知県保育所一覧

### 国政
衆議院の小選挙区が2だが、2012年（平成24年）第46回衆議院議員総選挙以前は3だった。参議院では高知県選挙区として全県で1区を構成していたが、2016年（平成28年）の第24回参議院議員通常選挙より徳島県選挙区と合区され、徳島県とともに1区を構成する合同選挙区として徳島県・高知県選挙区が創設された。

## 経済

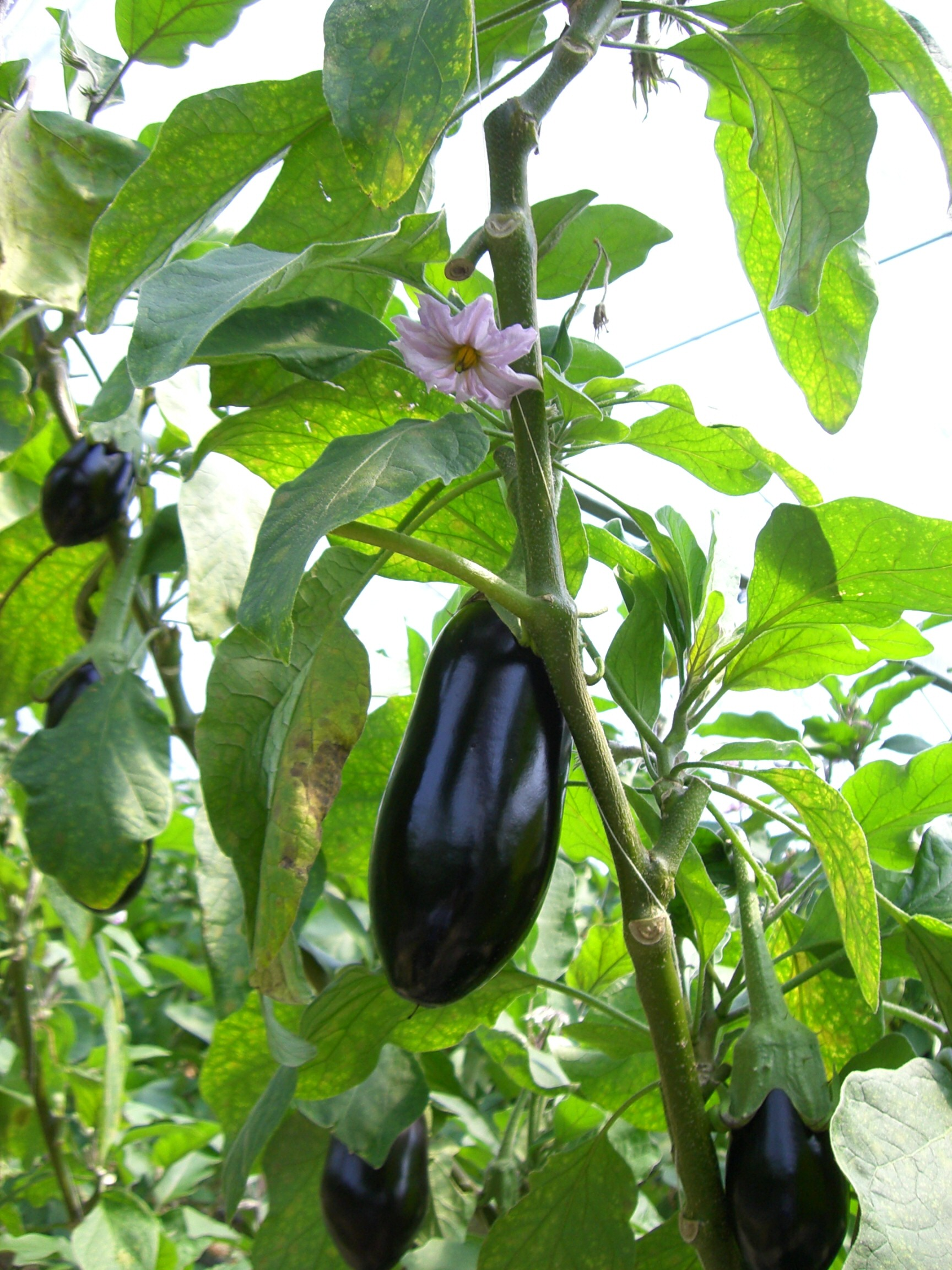
四万十市でハウス栽培されたベイナス

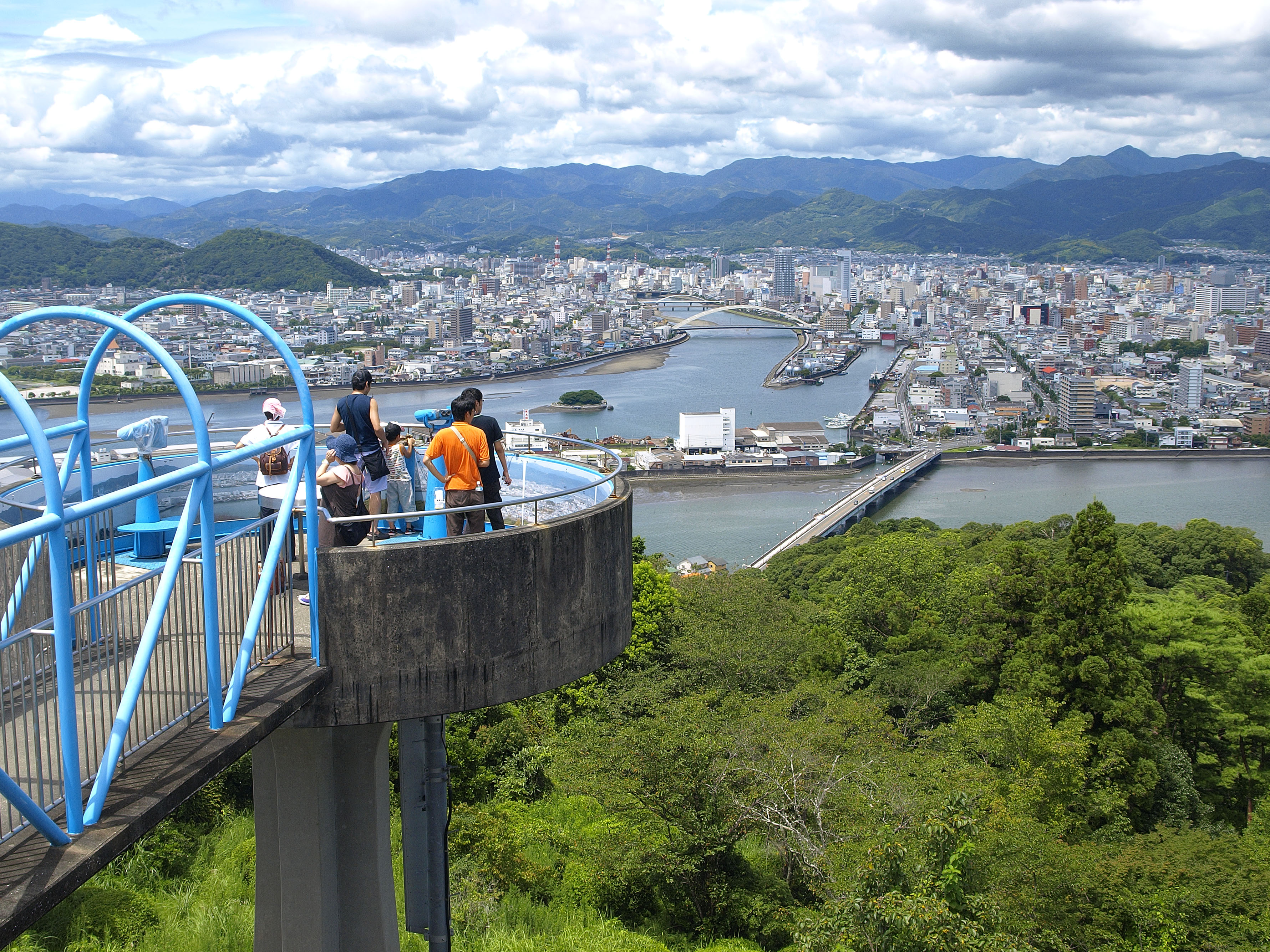
県内最大都市である高知市市街地

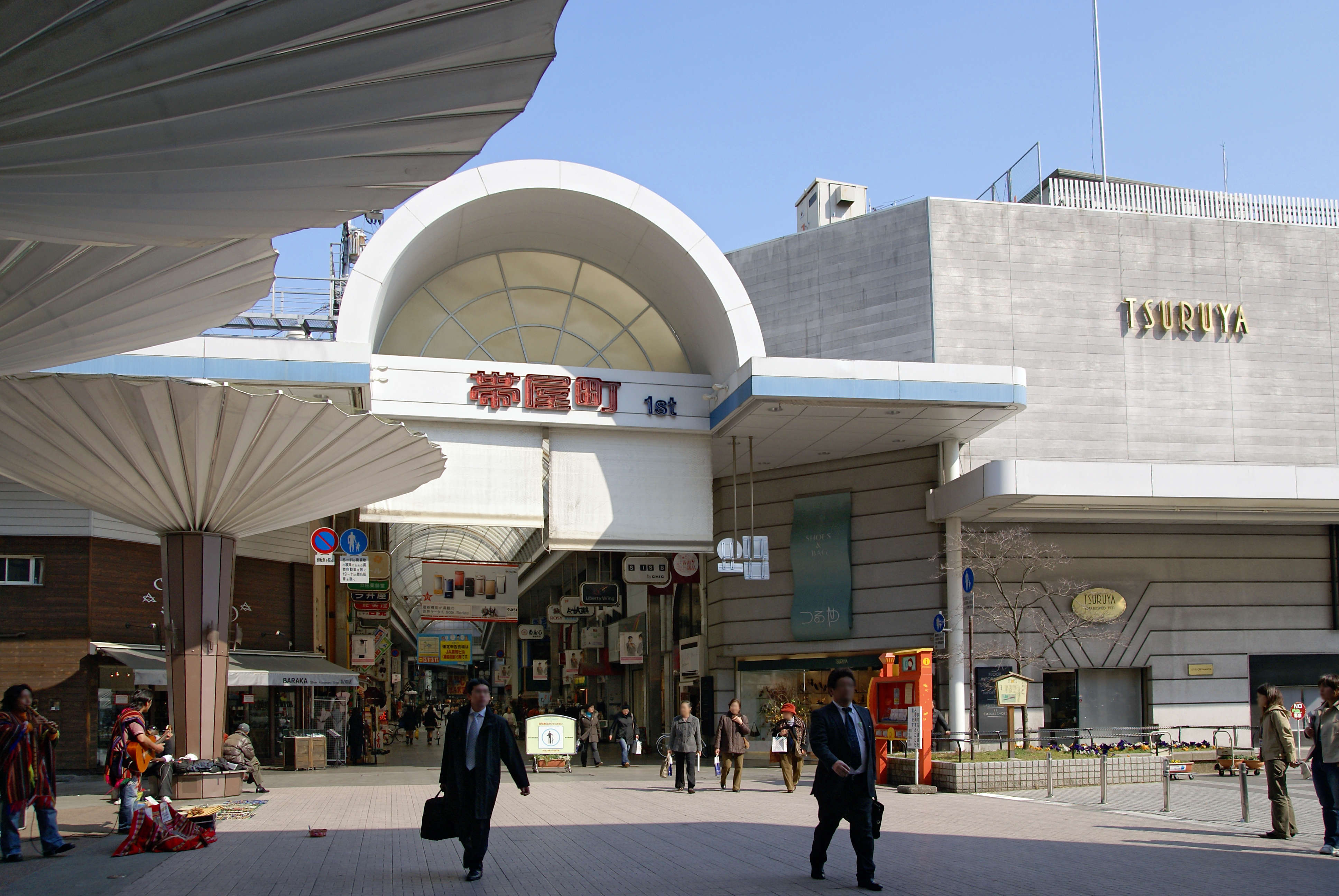
高知市繁華街の帯屋町

平成21年度（2009年度）の県内総生産額は2兆1408億円（全国第46位）、1人当たり県民所得は約201.7万円で、全国最下位である（第47位）。財政力指数も全国最下位である。

### 第一次産業
農業
温暖な気候を利用した早場米の産地で、大半の田が8月には刈り入れを終わる。特に早期なのはとさぴか、南国そだちなどの品種で7月20日ごろには収穫できる。ビニールハウスによる野菜や花木の栽培も盛んで「園芸王国」と称されることもある。昭和後期に栽培され始めた花きの「グロリオサ」は世界最大の花き品評会で金賞に輝くなど、園芸業界におけるブランドの価値が高まっている。近年では土佐赤牛や土佐ジローなどのブランドで知られる畜産も見られる。古くから愛玩鶏の産地として知られ、長尾鶏・東天紅鶏・土佐矮鶏などが挙げられる。
- なす 全国1位
- きゅうり 全国7位
- ピーマン 全国3位
- ししとう 全国1位
- にら 全国2位
- しょうが 全国1位
- みょうが 全国1位
- らっきょう 全国6位
- 大葉 全国3位
- ゆず 全国1位
- 文旦類 全国1位
- ポンカン 全国4位
- ゆり 全国2位
- スターチス 全国6位
- 宿根かすみ草 全国4位

漁業
飛鳥時代から土佐の名産とされたカツオの一本釣りが行われている。そうだがつお類の漁獲量は日本国内で1位である。カツオの他に、びんながまぐろやかじき類の漁獲量も上位を占めている。
林業
日本三大美林の一つ魚梁瀬杉が有名で、森林率 (84%) は日本国内1位であるが林業従事者の減少により山地の荒廃が進んでいる。そのため、法定外目的税として森林環境税を導入し保全政策を行っているほか、企業との協働による環境先進企業との協働の森づくり事業を展開し県内外の27社と森づくりに取り組んでいる。
備長炭（土佐備長炭）の生産量は、2014年以降全国1位である。

### 第二次産業
高知県は全般的に集積度が低いのが特徴であり、大規模な工業地帯などは皆無である。
- 農産品加工業

馬路村のゆず飲料をはじめ、鰹節、すのこ、家具類など
- 鉱業

石灰岩の山が多くセメント産業が盛んで、鳥形山（仁淀川町）は日本最大級の露天掘り石灰鉱山として知られる
- 工業

高知龍馬空港周辺に、高知県ゆかりの企業であるカシオや三菱電機系の工場があるほか、高知市の浦戸湾内には長宗我部元親時代から続く造船所がある。2020年の工業統計による製造品出荷額は5855億円である。

### 第三次産業
商業

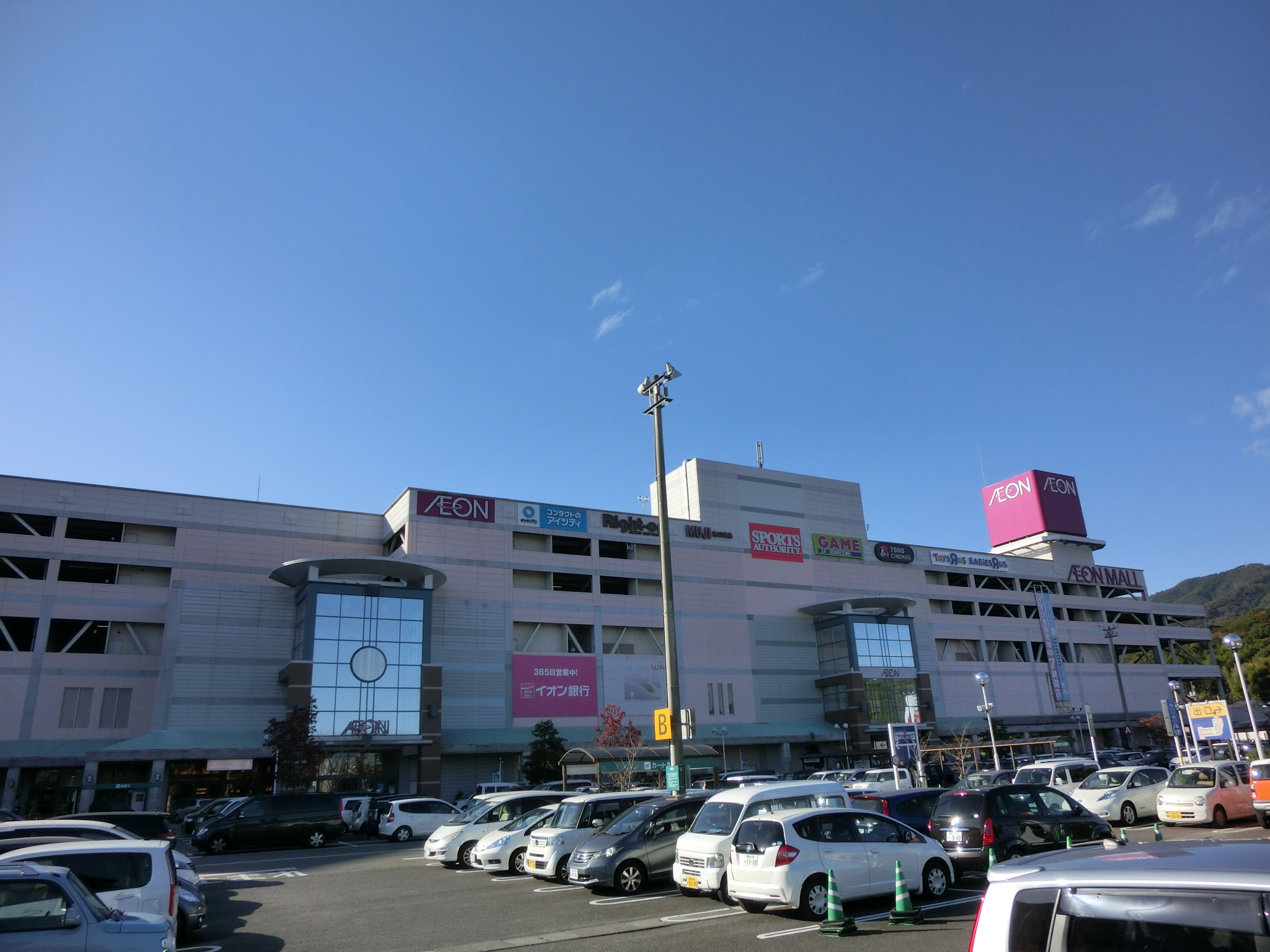
イオンモール高知

高知県は「陸の孤島」と称されるほど長年にわたり交通機関が不便な土地であり、高速道路の整備が1990年代にまで遅れたことからその小売業者は県域で循環する性格が強い傾向にあった。
高知自動車道南国インターチェンジの開通後は、1994年（平成6年）のフジグラン高知、1999年（平成11年）のイオン高知ショッピングセンター（現・イオンモール高知）の出店やコンビニエンスストア（それまで県内にはSPARなどのコンビニエンスストアしかなかったが、1996年にサンクス (コンビニエンスストア)、1997年にローソン、1998年にサークルK、2015年にセブンイレブンが進出。）の急激な増加が見られるようになり、2003年（平成15年）ごろからは帯屋町をはじめとする中心市街地の衰退傾向が明らかとなりつつある。
2002年（平成14年）には、目抜き通りのはりまや交差点に接する高知西武が撤退し、2005年（平成17年）11月にはダイエーも撤退した。その後2009年（平成21年）をめどに高知西武跡地については商業系ビルの建設が予定され、2006年（平成18年）6月中旬までに解体作業も完了していた。しかし計画は個人消費低迷や原油高における資材高騰の影響により担当企業が白紙撤回を発表して撤退。その後敷地は2009年（平成21年）11月に大阪の不動産業者に転売され、パチンコ店が建設された。
なお、ダイエーショッパーズ高知店の跡地は長らく有料駐車場となっていたが2014年7月に跡地東端に装飾雑貨の「ほにや」及び「サークルK帯屋町2丁目店」がオープン、翌年の2015年7月31日には複合施設「帯屋町チェントロ」が完成した。

### その他
県内の主要企業
- 食品業
  - 旭食品(高知市)
  - ひまわり乳業（南国市）
  - 久保田食品（南国市）
  - 浜幸（高知市）
- 機械製造
  - 技研製作所（高知市・東証スタンダード上場）
  - ミロク（南国市・東証スタンダード上場）
  - 兼松エンジニアリング（高知市・東証スタンダード上場）
- その他製造
  - ニッポン高度紙工業（高知市・東証スタンダード上場）
  - 金星製紙（高知市）
- 建設
  - 大旺新洋（高知市）
- 運送業
  - 四国運輸（高知市）
  - 丸栄運輸（高知市）
- 金融業
  - 四国銀行（高知市・東証プライム上場）
  - 高知銀行（高知市・東証スタンダード上場）
  - 高知信用金庫（高知市）
  - 幡多信用金庫（四万十市）

- 卸売業
  - 旭食品（高知市）
- サービス業（その他）
  - 現代企業社（高知市）
  - キタムラ（高知市）
  - マナベインテリアハーツ（高知市）
  - 高知日産プリンス販売（高知市）
  - イチヤ（高知市）
  - サニーマート（高知市）
  - きさらぎ（高知市）
  - サンシャイン（高知市）
  - サンプラザ（土佐市）
  - ナンコクスーパー（南国市）
  - 福島屋（安芸市）
  - エースワン(高知市)

県内に店舗 / 工場などがある主要企業
- オルタステクノロジー高知（南国市 / TFT液晶主力工場）
- 住友大阪セメント株式会社 高知工場（須崎市）
- 四国ガス高知工場（高知市）
- 高知富士通テクノポート（南国市）

## 交通

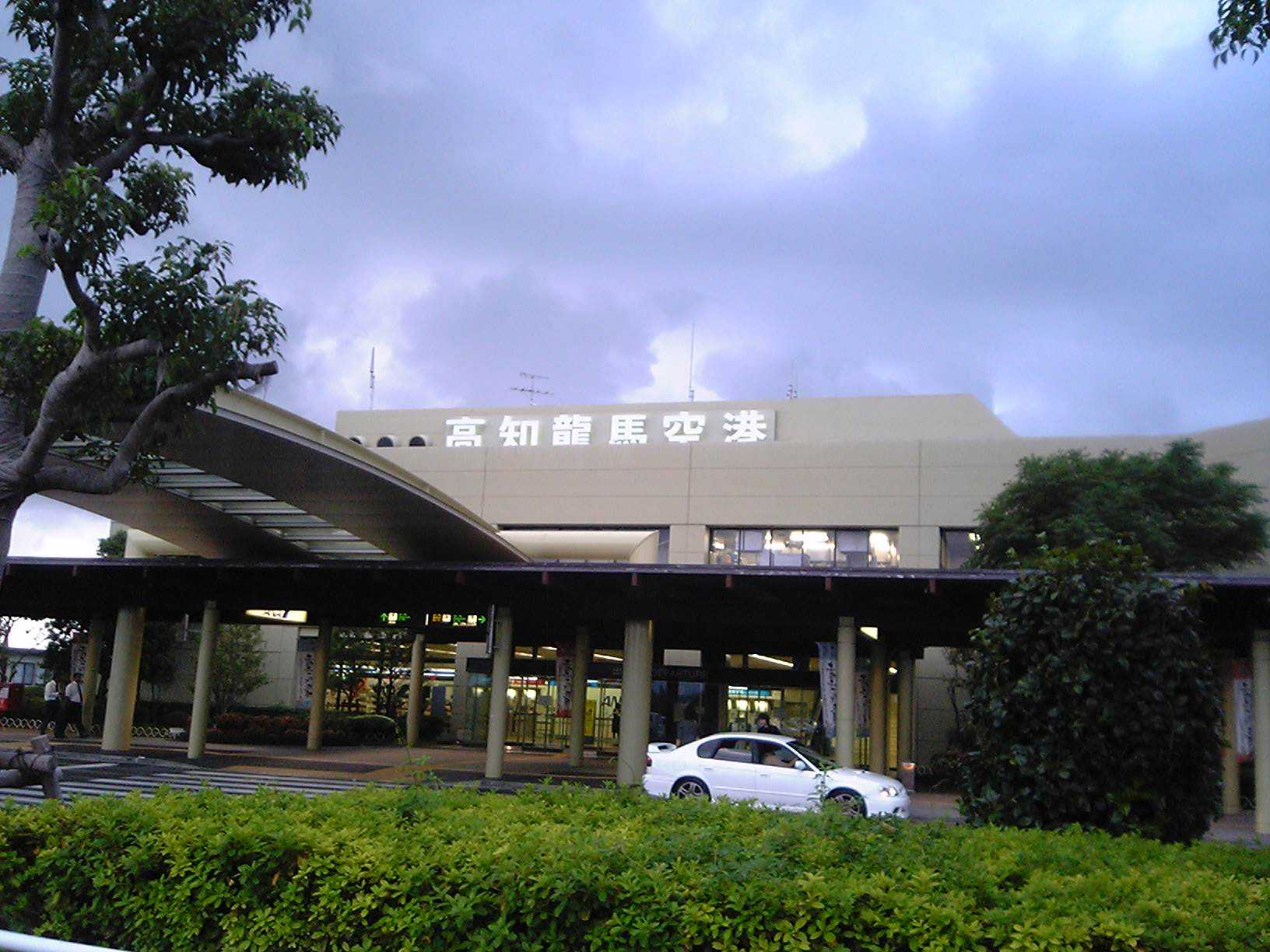
高知空港（南国市）

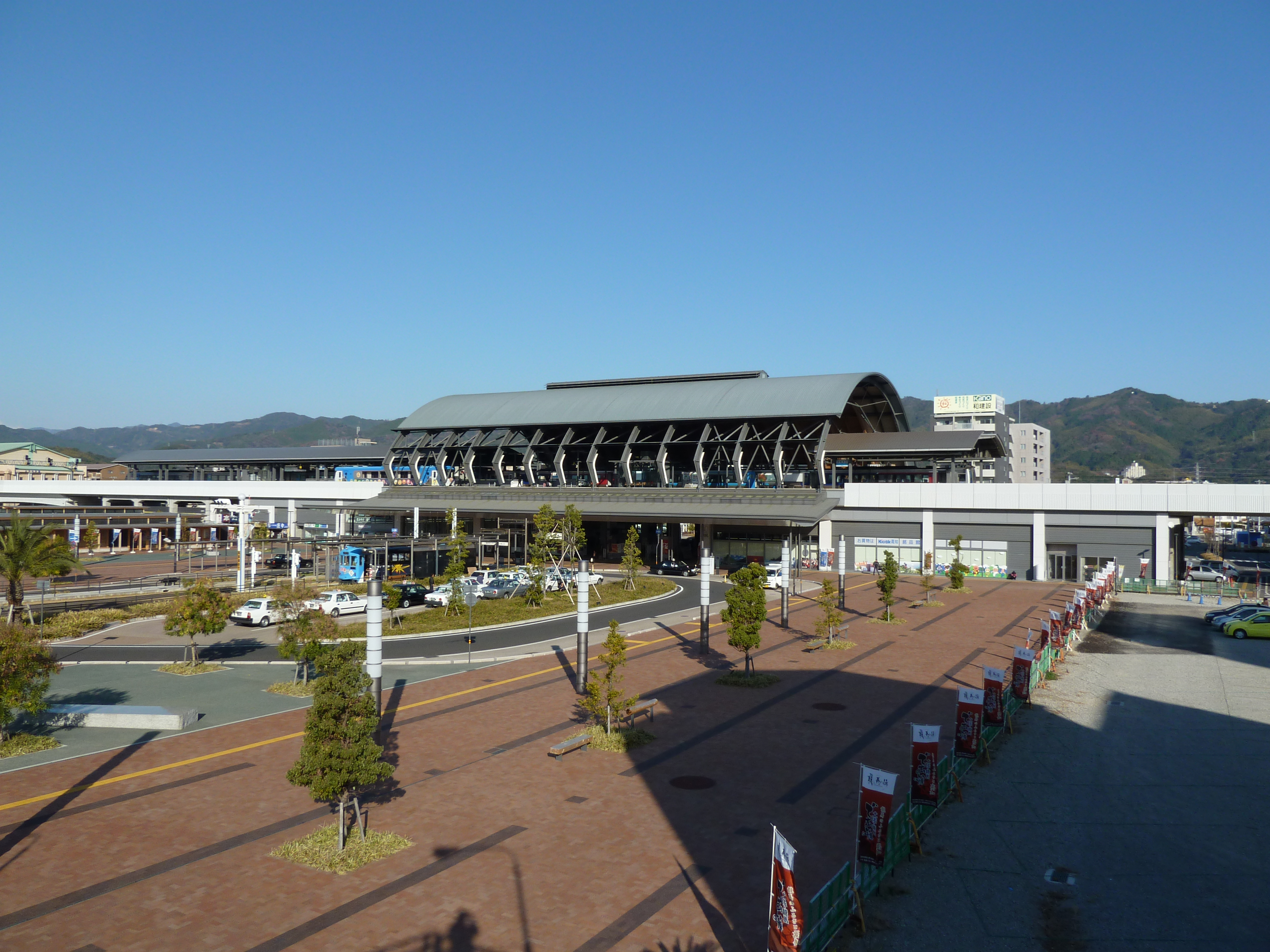
高知駅（高知市）

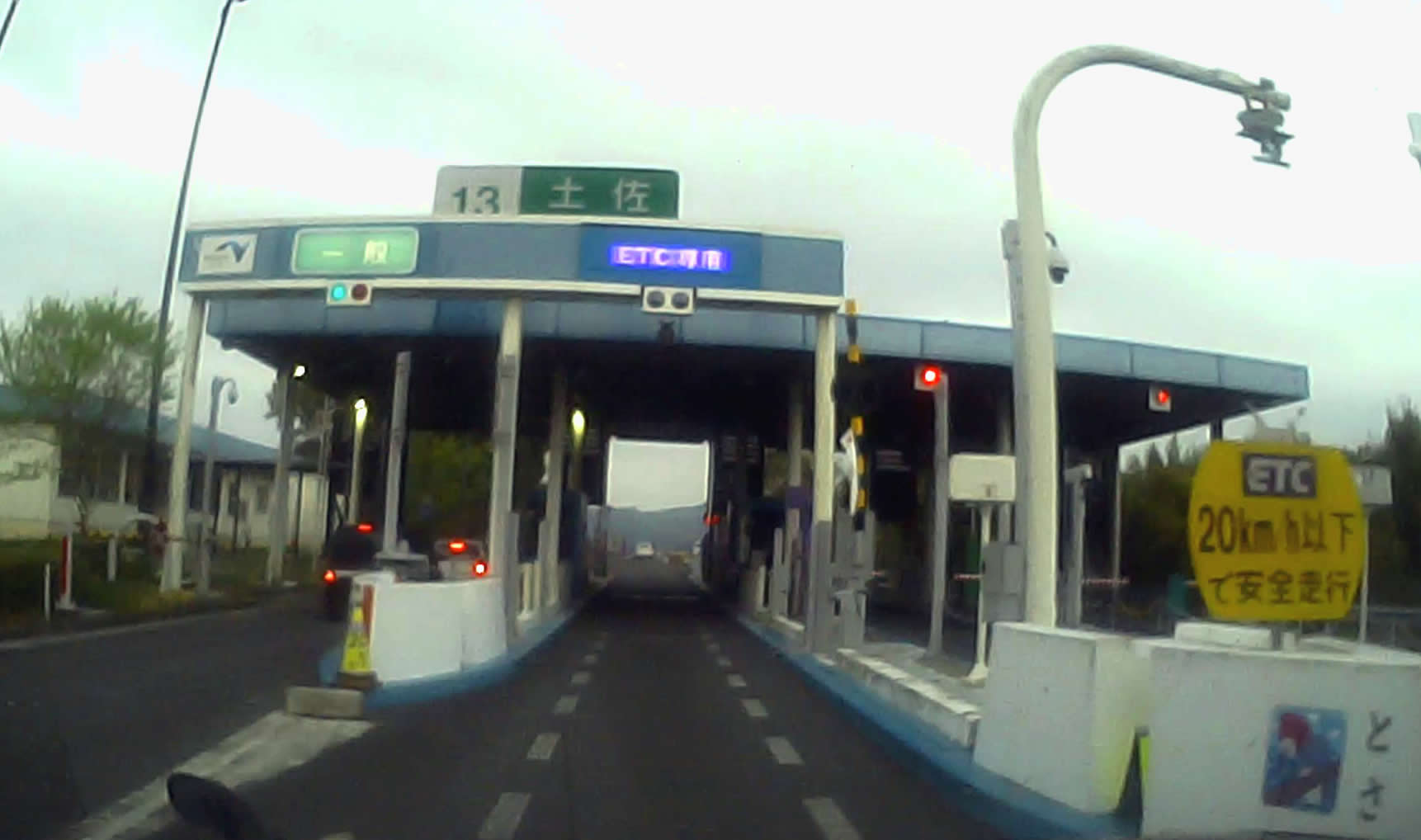
土佐インターチェンジ（土佐市）

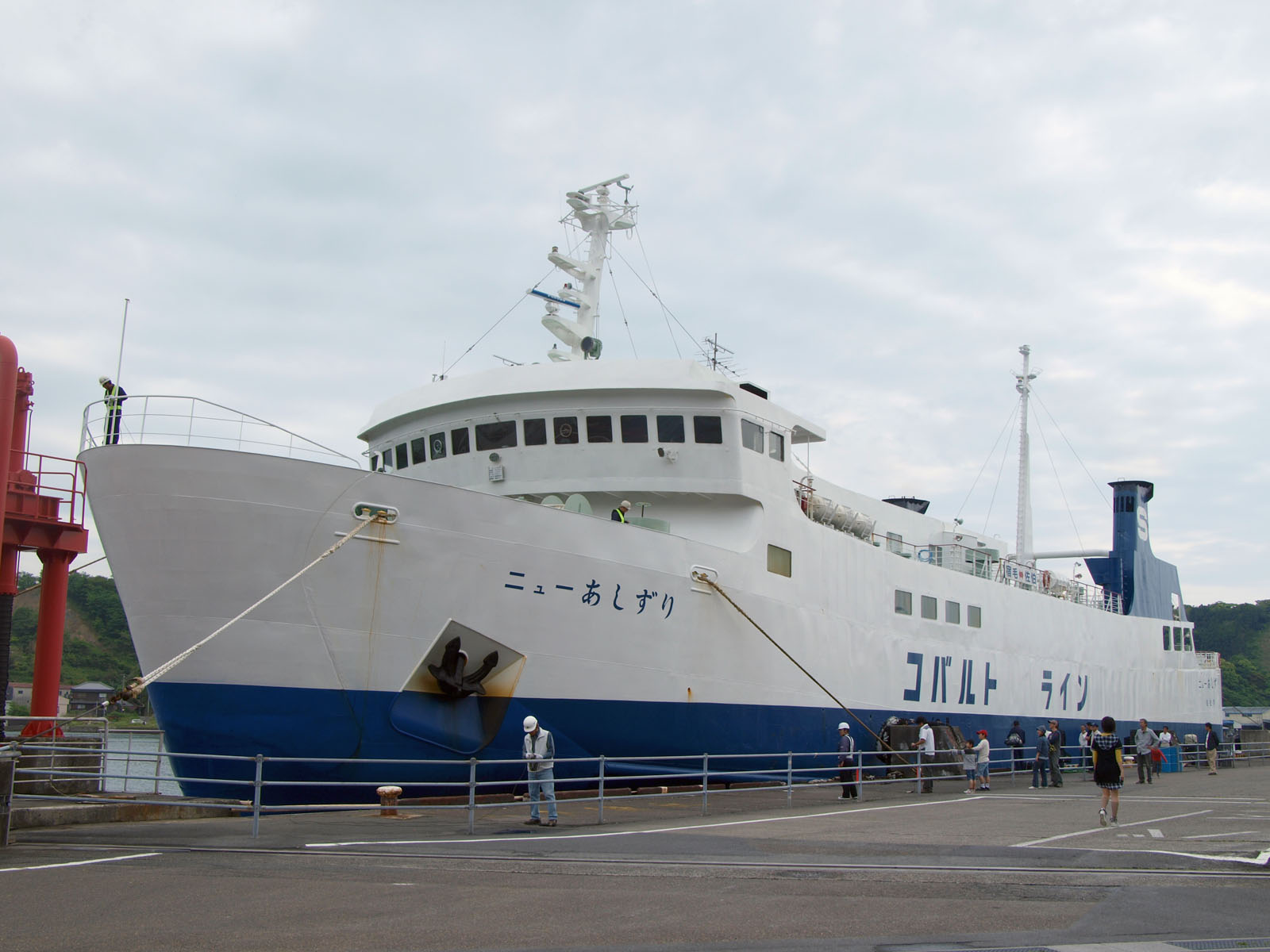
宿毛湾港（宿毛市）

### 航空
- 高知空港（高知龍馬空港）
  - 日本航空（JAL）
    - 東京国際空港（羽田空港）
    - 福岡空港[注釈 6]

  - 全日本空輸（ANA）
    - 東京国際空港（羽田空港）
    - 大阪国際空港（伊丹空港）[注釈 7]

  - フジドリームエアラインズ（FDA）[注釈 8]
    - 名古屋空港
    - 神戸空港

  - ジェットスター・ジャパン（JJP）[注釈 9]
    - 成田国際空港

### 鉄道・軌道
鉄道
日中の普通列車の本数は高知市近郊区間を除いて毎時1本以下である。また、普通列車の運用は臨時列車を除いてすべて当日中に終了する。
- 四国旅客鉄道（JR四国）
  - 土讃線
  - 予土線
- 土佐くろしお鉄道
  - 中村線
  - 宿毛線
  - ごめん・なはり線
- 阿佐海岸鉄道
  - 阿佐東線

軌道
- とさでん交通
  - 桟橋線
  - 後免線
  - 伊野線

とさでん交通は全線電化されている。残りの鉄道路線は非電化。
過去の鉄道路線
- 土佐電気鉄道
  - 土佐電気鉄道安芸線
  - 土佐電気鉄道新地線

### バス
県内に本社、営業所を置く主な事業者
- とさでん交通
  - 高知西南交通（四万十市、旧・高知県交通グループ）
  - 高知東部交通（安芸市、旧・高知県交通グループ）
- ジェイアール四国バス
- 高知駅前観光

### 道路
- 高速道路（高速自動車国道）
  - 高知自動車道
- 高規格幹線道路
  - 高知東部自動車道（高知南国道路・南国安芸道路）
  - 須崎道路
  - 中村宿毛道路
- 地域高規格道路
  - 阿南安芸自動車道（東洋道路 - 安芸道路の区間が高知県分）
  - 高知松山自動車道（高知西バイパス・越知道路の区間が高知県部分）

### 渡船
- 高知県営渡船

### 港湾
高知港からは、最近まで大阪高知特急フェリー（大阪南港行き）やマリンエキスプレス（川崎 / 宮崎）などの運航があった。原油価格の高騰に加えて、明石海峡大橋や高知自動車道などの開通の影響に伴う乗船者数の減少により、相次いで廃止。2018年10月には唯一運航していた宿毛フェリーが休止したため、現在県内に発着するフェリーは存在しない。

## マスメディア

### 新聞
- 高知新聞
- 高知民報

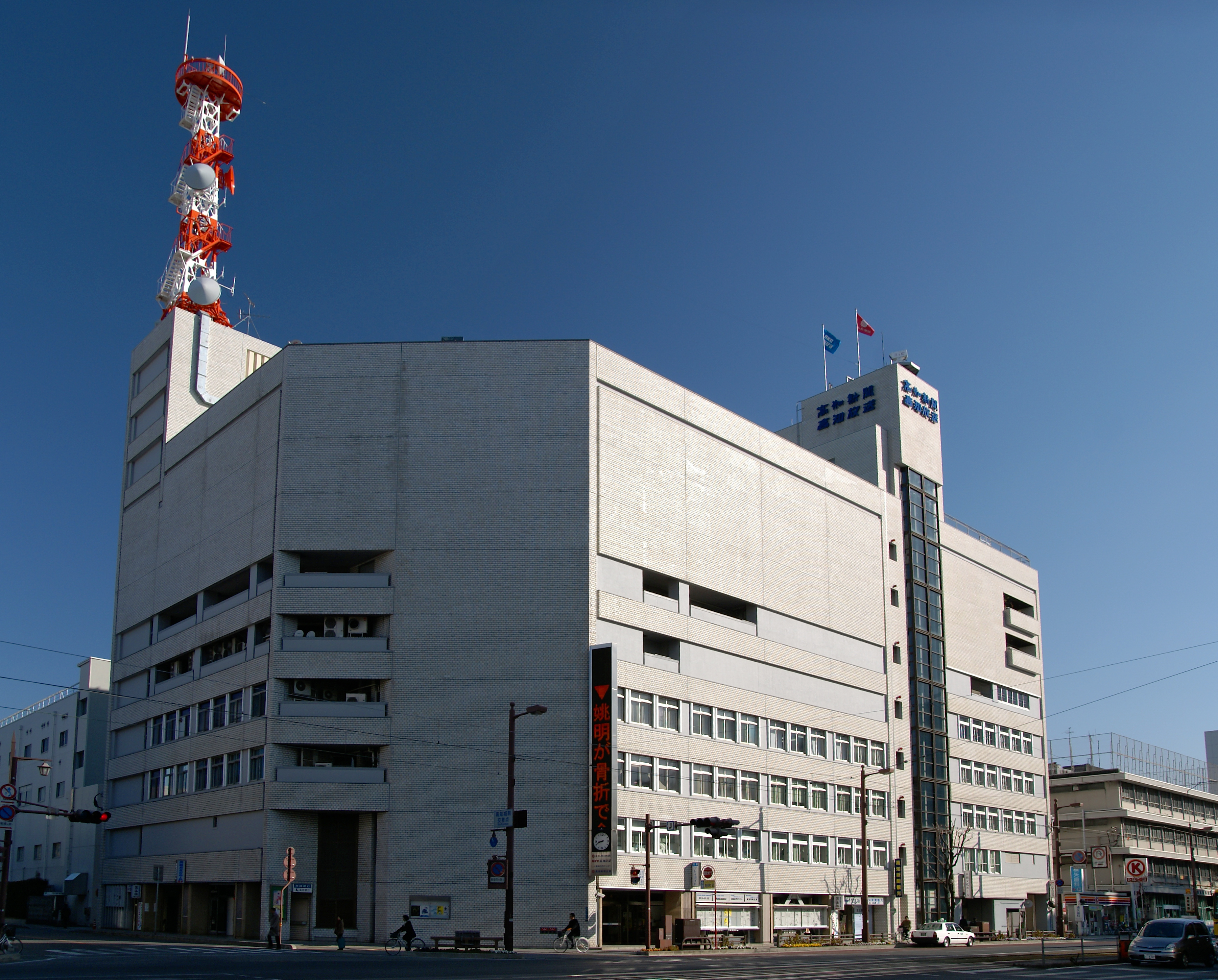
高知新聞本社

- 朝日新聞、毎日新聞、読売新聞、日本経済新聞、産経新聞も県内に総局・支局がある

※産経新聞は、高知県下で発売されているものの県域版については非掲載である
※各紙販売所、販売店における他紙・誌の配達・販売に関する取り扱いは以下のパターンが多い
高知新聞の販売所…デイリースポーツ
読売新聞の販売店…スポーツ報知
毎日新聞の販売店…日本経済新聞、スポーツニッポン、週刊将棋
産経新聞の販売店…競馬エイト、週刊Gallop

### 放送
県域放送局
- NHK高知放送局
- 高知放送（RKC:テレビ・AMラジオ兼営）- テレビはNNN/NNS系列、ラジオはJRN・NRNクロスネット局
- テレビ高知（KUTV）- JNN系列
- 高知さんさんテレビ（KSS）- FNN/FNS系列
- エフエム高知 - JFN系列。愛称「Hi-Six」。
- 高知シティエフエムラジオ放送 - 高知市の一部、南国市の一部、いの町の一部が放送対象地域のコミュニティ放送局
- FMはたらんど - 令和5年12月20日に開局。四万十市の一部、黒潮町の一部が放送対象地域のコミュニティ放送局

※デジタルテレビの親局送信所はRKC・KUTVが烏帽子山、NHK・KSSが近接する柏尾山。エフエム高知の親局とRKCのFM補完放送のメイン中継局も烏帽子山であるが、NHK-FMの親局は高知港を挟んだ五台山である。なお五台山にはデジタルテレビ各局の中継局もおかれている。
※ エフエム高知は、中継局の少なさから山間部では放送を受信できない地域が多い。また高知さんさんテレビも、これまでのアナログ放送においては山間部ではやはり中継局の少なさから放送を受信できない地域が多かった。デジタル新局で中継局を順次開局して2010年（平成22年）に先発局と並んで事実上県内全域カバーを果たしたことから、受信できない地域も大幅に減少した。

※ 高知県にはANN及びTXN系列が存在しない。
テレビ朝日系列の一部のテレビ番組は主に高知放送、テレビ高知で系列局から数カ月遅れではあるが主に深夜や土日の昼間のローカル枠の時間帯で放送されている為、一部のテレビ朝日系列局制作番組の視聴は可能である。また、一部のケーブルテレビに加入できる地域では、瀬戸内海放送または愛媛朝日テレビのいずれかが視聴可能である為、テレビ朝日系列のテレビ番組をリアルタイムで視聴可能である。
テレビ東京系列の一部のテレビ番組は主に高知放送、テレビ高知で系列局から数ヶ月遅れではあるが主に深夜や土日の昼間のローカル枠で放送されている為一部のテレビ東京系列局制作のテレビ番組の視聴は可能である。。
ANNに関しては四万十町、宿毛市、四万十市、大月町、黒潮町を除く全域を取材拠点として、大阪・朝日放送テレビ（ABC）が高知支局を設置しており、四万十町、宿毛市、四万十市、大月町、黒潮町に関しては愛媛朝日テレビが取材を担当している。

※高知県は北部を四国山地に囲まれた地形上、AMラジオ放送を除いて（高知市周辺から室戸市周辺の一部は在阪AMラジオ局のサービスエリアとなっている。）、他県の電波を受信する事は容易ではなく、更にケーブルテレビの普及率も低い為、他県の放送を受信視聴する事は一般的ではなく、近隣府県のテレビ放送を越境受信、またはケーブルテレビを介して容易に受信できる他の四国3県とは大きくテレビ電波事情が異なっており四国で1番テレビ事情の悪い県となっている。
その為、2025年現在全国的には放送やケーブルテレビを通じて民放テレビ局が4局以上視聴できる世帯が大半であるのに対して視聴できる民放テレビ局数において全国と情報格差が生じている。
※ 2019年ごろから高知県内全民放テレビ局において通常時終夜放送を行っている。
ケーブルテレビ
- 高知ケーブルテレビ（高知市・南国市・いの町）
- よさこいケーブルネット（須崎市・土佐市・中土佐町）
- 西南地域ネットワーク（宿毛市・四万十市・大月町）
- 土佐有線テレビ施設組合（土佐町・本山町）
- 香南ケーブルテレビ（香南市）
- 四万十町ケーブルネットワーク（四万十町）
- 梼原あんしん光ネット（檮原町）
- 黒潮町光ネットワーク（黒潮町）
- エフビットコミュニケーションズ（室戸市）

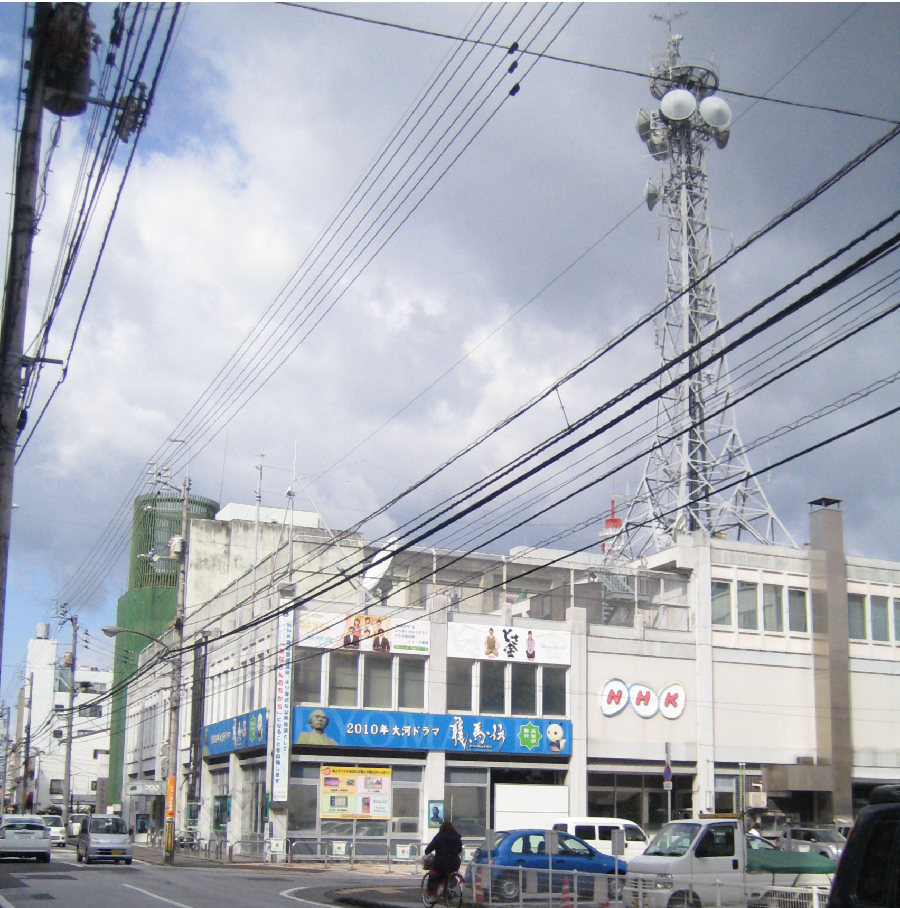
NHK高知放送局
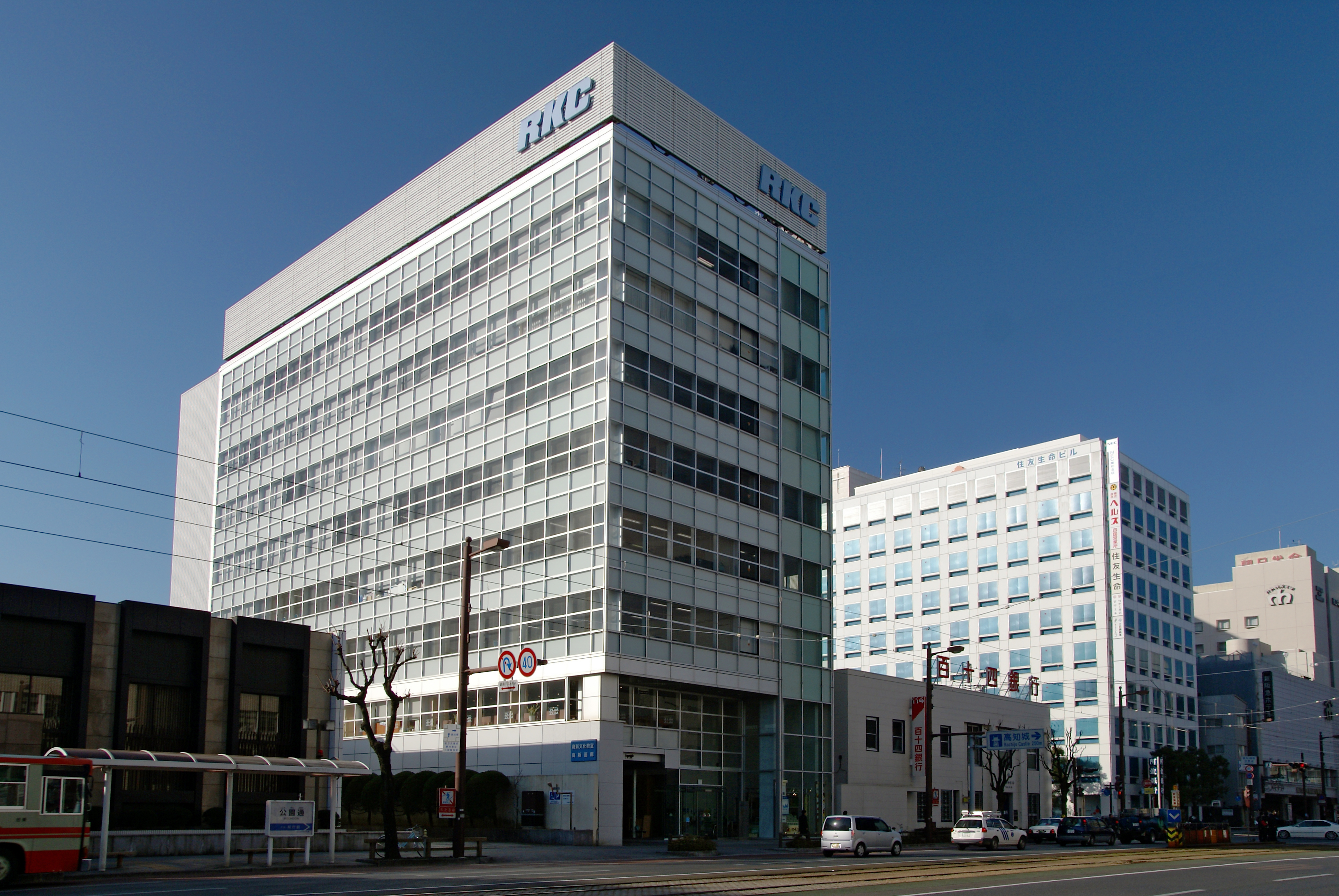
高知放送南館
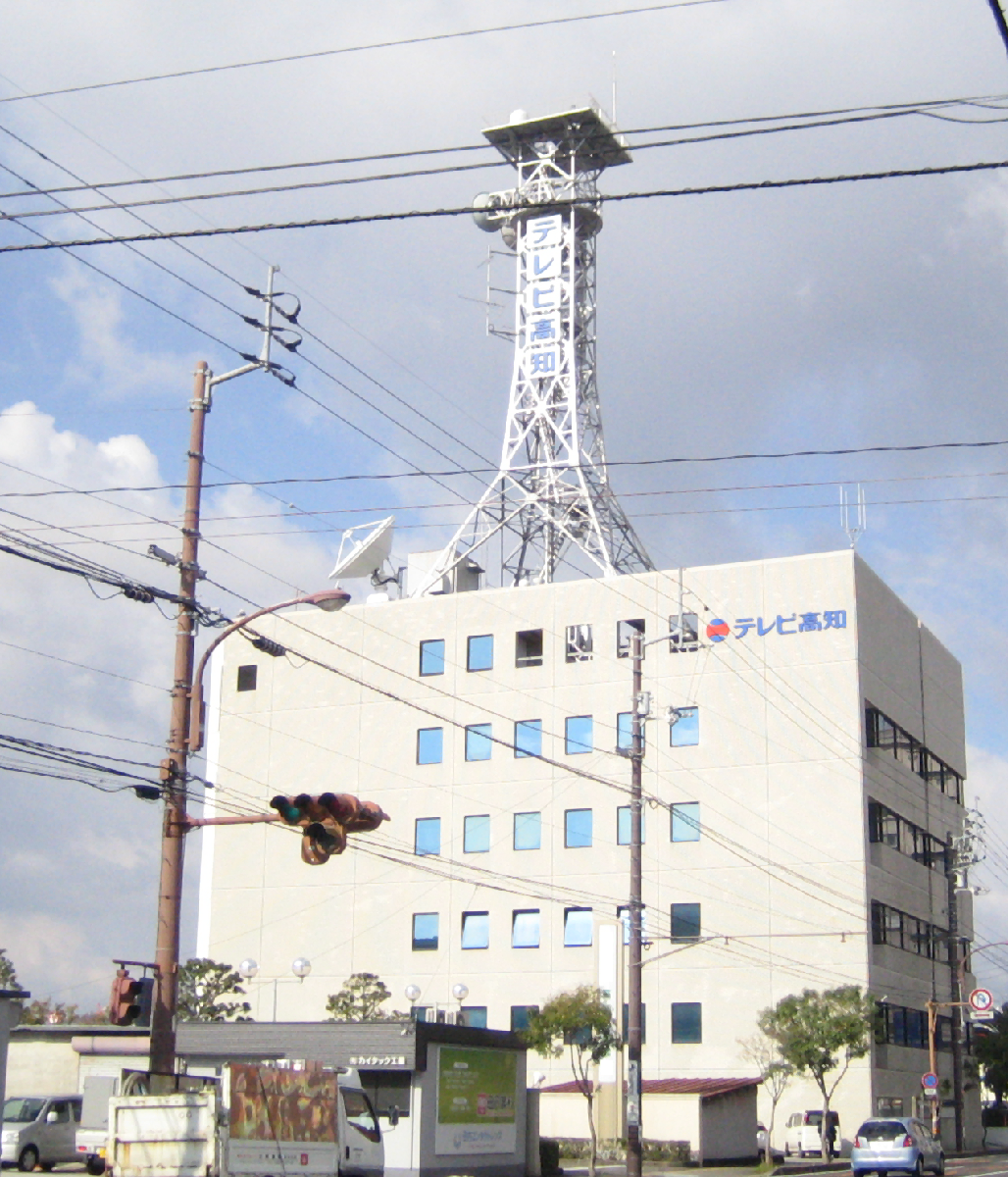
テレビ高知局舎
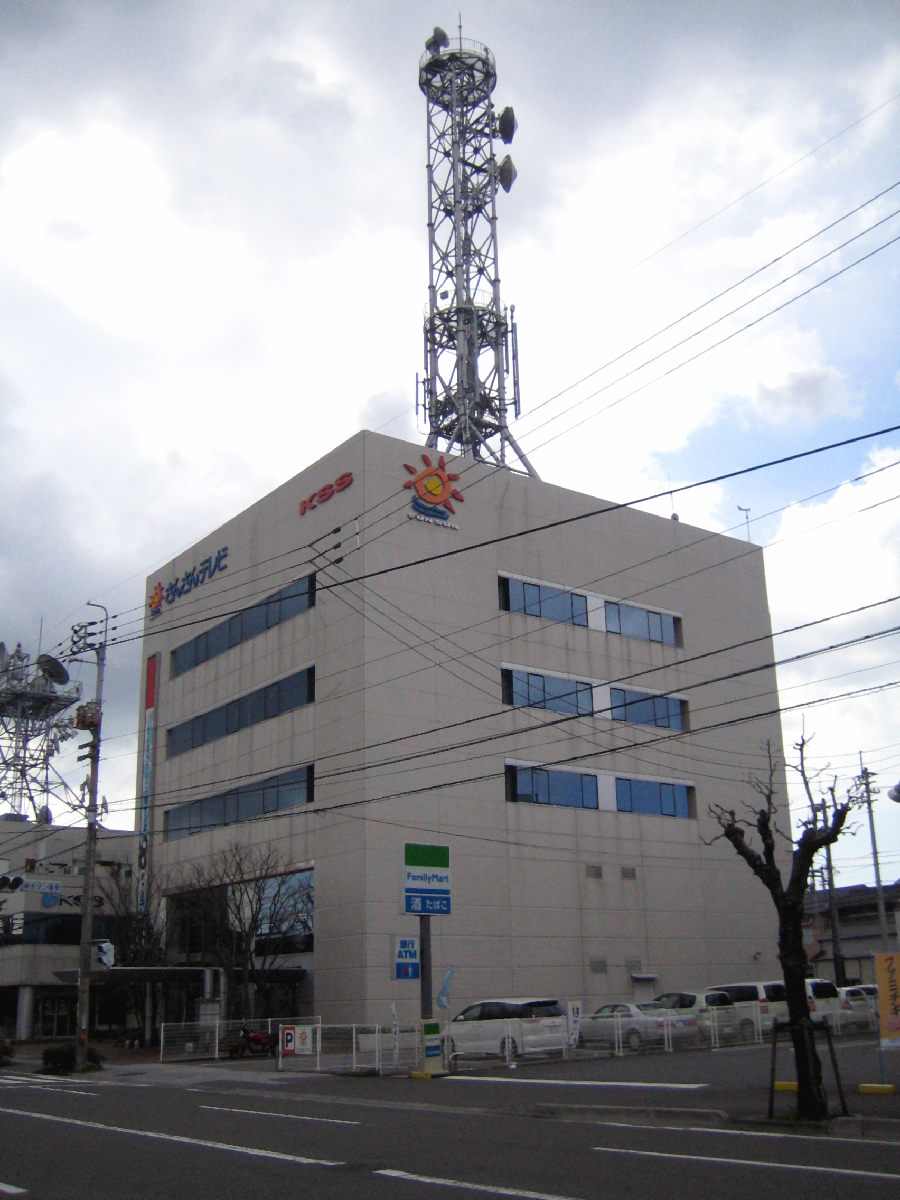
高知さんさんテレビ局舎
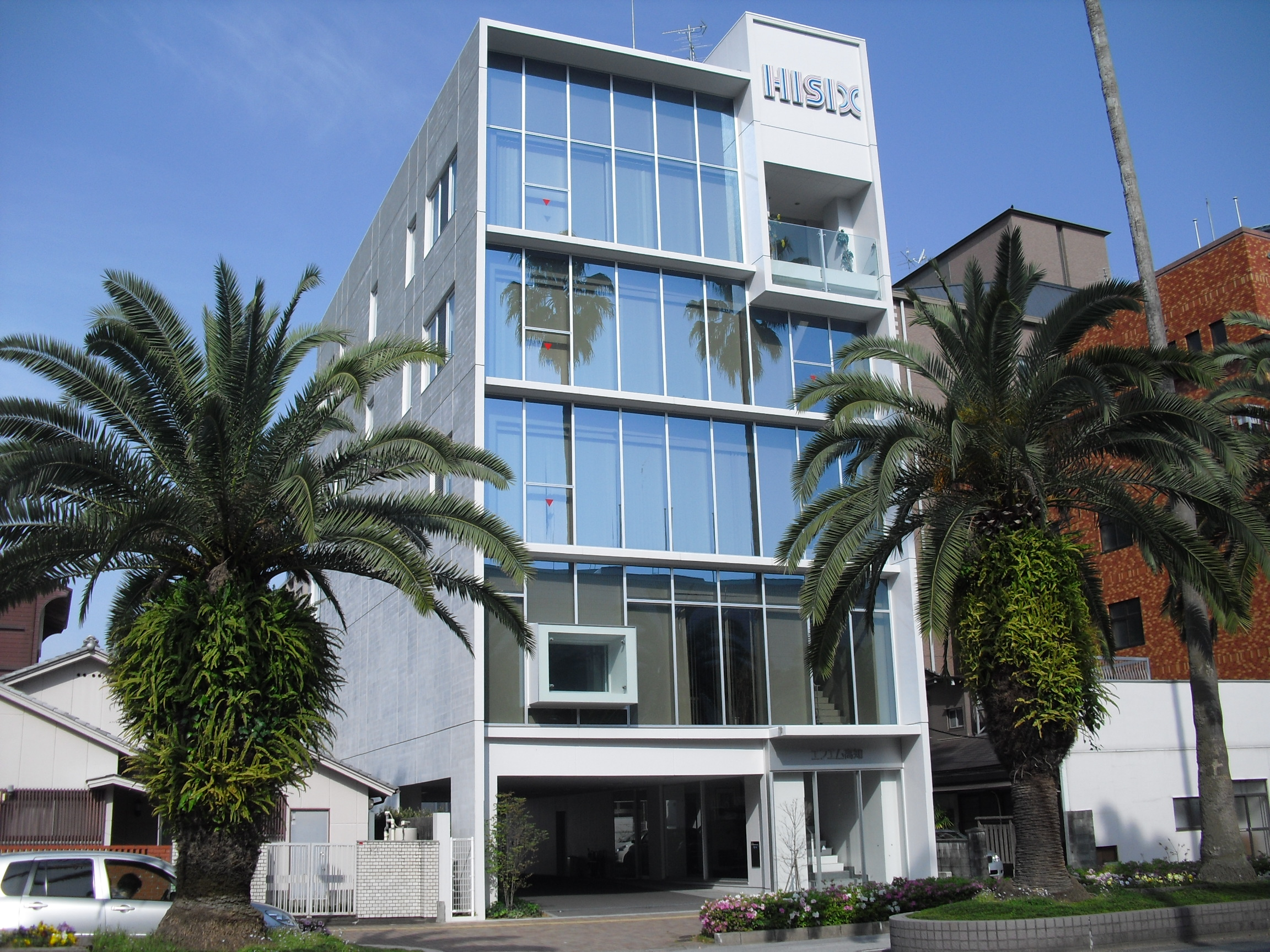
エフエム高知
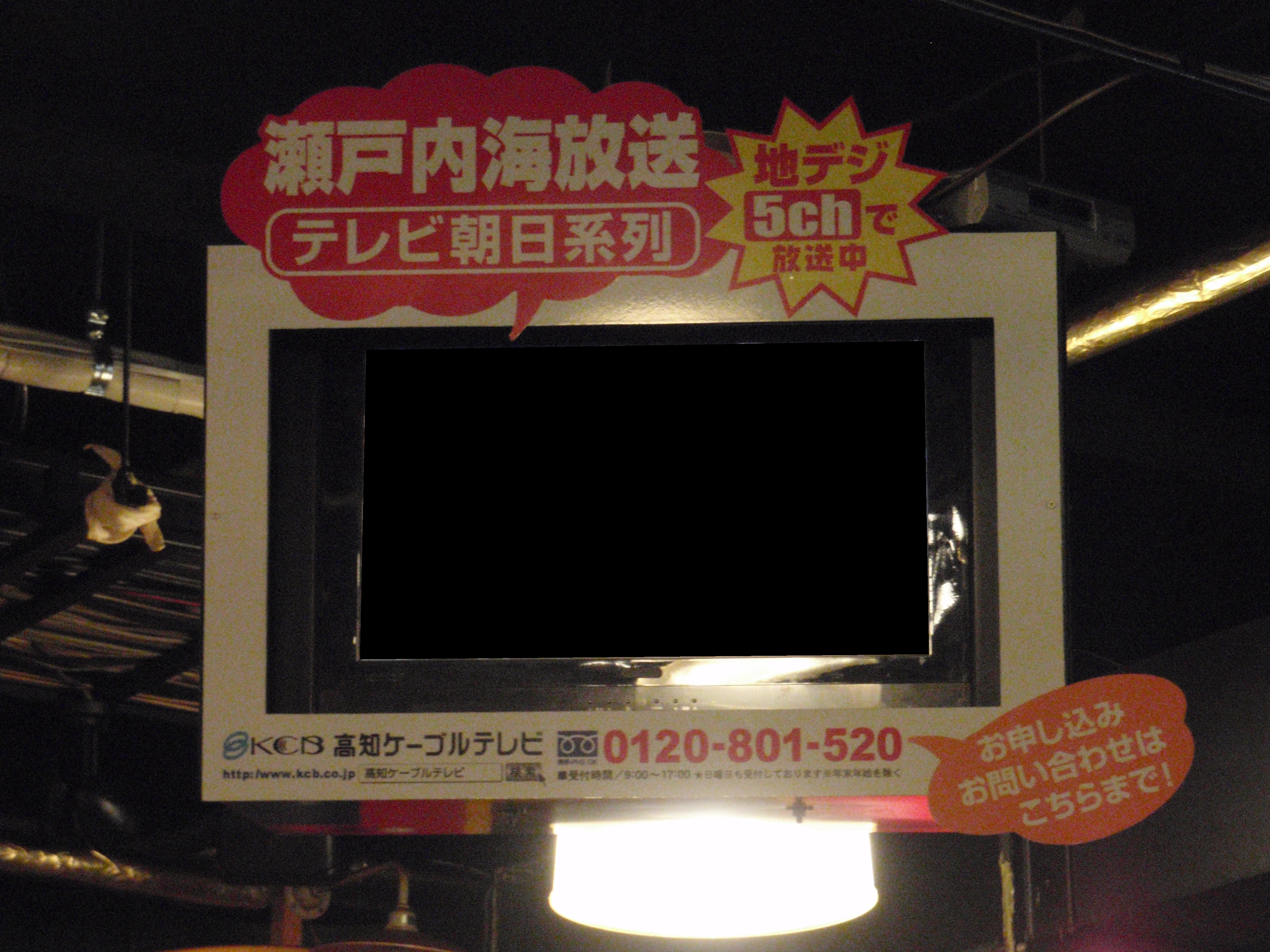
高知ケーブルテレビ

#### 高知県のケーブルテレビ
高知県以外の四国3県では全ての市町村にケーブルテレビが整備されているが高知県では一部の市町村とその市町村内の一部の地域に限られており、ケーブルテレビに加入できる世帯は多くなくケーブルテレビ加入率も低い。更に区域外再放送を実施していないケーブルテレビ局も多い。
その為、宮崎県や秋田県、青森県、沖縄県と並んで一般的に視聴できる民放テレビ局数が3局以下と他の都道府県と比べて一般的に視聴できる民放テレビ局数が著しく少ない県の一つとなっている。
2024年現在下記のケーブルテレビに加入できる地域ではケーブルテレビを通じて高知県外のラジオ、テレビ放送が受信可能である。
- 高知ケーブルテレビ（高知市の一部地域、南国市の一部地域、いの町の一部地域）

瀬戸内海放送、FM大阪、FM802の区域外再放送を実施中。
- 香南ケーブルテレビ（香南市）

瀬戸内海放送の区域外再放送を実施中。
- よさこいケーブルネット（須崎市、土佐市、中土佐町）

瀬戸内海放送の区域外再放送を実施中。
- 四万十ケーブルテレビ（四万十町）

愛媛朝日テレビの区域外再放送を実施中。
- 黒潮町光ネットワーク（黒潮町）

愛媛朝日テレビの区域外再放送を実施中。
- 西南地域ネットワーク（四万十市の一部地域、宿毛市、大月町）

愛媛朝日テレビの区域外再放送を実施中。

### アマチュア無線FM中継局（レピータ）設置場所・周波数
- JR5WN（土佐郡土佐町）439.84MHz, 1292.80MHz
- JR5WM（吾川郡仁淀川町）439.94MHz
- JR5WZ（須崎市桑田山）439.66MHz
- JR5VA（室戸市室戸岬）439.70MHz
- JR5VB（宿毛市貝ガ森）439.78MHz, 1292.78MHz
- JR5VJ（吾川郡中津明神山）439.04MHz

標高が約1,500mあり、四国において最高峰にある計画レピータ
- JR5VM（安芸郡芸西村）439.88MHz
- JR5VW（高岡郡津野町）439.72MHz, 1292.76MHz
- JR5YCA（土佐清水市大柴山）439.64MHz

日本アマチュア無線連盟 (JARL) を免許人とするアマチュア無線用中継局が県内各所に設置されている。高知県のレピータは山地率が高く、また、太平洋に向かって県土が開けている地形から、標高の高い箇所や海沿いの都市・集落間の通信確保のため設置されているところに特徴がある。

## 教育

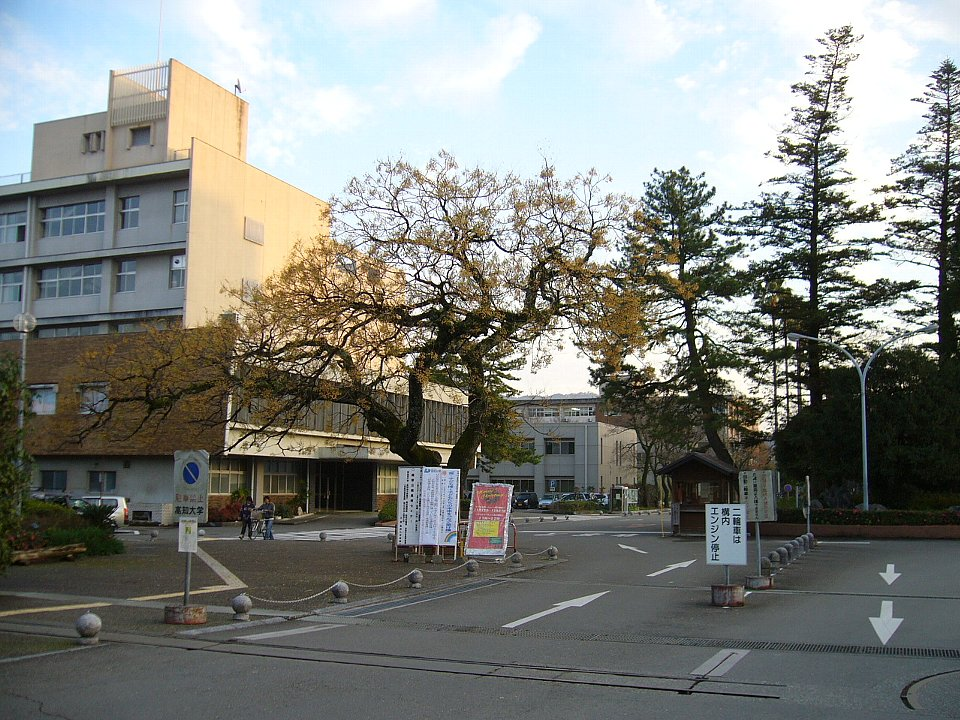
高知大学朝倉キャンパス

1949年から1961年まで、公立高校で高校全入が行われていた。1949年から1956年は無試験。また、1949年から1962年まで高知市内の3校で抽選を行なっていた。
私立中学校への進学率は高く、2020年度に行なわれた『私立中学に通う子どもの割合が多い都道府県ランキング』において第2位を記録している。
大学
国立
- 高知大学

公立
- 高知工科大学
- 高知県立大学

私立
- 高知リハビリテーション専門職大学
- 高知学園大学

通信制大学
私立
- 放送大学 高知学習センター

短期大学
私立
- 高知学園短期大学
- 高知短期大学

高等専門学校
国立
- 高知工業高等専門学校

専修学校
- 高知県専修学校一覧

特別支援学校
- 高知県特別支援学校一覧

高等学校
- 高知県高等学校一覧

中学校
- 高知県中学校一覧

小学校
- 高知県小学校一覧

幼稚園
- 高知県幼稚園一覧

その他教育機関
大学校
- 高知県立農業大学校
- 高知県立林業大学校

職業能力開発短期大学校
- 高知職業能力開発短期大学校

## 文化・スポーツ

### 方言
- 古来より四国地方は畿内との文化的繋がりが強く、四国方言は西日本方言の中でも特に近畿方言と近い特徴を持つ。その為、高知県中部東部で話されている土佐弁は独自性を強く保ちつつも古来の近畿方言の特徴を色濃く保持している。
- 高知県西部の幡多地域では幡多弁が話されており、土佐弁は近畿方言と同系統の京阪式アクセントを用いる一方で幡多弁は東京式アクセントを用いるなど大きく異なる特徴を持つ。また幡多弁は、愛媛県南部地域で話されている宇和島弁と近い関係にある。

### 食文化
郷土料理
- 鰹の土佐造り
- 鰹のタタキ
- うつぼのタタキ
- 皿鉢料理

B級グルメ
- 鍋焼きラーメン
- リープル

名産品など
- ごっくん馬路村 （清涼飲料水）
- 文旦 （ザボン）
- 中菓子

鶏

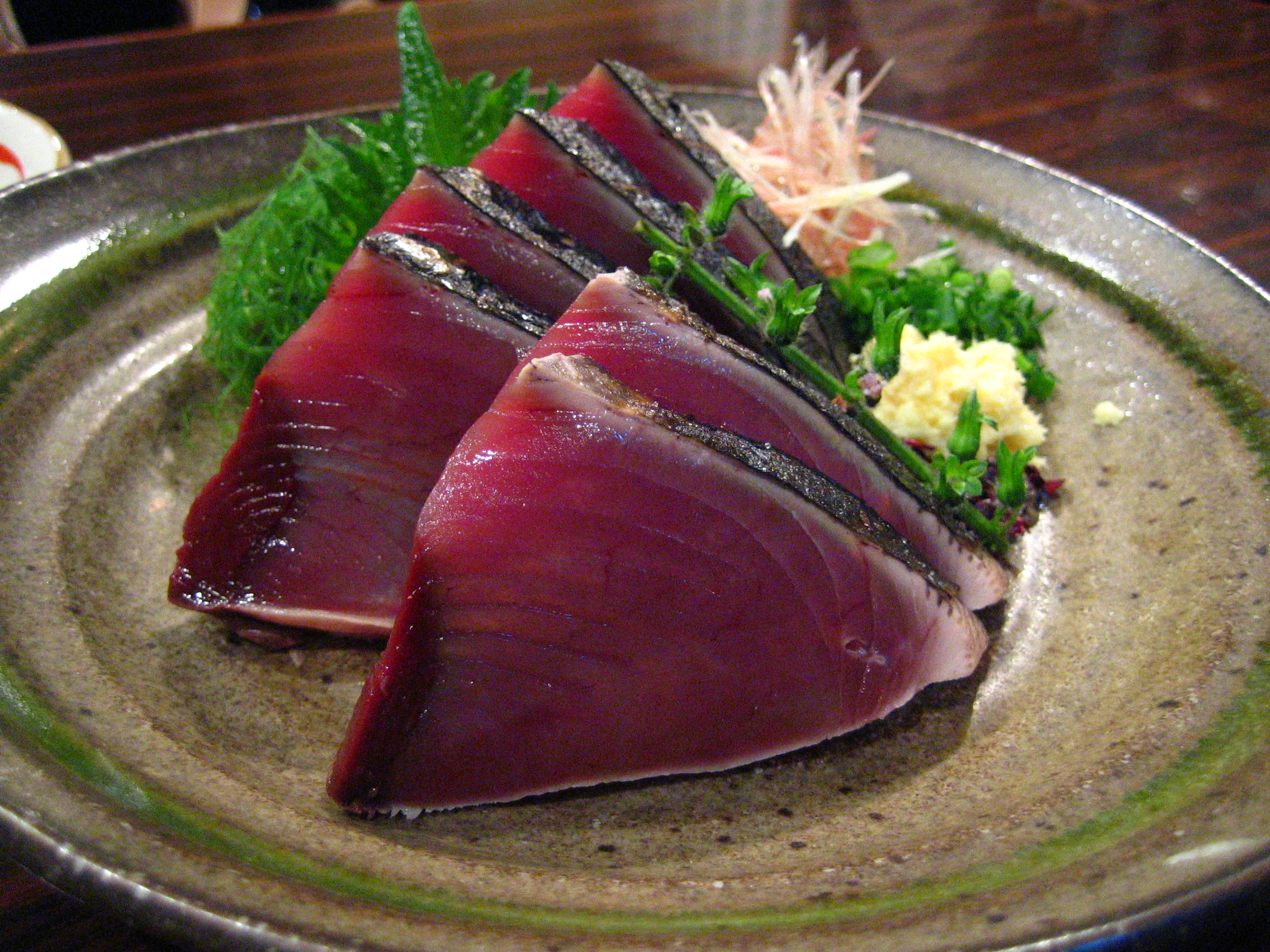
鰹のたたき

- 愛玩鶏の産地として古くから有名で、尾長鳥・東天紅をはじめ、2000年（平成12年）には「プチコッコ」と言う愛玩鶏も誕生した。
- 土佐ジロー （卵肉兼用の鶏）

### 伝統工芸
経済産業大臣指定伝統的工芸品
- 土佐打刃物（金工品、1998年）
- 土佐和紙（和紙、1976年）

伝統工芸品

### 犬
- 土佐闘犬
- 土佐犬
- とさけんぴ（マスコットキャラクター）

### スポーツ
- 高知ユナイテッドSC（サッカー・J3）
- 高知ファイティングドッグス（野球・四国アイランドリーグplus）

### その他
- しんじょう君（マスコットキャラクター）

## 観光
高知県では日本最後の清流として知られる四万十川や龍河洞、ホエールウォッチングなど自然を売り物にしたものが多く、近年はエコツーリズムにも力を入れつつある。
一方で大型の集客施設に乏しく、観光客数も年間約500万人（県外客のみ）とやや低位であるが国の重要文化財指定高知城や古社寺の名所旧跡、室戸岬・足摺岬や四国カルストといった自然景勝地をはじめ、高知県立牧野植物園や高知県立坂本龍馬記念館などの充実した博物館群、黒潮本陣（中土佐町）・オーベルジュ土佐山（高知市）・星ふるヴィレッジTENGU（津野町）など小規模の特徴を生かした宿泊施設が多いのも特徴である。なお、全国へと波及したよさこい祭りは毎年2万人余りの踊り子が高知市内各地を乱舞する一大イベントとなっている。

### 有形文化財建造物
国宝
- 豊楽寺 - 薬師堂
- 高野切 - 巻第廿（高知県立高知城歴史博物館[64]）

重要文化財
- 安岡家住宅（香南市）
- 高知城（高知市）
- 旧関川家住宅（高知市）
- 旧山内家下屋敷長屋（高知市）
- 吉福家住宅（土佐清水市）
- 旧竹内家住宅（四万十町）
- 旧立川番所書院（大豊町）
- 金林寺薬師堂（馬路村）

重要伝統的建造物群保存地区
- 吉良川町 （室戸市）

### 自然公園

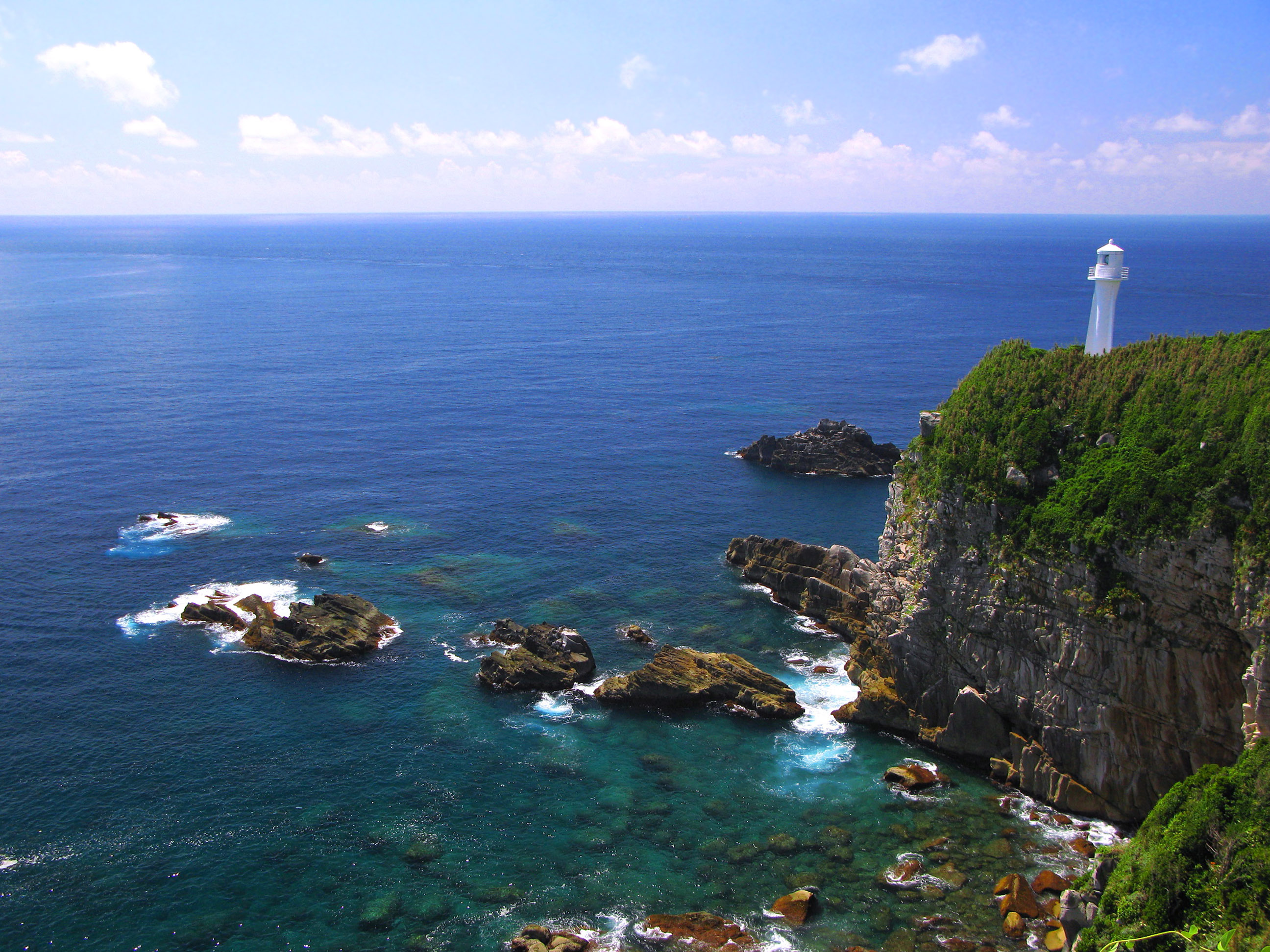
四国最南端足摺岬

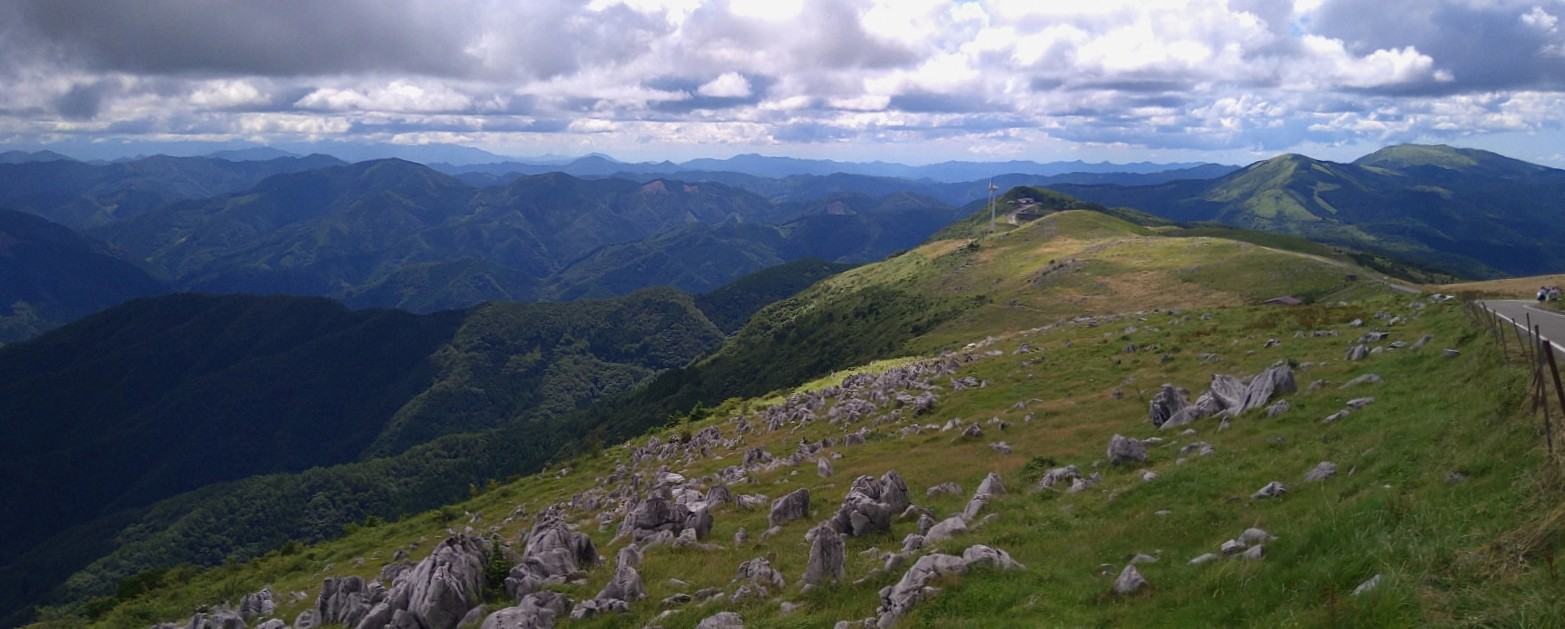
四国カルスト

- 国立公園

足摺宇和海国立公園
- 国定公園

石鎚国定公園、剣山国定公園、室戸阿南海岸国定公園
- 県立自然公園

手結住吉県立自然公園、奥物部県立自然公園、白髪山県立自然公園、横倉山県立自然公園、横浪県立自然公園、入野県立自然公園、宿毛県立自然公園、龍河洞県立自然公園、中津渓谷県立自然公園、須崎湾県立自然公園、興津県立自然公園、安居渓谷県立自然公園、四国カルスト県立自然公園、北山県立自然公園、魚梁瀬県立自然公園、梶ヶ森県立自然公園、鷲尾山県立自然公園、工石山陣ヶ森県立自然公園

### 観光スポット
- 高知城（高知市）
- 日曜市、木曜市（高知市）

寺院・神社
- 四国八十八箇所24から39番札所

（土佐の霊場めぐりは修行の道場と呼ばれる難所が続く）
最御崎寺（室戸市）（土佐東寺） - 津照寺（室戸市）（津寺） - 金剛頂寺（室戸市）（土佐西寺） - 神峯寺（安田町） - 大日寺（香南市） - 土佐国分寺（南国市） - 善楽寺（高知市） - 竹林寺（高知市、名勝庭園、よさこい節で簪を買った僧純信のいた寺） - 禅師峰寺（南国市） - 雪蹊寺（高知市） - 種間寺（春野町） - 清瀧寺（土佐市） - 青龍寺（土佐市） - 岩本寺（四万十町） - 金剛福寺（土佐清水市） - 延光寺（宿毛市）
- 月山霊場（月山神社・大月町） - 四国番外霊場

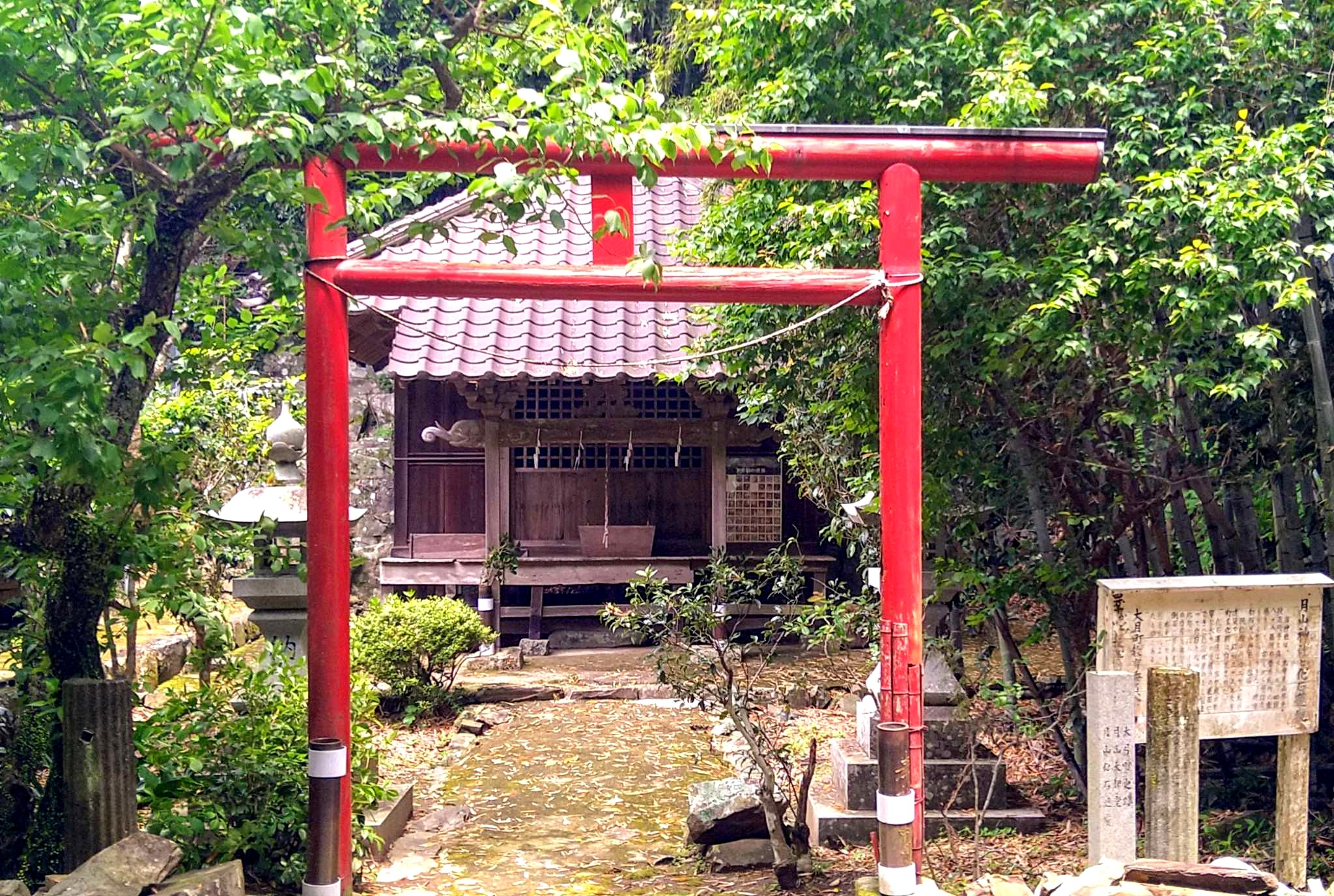
月山霊場（月山神社大師堂）

- 大善寺（須崎市） - 四国別格二十霊場5番霊場
- 豊楽寺（大豊町） - 国宝薬師堂
- 柳川神社（香美市）
- 土佐神社（高知市） - 土佐国一宮、旧国幣中社
- 朝倉神社（高知市） - 土佐国二宮、旧県社

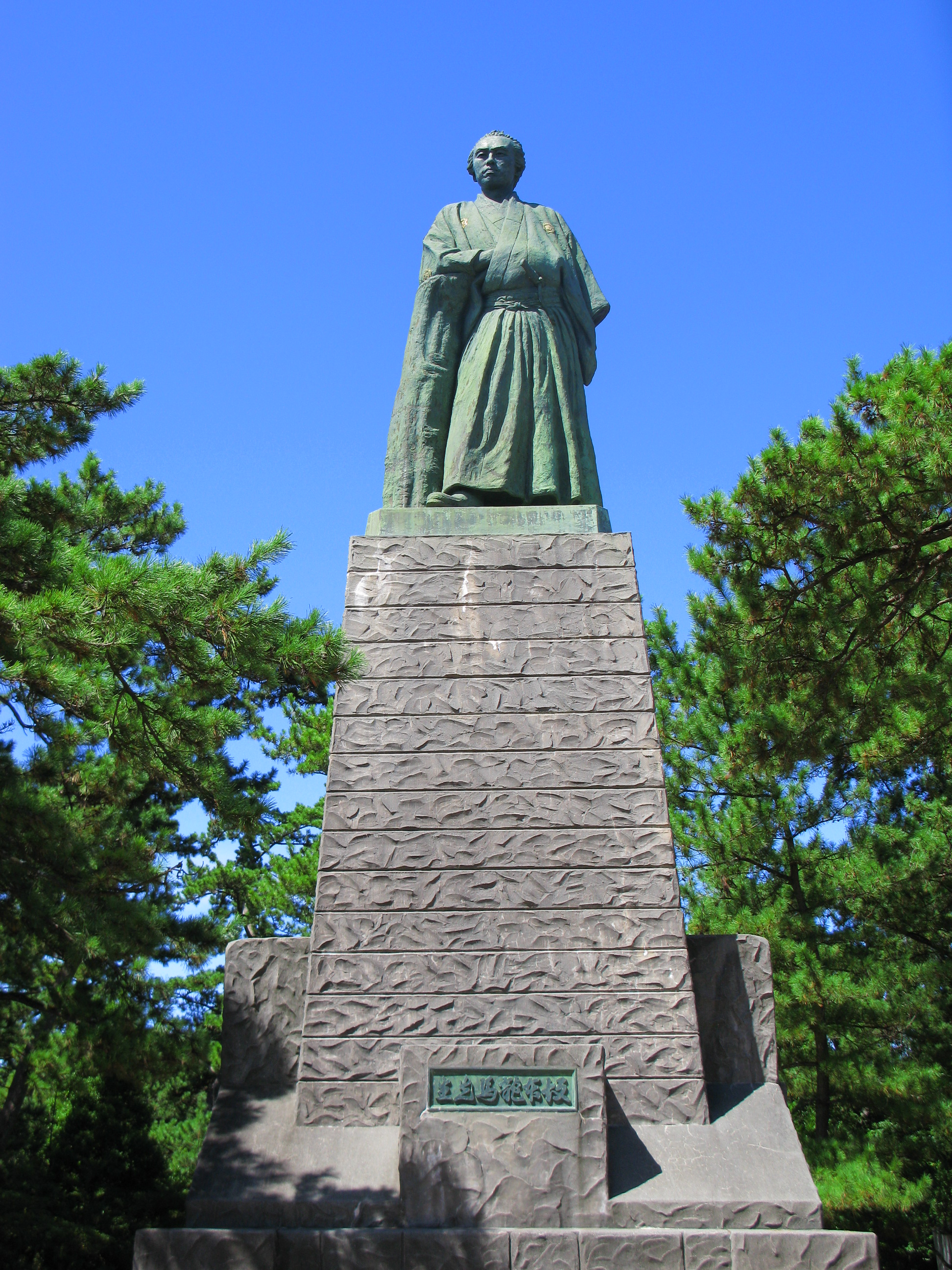
桂浜の坂本龍馬像

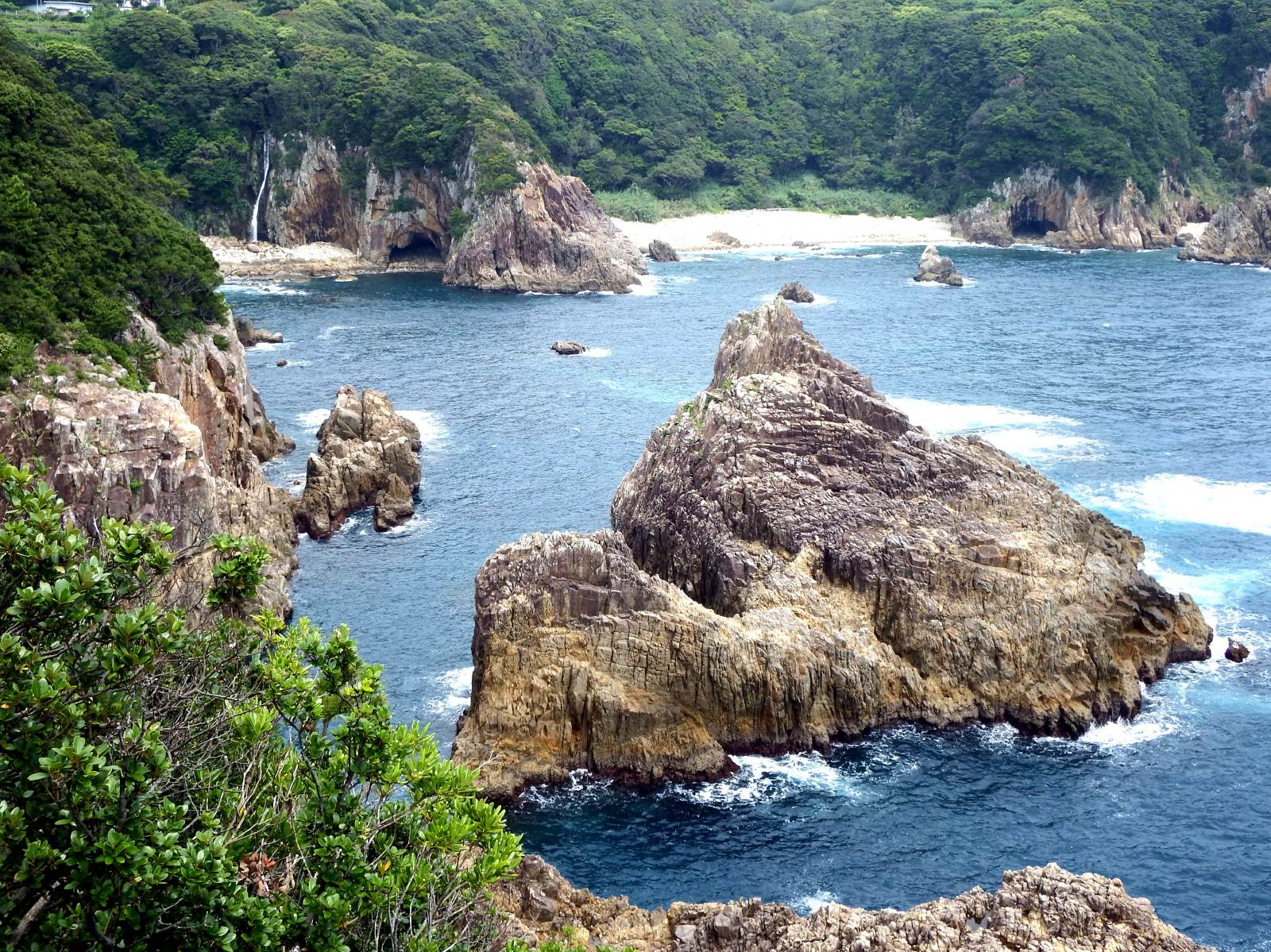
足摺岬 スボノくち

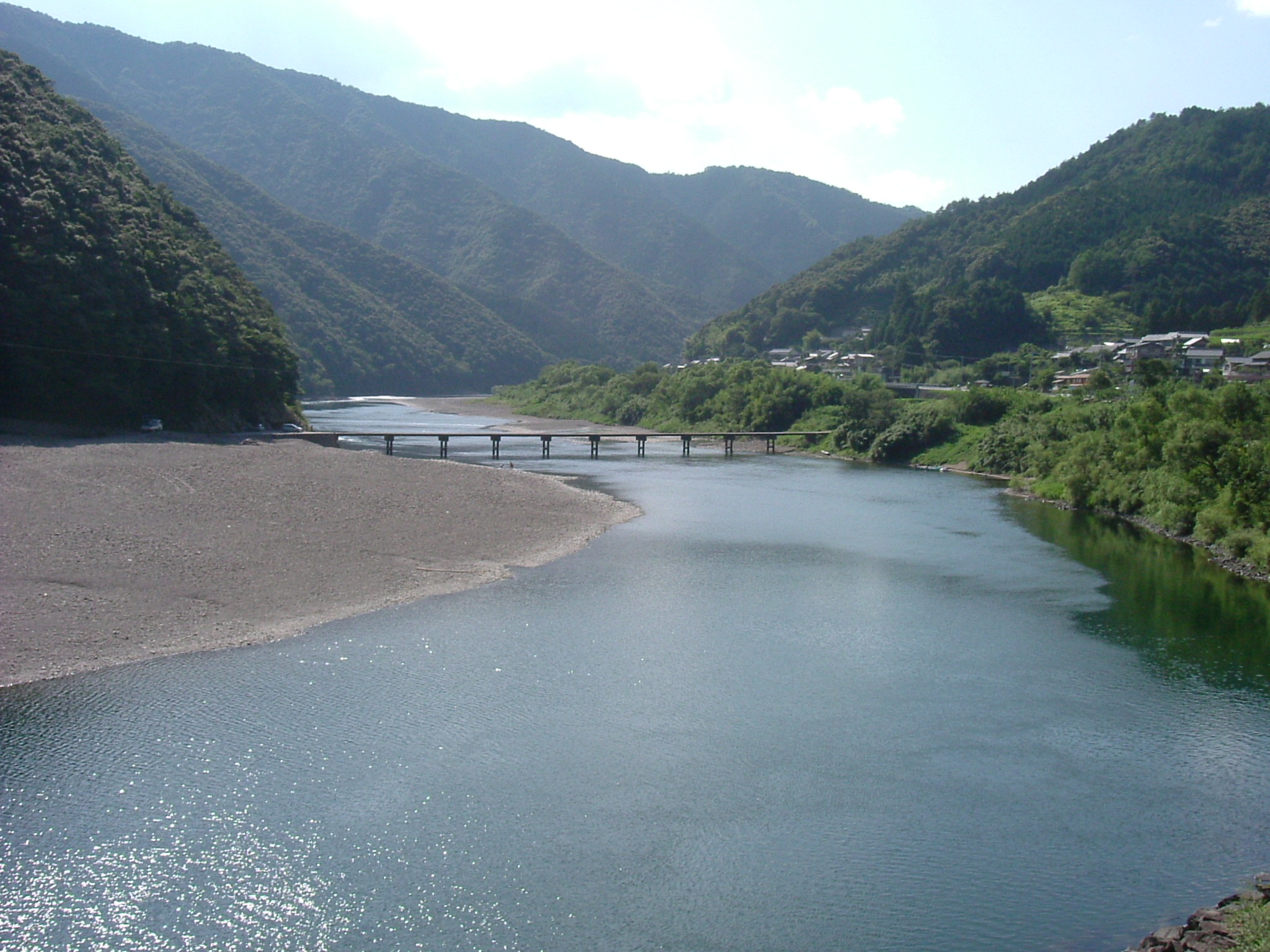
四万十川

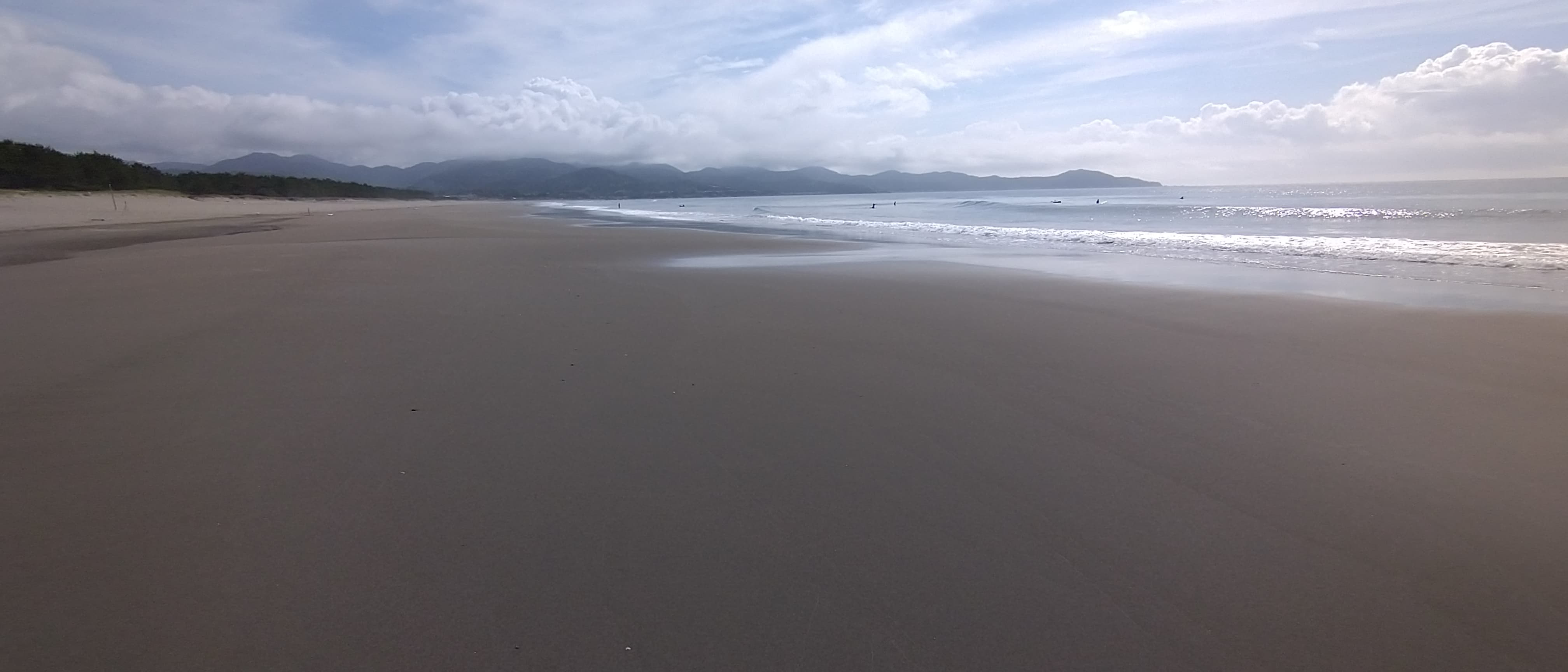
入野海岸

- 潮江天満宮（高知市） - 旧県社。
- 山内神社（高知市） - 旧別格官幣社

名勝
- 室戸岬（室戸市）
- 桂浜（高知市）

- 足摺岬（土佐清水市）

- 別府渓谷（香美市）
- 龍河洞（香美市）
- 安居渓谷（仁淀川町）
- 中津渓谷（仁淀川町）
- 四万十川（四万十市ほか）

- 入野松原（黒潮町）：入野海岸

史跡
高知市内：坂本龍馬、板垣退助、濱口雄幸、後藤象二郎、福岡孝弟、山内容堂、武市半平太、植木枝盛、大町桂月ら幕末〜明治に活躍した人物の生誕地、邸宅跡など
博物館・美術館など
- 図書館等複合施設「オーテピア」
  - オーテピア高知図書館
    - （旧）高知県立図書館（高知市） - 日本初の移動図書館（1948年（昭和23年）7月、自動車文庫）を始めた図書館として知られる。2017年（平成29年）閉鎖。

  - オーテピア高知声と点字の図書館
  - 高知みらい科学館
- 高知県立美術館（高知市）
- 高知県立牧野植物園（高知市）
- 高知県立文学館（高知市）
- 高知県立高知城歴史博物館（高知市）
- 高知県立坂本龍馬記念館（高知市）
- 高知市立龍馬の生まれたまち記念館（高知市）
- 高知市立自由民権記念館（高知市）
- 横山隆一記念まんが館（高知市）
- 高知市大川筋武家屋敷資料館（高知市）
- 土佐山内家宝物資料館（高知市）
- 高知市旧関川家住宅民家資料館（高知市）
- 浜口雄幸生家記念館（高知市）
- 寺田寅彦記念館（高知市）
- 砂浜美術館（黒潮町）
- 高知県立歴史民俗資料館（南国市）
- 安芸市立歴史民俗資料館（安芸市）
- 中岡慎太郎館（北川村）
- 香美市立やなせたかし記念館（香美市）
- 絵金蔵（香南市）
- 龍馬歴史館（香南市） - 現、創造広場アクトランド
- いの町紙の博物館（いの町）
- 土佐和紙工芸村くらうど（いの町）
- 佐川町立青山文庫（佐川町）
- 横倉山自然の森博物館（越知町）
- 四万十川学遊館（四万十市）
- ジョン万ハウス（土佐清水市）
- 宿毛歴史館（宿毛市）

スポーツ施設
- 高知県立武道館
- 高知県立春野運動公園野球場
- 高知県立春野総合運動公園陸上競技場
- 高知競馬場
- 高知競輪場

自然体験
- カヌー、キャンプなど（四万十川、仁淀川など）
- ホエールウォッチング（土佐市、黒潮町など）
- ダイビング（大月町柏島など）

その他
- 集落活動センター（県内全域）
- 高知県民文化ホール（高知市）
- 高知市文化プラザかるぽーと（高知市）
- ひろめ市場（高知市）
- わんぱーくこうち（高知市）
- 高知県立のいち動物公園（香南市）
- 足摺海底館（土佐清水市）
- 北川村モネの庭マルモッタン（北川村）

### 祭事・催事
- よさこい祭り（高知市）
- まんが甲子園（高知市）
- よさこいアニメフェスティバル（高知市）
- 秋葉祭（仁淀川町）
- 一条大祭（四万十市）
- 久礼八幡宮大祭（中土佐町）
- かつお祭（中土佐町）
- 池川神楽（仁淀川町）
- 安居神楽（仁淀川町）
- 絵金祭り（香南市）
- 冬の夏祭り（香南市）
- あしずりまつり（土佐清水市）
- 宿毛まつり（宿毛市）
- ヤーサイ（宿毛市平田）

## 対外関係

### 海外
姉妹友好提携
- ベンゲット州（フィリピン共和国）
  - 1975年（昭和50年）7月28日 姉妹県提携
- 安徽省（中華人民共和国）
  - 1994年（平成6年）11月8日 友好提携
- 全羅南道（大韓民国）
  - 2016年（平成28年）11月8日 姉妹交流提携

### 国内
提携自治体
- 鳥取県
  - 2013年（平成25年）3月24日 提携[66]。
- 品川区（東京都 都区部）
  - 2018年（平成30年）8月 交流協定締結。土佐藩下屋敷が区内にあった縁などにより、明治維新150年を記念[67]。

## 人物

### 高知県名誉県民
高知県名誉県民は、2011年（平成23年）10月11日に制定された高知県名誉県民顕彰要綱に基づき、「学芸、芸術、文化、スポーツ等の分野において輝かしい活躍をし、県民の誇りとふるさと意識を高め、県民に夢と希望、勇気、感動のすべてを与えた」個人や団体を顕彰する制度である（要綱第1条）。名誉県民に選定された者には、表彰状と高知県名誉県民章（副賞）が贈呈される。
| 受賞者氏名   | 職業                           | 選定年月日    | 備考                           | 出典   |
| ------------ | ------------------------------ | ------------- | ------------------------------ | ------ |
| やなせたかし | 漫画家、絵本作家、作詞家、詩人 | 2011年11月3日 | 『アンパンマン』原作者         | [ 70 ] |
| 奥谷博       | 洋画家                         | 2018年3月21日 | 日本芸術院賞受賞、文化勲章受章 | [ 70 ] |

### 名誉高知県人
名誉高知県人は、高知県名誉県民顕彰要綱が制定される前に運用されていた名誉称号で、高知県を日本全国に紹介する功績を挙げた者に対して高知県知事が贈呈していた。
| 受賞者氏名 | 職業   | 選定年月日     | 備考                                                         | 出典   |
| ---------- | ------ | -------------- | ------------------------------------------------------------ | ------ |
| 司馬遼太郎 | 小説家 | 1968年11月15日 | 土佐を舞台にした『竜馬がゆく』『功名が辻』『夏草の賦』を発表 | [ 72 ] |
| ペギー葉山 | 歌手   | 1974年11月3日  | 『南国土佐を後にして』を発表                                 | [ 72 ] |

## テレビ番組
- 日経スペシャル ガイアの夜明け 「団塊さん　いらっしゃい」 ～大定年時代の人口争奪戦～（2006年1月31日、テレビ東京）[73]。- 団塊世代誘致作戦を取材。